# Figuren im Lied von Eis und Feuer
Figuren im Lied von Eis und Feuer gibt einen Überblick über die in der von George R. R. Martin erdachten Fantasiewelt Das Lied von Eis und Feuer (sowohl der Buchreihe als auch der Verfilmung Game of Thrones) lebenden Personen. Aufgrund der großen Anzahl von Figuren wird hier nur eine Auswahl genannt. Verwendet wird in der Regel die Namensform der aktuellen deutschen Übersetzung, ebenso werden die Originalnamen, die auch in der älteren deutschen Fassung verwendet wurden, jeweils bei der Erstnennung erwähnt.
Die deutschsprachige Buchausgabe unterscheidet sich von der englischen vor allem darin, dass jeder Band in zwei Büchern verlegt wurde. Zur Übersicht folgende Aufstellung:
- Band 1: A Game of Thrones; Die Herren von Winterfell und Das Erbe von Winterfell
- Band 2: A Clash of Kings; Der Thron der Sieben Königreiche und Die Saat des goldenen Löwen
- Band 3: A Storm of Swords; Sturm der Schwerter und Die Königin der Drachen
- Band 4: A Feast for Crows; Zeit der Krähen und Die dunkle Königin
- Band 5: A Dance with Dragons; Der Sohn des Greifen und Ein Tanz mit Drachen

## Haus Stark

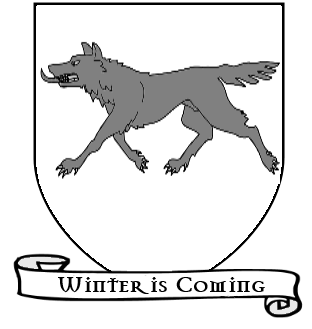
Wappen des Hauses Stark

Die Starks regierten vor Ankunft der Targaryens mehrere tausend Jahre den Norden von Winterfell aus. Als Gründer des Hauses Starks gilt Brandon der Erbauer. Zu der Zeit, als Aegon der Eroberer Westeros eroberte, war Torrhen Stark der König des Nordens. Er beugte das Knie und trägt deshalb den Beinamen „Der kniende König“. Seitdem fungieren die Starks als „Wächter des Nordens“. Sie sind das einzige große Haus, das den Glauben an die alten Götter nicht aufgegeben hat. Ihr Wappen zeigt einen grauen Schattenwolf auf eisweißem Feld, ihr Motto lautet Der Winter naht.

### Eddard Stark
Eddard Stark (von seiner Familie und seinen Freunden auch „Ned“ genannt) ist der Lord von Winterfell und „Wächter des Nordens“. Er wuchs zunächst in Winterfell auf, wurde im Kindesalter jedoch als Mündel dem Lord des Grünen Tales, Jon Arryn, übergeben und verlebte seine Jugend fortan auf Hohenehr, dem Sitz des Hauses Arryn. Dort lernte er ein weiteres Mündel, den späteren König Robert Baratheon, kennen, zu dem er eine innige Freundschaft aufgebaut hat, die auch nach Roberts Krönung fortbesteht. Eddard ist mit Catelyn Stark verheiratet, mit der er fünf Kinder hat: Robb, Sansa, Arya, Brandon und Rickon. Jon Schnee (im Original Jon Snow) ist Eddards Bastardsohn, der während des Targaryen-Bürgerkriegs gezeugt wurde. Eddards Vater Rickard, sein älterer Bruder Brandon und seine Schwester Lyanna kamen während des Krieges ums Leben. Eddard, der viel Wert auf Ehre, Pflichterfüllung und Charakter legt, ist zu Beginn der Buchserie 35 Jahre alt.
Handlung A Game of Thrones
Auf König Robert Baratheons Ersuchen hin wird Eddard Hand des Königs und geht in die Hauptstadt Königsmund (im Original King’s Landing). In dem neuen Umfeld, das von politischen Intrigen geprägt ist, versucht er vor allem, seine Integrität zu erhalten und den Tod Jon Arryns aufzuklären. Mit Robert kommt es zum Streit, als der König die Ermordung von Daenerys Targaryen anordnet, woraufhin Eddard kurzzeitig sein Amt niederlegt. Gleichzeitig steigen die Spannungen mit den Lennisters, nachdem Catelyn Tyrion gefangen genommen hat. Eddard deckt indes das Geheimnis um die Kinder des Königspaares auf und konfrontiert Königin Cersei mit der Tatsache, dass Jaime der Vater ist, und rät ihr, mit den Kindern zu fliehen. Nachdem Robert tödlich verletzt von der Jagd zurückgekehrt ist, diktiert er Eddard an seinem Sterbebett sein Testament, dessen Wortlaut Eddard abändert, sodass es auf Roberts Bruder Stannis als Thronfolger hinausläuft. Eddard bringt es zudem nicht übers Herz, dem König die Wahrheit über dessen vermeintliche Kinder mit Cersei zu erzählen. Eddard glaubt, Petyr Baelish so weit vertrauen zu können, dass er in einer unblutigen Aktion Cersei ausschalten könne, tappt jedoch in eine Falle: Eddards Männer werden im Thronsaal massakriert, er selbst wird in der Hofburg gefangen gehalten und weigert sich, Joffrey als rechtmäßigen König anzuerkennen und seinen angeblichen Verrat zu gestehen. Erst als auch das Leben seiner Familie bedroht wird, willigt er notgedrungen ein. Er gesteht öffentlich vor der Großen Septe Baelors seinen „Verrat“ an Robert und erkennt Joffrey als legitimen Erben an. Anstatt jedoch der Nachtwache beitreten zu können, wie es ihm versprochen worden ist, wird er auf Befehl Joffreys öffentlich hingerichtet, womit ein neuer Bürgerkrieg im Reich ausbricht.

### Catelyn Stark
Catelyn „Cat“ Stark ist Eddards Ehefrau und geborene Tully aus den Flusslanden. Sie war ursprünglich Eddards älterem Bruder Brandon versprochen. Als dieser jedoch Jahre zuvor zusammen mit seinem Vater vom damaligen König Aerys II. Targaryen ermordet wurde, nahm Eddard sie zur Frau. Beide haben eine tiefe Zuneigung entwickelt, wenngleich Catelyn sich teils noch als Fremde im Norden fühlt. Sie pflegt ein ausgeprägtes Standesbewusstsein. In ihrem Weltbild hat Jon Schnee als Bastard im Haushalt seines Vaters nichts zu suchen; sie sieht in ihm eine stetige Beleidigung und eine potentielle Bedrohung für die Rechte ihrer Kinder.
Handlung A Game of Thrones
Während Eddard in die Hauptstadt geht, um sein Amt als Hand des Königs anzutreten, bleibt sie in Winterfell bei ihrem Sohn Bran, der nach seinem Sturz zunächst noch im Koma liegt. Nach dem Mordversuch mit einem Dolch an Bran macht sie sich heimlich mit Ser Rodrik nach Königsmund auf, um Eddard davon zu berichten. Ihr Jugendfreund Petyr Baelish berichtet ihr dort, dass der Dolch des Attentäters angeblich Tyrion Lennister gehören soll. Auf dem Rückweg nach Norden begegnet ihr Tyrion. Sie nimmt ihn im Vertrauen auf Petyrs Aussage gefangen und bringt ihn nach Hohenehr, wo ihre Schwester Lysa regiert, die aber immer mehr Anzeichen für Wahnsinn zeigt und die Tyrion auch des Mordes an ihrem Mann Jon Arryn beschuldigt. Tyrion kann jedoch wieder freikommen, während die Lennisters zur Vergeltung in die Flusslande einfallen. Als Robb nach Süden zieht, um Eddard zu befreien, geht Catelyn zu ihrem Sohn und berät ihn. Um über den Grünen Arm des Flusses Trident zu gelangen, verhandelt Catelyn mit dem Lord über die Zwillinge, Walder Frey, eine Verlobung ihres Sohnes mit einer Tochter Walders aus und bindet einen Teil Walders Streitmacht zusätzlich an Robb. Als Catelyn Nachricht von Eddards Hinrichtung erhält, ist sie verzweifelt.
Handlung A Clash of Kings
Catelyn ist vor allem in Sorge um ihre Töchter (zumindest Sansa wird noch als Geisel am Hof gehalten). Während Robb nach Westen aufbricht, reist sie zunächst nach Süden zu Renly Baratheon, um mit diesem ein Bündnis auszuhandeln. Nach dessen Ermordung geht sie wieder nach Schnellwasser und wird fortan von Brienne von Tarth begleitet, die des Mordes an Renly beschuldigt wird. Zurück in Schnellwasser lässt sie gemeinsam mit Brienne Jaime Lennister frei, damit im Gegenzug Catelyns Töchter freikommen.
Handlung A Storm of Swords
Die Freilassung Jaimes erweist sich als schwerer Fehler, denn Lord Rickard Karstark, dessen zwei Söhne von Jaime in einer Schlacht getötet wurden, fühlt sich um seine Rache betrogen. Robb kehrt siegreich aus dem Westen zurück, während sich die Lennisters mit den Tyrells verbündet haben und gleichzeitig im Norden die Männer der Eiseninseln eingefallen sind. Winterfell ist gefallen, ihre jüngeren Söhne scheinbar vom ehemaligen Mündel der Starks, Theon Graufreud, ermordet und die Lage somit für die Starks recht düster. Catelyn begleitet Robb zu den Zwillingen, wo Catelyns Bruder Edmure anstelle Robbs eine Frey heiraten soll. Auf der „Roten Hochzeit“ werden die Starks und ihre Verbündeten von den Freys verraten und Robb sowie seine Männer ermordet. Catelyn stirbt ebenfalls; ihr wird die Kehle aufgeschlitzt und ihr Leichnam in den nahen Fluss geworfen.
Weitere Buchhandlung
Zum Ende von A Feast for Crows zeigt sich, dass Catelyns Leichnam nach einigen Tagen ans Ufer des Tridents geschwemmt und durch Beric Dondarrion wiedererweckt wurde und seitdem die Bruderschaft ohne Banner unter dem Namen Lady Steinherz anführt. Sie ist durch die Zeit im Wasser sowie Schnitte im Gesicht furchtbar entstellt und kann nur noch unter größerer Anstrengung sprechen. Lady Steinherz möchte seither nur noch Rache an denjenigen üben, die Eddard, Robb und ihre restliche Familie verraten haben. So wird unter anderem Brienne von Tarth von der Bruderschaft festgenommen und aufgrund ihres von Jaime anvertrauten Schwertes als Lennister-Treue ausgemacht. Lady Steinherz ordnet daher das Erhängen Briennes und ihrer Begleiter an.

### Robb Stark
Robb ist der älteste Sohn von Eddard und Catelyn Stark. Er ist zu Beginn der Buchserie 14 Jahre alt, in der Fernsehserie ein paar Jahre älter. Sein Wolf heißt Grauwind.
Handlung A Game of Thrones
Da Eddard in die Hauptstadt gegangen ist, fungiert Robb als stellvertretender Lord. Nachdem auch seine Mutter abgereist ist, ist er allein verantwortlich. Als er die Nachricht von der Gefangenschaft seines Vaters erhält, ruft Robb die Vasallen Winterfells zusammen und marschiert nach Süden. Er verbündet sich mit dem Hause Frey (wobei er ein Heiratsversprechen abgibt), besiegt Jaime Lennister und nimmt ihn gefangen. Robb ist schockiert, als er von der Hinrichtung seines Vaters erfährt. Seine Lords (in A Game of Thrones auch die anwesenden Lords der Flusslande) rufen ihn zum König des Nordens aus.
Handlung A Clash of Kings
Obwohl noch sehr jung, verfügt Robb über militärisches Talent und umgibt sich mit fähigen Soldaten. Er marschiert in die Westlande ein, um die Gebiete der Lennisters zu verwüsten, wie diese es zuvor mit den Flusslanden getan haben. Robb ist militärisch erfolgreich und wird daher auch der „junge Wolf“ genannt, begeht aber einen großen politischen Fehler, als er sich in die niedere Adelige Jeyne Westerling verliebt (in der Fernsehserie in eine andere junge Frau, eine Heilerin namens Talisa Maegyr aus Volantis) und sie überstürzt heiratet. Damit bricht er jedoch sein Versprechen, im Gegenzug für das Bündnis mit den Freys eine der Enkelinnen Lord Walders zu heiraten. Gleichzeitig scheitert der Plan, Lord Tywin nach Westen zu locken, nachdem Edmure Tully die Lennisters aufhielt und ihnen genug Zeit gab, sich mit dem mächtigen Haus Tyrell zu verbünden, womit die politischen Karten völlig neu gemischt sind.
Handlung A Storm of Swords
Robb begibt sich wieder in die Flusslande und plant einen Marsch nach Norden, wo die Eisenmänner eingefallen sind und Winterfell zerstört haben. Auf dem Weg nach Norden besucht er die Freys, um einen Ausgleich zu erzielen. Sein Onkel Edmure Tully soll in der Burg der Freys (den Zwillingen bzw. Twins im Original) Roslin Frey heiraten. Doch während der Hochzeit, die später nur die „Rote Hochzeit“ genannt wird, wird Robb von den Freys und den Boltons, den alten Rivalen der Starks, verraten, wobei Tywin Lennister offenbar im Hintergrund agierte. Entgegen dem Gastrecht werden die Stark-Loyalisten angegriffen und massakriert. Robb, durch Armbrustbolzen bereits schwer verletzt, wird von Lord Roose Bolton persönlich getötet. Robbs Kopf wird später abgehackt und der seines Schattenwolfes als Spott über den „jungen Wolf“ angenäht und der daraus entstandene Mischkörper öffentlich zur Schau gestellt. Seitdem sind die Boltons die Wächter des Nordens, nachdem sich Tywin Lennister zuvor Lord Boltons Loyalität in geheimen Verhandlungen sichern konnte.

### Sansa Stark
Sansa ist die älteste Tochter von Eddard und Catelyn und ein hübsches, aber zu Beginn der Handlung sehr naives junges Mädchen, das sich ganz den Regeln für adlige Damen unterwirft. Als König Robert nach Winterfell kommt, um Eddard zu seiner Hand zu machen, wird sie zu ihrer großen Freude mit Prinz Joffrey verlobt, dem Sohn von König Robert und Königin Cersei. Zu Beginn der Buchserie ist sie 11 Jahre alt, in der Fernsehserie ist sie zwei Jahre älter. Der Name ihres Wolfes lautet Lady. Sansa ist sehr talentiert in Handarbeiten und der Liebling von Septa Mordane.
Handlung A Game of Thrones
Sansa ist überaus glücklich darüber, in Zukunft Königin zu werden. Sie malt sich ihr Leben mit Joffrey aus und ist bestrebt, ihm zu gefallen. Als Eddard ihr angesichts der angespannten Situation am Hof jedoch erklärt, dass sie wieder nach Norden aufbrechen werden, bricht für Sansa eine Welt zusammen. Sie glaubt nach Eddards Gefangennahme (sie hatte der Königin einen Hinweis über die Pläne ihres Vaters gegeben) immer noch, Cersei vertrauen zu können und schreibt daher einen Brief an Robb, der den Lehnseid leisten soll. Als Eddard seinen angeblichen Verrat an Robert öffentlich gesteht, aber dennoch anschließend auf Befehl Joffreys hingerichtet wird, ist dies ein Schock für sie, der ihr aber auch verdeutlicht, niemandem am Hof zu vertrauen. Als Joffrey sie zwingt, sich den aufgespießten Schädel ihres Vaters anzuschauen, erwägt sie, Joffrey zu töten, indem sie ihn in die Tiefe stürzt, aber Sandor Clegane stellt sich dazwischen.
Handlung A Clash of Kings
Joffrey hält an der Verlobung vorerst fest, lässt Sansa aber oft von Königsgardisten schlagen. Als Tyrion Lennister als amtierende Hand an den Hof kommt, macht dieser dem ein Ende. Dennoch ist Sansas Lage am Hof weiterhin gefährlich, während sie auf den Sieg Robbs hofft. Ein Angebot von Sandor Clegane während der Schlacht am Schwarzwasser, mit ihr aus Königsmund zu flüchten, schlägt sie aus.
Handlung A Storm of Swords
Sansa misstraut weiterhin den Personen am Hof, vertraut sich aber schließlich den Tyrells an. Eine mögliche Heirat mit einem Tyrell wird aber von den Lennisters durchkreuzt, die sie mit Tyrion verheiraten. Als dieser verhaftet wird, ist Sansa wieder isoliert. Sie wird aber von Petyr Baelish aus der Hauptstadt geschmuggelt und in das Tal von Arryn gebracht. Petyr, der in Sansa das Ebenbild seiner einzigen Liebe Catelyn sieht, gibt Sansa dort als seine Bastardtochter Alayne Stein aus. Sansa, zunächst selbst kurz davor von Lysa Arryn ermordet zu werden, wird Zeugin des Mords Petyrs an Lysa, unternimmt aber nichts und hält die Tat geheim.
Handlung A Feast for Crows
Petyr Baelish, nun faktisch Statthalter im Tal von Arryn, macht Sansa Hoffnung: Petyr arbeitet daran, sie mit dem mutmaßlichen Erben des Tals, Harrold Haryng, zu verheiraten, der nach dem zu erwartenden Tod des kränklichen Robert Arryn regieren wird. Danach soll auch Sansa ihr Geburtsrecht erhalten: Winterfell.

### Arya Stark
Arya ist die jüngste Tochter von Eddard und Catelyn und das Gegenstück zu Sansa. Sie verhält sich oft eher wie ein Junge und lehnt es ab, jene Dinge zu tun, die adlige Mädchen ihres Alters lernen sollen, wie etwa Handarbeiten, sich angemessen zu kleiden und darauf zu hoffen, eines Tages gut verheiratet zu werden. Von ihrem Halbbruder Jon Schnee erhält sie vor seiner Abreise zur Mauer ein dünnes Schwert, welches sie „Nadel“ tauft. Sie streitet regelmäßig mit ihrer Schwester. Zu Beginn der Buchserie ist sie acht Jahre alt, in der Fernsehserie ein paar Jahre älter. Ihr Wolf heißt Nymeria.
Handlung A Game of Thrones
Arya ist wenig begeistert davon, nach Königsmund zu reisen. Auf dem Weg dahin kommt es zu einem Streit mit Prinz Joffrey, dessen wahren Charakter sie frühzeitig erkennt. Arya muss nach einem Angriff Nymerias auf Prinz Joffrey die Wölfin freilassen, da diese sonst getötet worden wäre. In der Hauptstadt erhält Arya zu ihrer großen Freude Fechtunterricht von dem Schwertmeister Syrio Forel aus Braavos. Als ihr Vater gefangen genommen wird, kann Arya dank Syrios Hilfe fliehen. Ganz auf sich allein gestellt irrt sie in der Hauptstadt umher und muss mit ansehen, wie ihr Vater öffentlich hingerichtet wird. Arya wird von Yoren, einem Mitglied der Nachtwache, der sie erkannt hat, aus der Stadt herausgebracht, der sie zu ihrem Schutz als Jungen ausgibt und ihr den Namen Arry gibt.
Handlung A Clash of Kings
Zusammen mit Yoren, der sie nach Winterfell bringen will, und weiteren Rekruten für die Nachtwache erreicht Arya die Flusslande. Dort begegnen sie Soldaten der Lennisters. Yoren wird getötet, Arya kann mit einigen Rekruten fliehen, darunter Gendry, der, ohne es selbst zu wissen, der uneheliche Sohn König Roberts ist, sowie Jaqen H’ghar, der offenbar mehr ist, als er zunächst vorgibt. Sie werden von Ser Gregor Clegane gefangen und in die gewaltige Festung Harrenhal gebracht. Die Festung wird aber von Stark-Soldaten im Handstreich genommen. Jaqen H’ghar, offenbar ein Attentäter der gefürchteten „gesichtslosen Männer“, gibt ihr eine Münze und das Kennwort Valar Morghulis, mit dem sie ihn angeblich überall in den Freien Städten finden kann.
Neuer Herr über Harrenhal ist zunächst Lord Roose Bolton, Kommandeur von Robbs Südarmee. Arya gibt sich dennoch nicht zu erkennen und bleibt als Dienerin Nan in der Festung. Zusammen mit Gendry und einem anderen Jungen läuft sie wieder davon.
Handlung A Storm of Swords
Zusammen durchstreift die Gruppe die Flusslande und begegnet Lord Beric Dondarrion, den Aryas Vater damals ausgeschickt hatte, um Lennister-Plünderer zu bekämpfen. Einer der Männer erkennt sie als Arya Stark. Man plant, sie für Geld vielleicht an Robb auszulösen, während Gendry sich der Gruppe anschließt, zu der unter anderem auch Thoros von Myr und der sehr junge Edric Dayn, Lord von Sternenfall („Starfall“ im Original) in Dorne, gehören. Arya sieht sich von der sogenannten Bruderschaft enttäuscht; sie wird schließlich von Sandor Clegane entführt, der sie für eine reiche Belohnung an Robb übergeben will. Arya wird aus der Ferne Zeuge der „roten Hochzeit“ an den Zwillingen (dem Sitz des Hauses Frey). Sie lässt Sandor zurück, der schwer verletzt wurde, und begibt sich auf einem Schiff in die Freie Stadt Braavos, wobei ihr die Münze und das Kennwort (Valar Morghulis, valyrisch für „alle Menschen müssen sterben“, in der Fernsehserie als „alle Männer müssen sterben“ wiedergegeben) helfen.
Handlung A Feast for Crows
In Braavos findet sie zwar nicht Jaqen H’ghar, dafür aber die „gesichtslosen Männer“, bei denen sie ein Training beginnt. Wie schon zuvor ist sie vor allem von Hass auf die Lennisters getrieben und sinnt nun auf Rache für ihre ermordeten Familienmitglieder, von denen allerdings einige noch am Leben sind, wovon sie nichts ahnt. Sie lernt viele Taktiken und auch die dortige Sprache.
Handlung A Dance with Dragons
Kurzzeitig erblindet, gewinnt Arya ihre Sehkraft wieder und erfüllt ihren ersten Auftrag. Ihre Ausbildung wird nun intensiviert. Zeitgleich baut ihre frühere Wölfin Nymeria das größte und gefährlichste Wolfsrudel auf, das die Sieben Königslande jemals sahen; es soll mehrere hundert Tiere umfassen.

### Brandon „Bran“ Stark
Bran, benannt nach Eddards totem Bruder Brandon, ist der zweitjüngste Sohn Eddards und Catelyns. Er ist ein fröhlicher Junge und begeisterter Kletterer. Nach einem Sturz ist er querschnittsgelähmt und wird von dem riesigen, geistig zurückgebliebenen, aber gutmütigen Hodor getragen. Zu Beginn der Buchhandlung ist er sieben Jahre alt, in der Fernsehserie ein paar Jahre älter. Sein Wolf heißt Sommer (Summer im Original). Er hat grünseherische Fähigkeiten.
Handlung A Game of Thrones
Bei einer Klettertour beobachtet Bran Jaime und Cersei beim Geschlechtsverkehr und wird von Jaime vom Turm gestoßen, überlebt jedoch den Sturz. Er liegt zunächst im Koma und es wird ein erfolgloses Attentat auf ihn verübt. Als Bran erwacht, ist er von der Hüfte abwärts gelähmt und kann sich nicht an den Sturz erinnern. Er ist zunächst sehr verbittert, doch gewinnt er später teilweise seinen Lebensmut zurück. Ein spezieller Sattel, den Tyrion Lennister entworfen hat, hilft ihm beim Reiten. Als Robb nach Süden zieht, bleiben Bran und Rickon in Winterfell zurück.
Handlung A Clash of Kings
Bran freundet sich mit der Gefangenen Osha an und entwickelt immer stärkere übersinnliche Fähigkeiten, die ihn mit seinem Schattenwolf Sommer verbinden. Nachdem Robb im Süden ist, wird Bran Statthalter auf Winterfell. Die Festung wird jedoch von Eisenmännern unter dem Befehl von Theon Graufreud im Handstreich genommen. Bran und Rickon sind nun dort gefangen, doch können sie mit Hilfe von Meera und Jojen Reet entkommen und fliehen nach Norden. Theon lässt zwei andere Jungen töten und gibt vor, es handele sich um Bran und Rickon, weshalb davon ausgegangen wird, dass die beiden jüngsten Stark-Kinder tot sind. Jojen erkennt Brans besondere Fähigkeiten wie die Visionen, die er erhält, und drängt ihn, die dreiäugige Krähe aus seinen Träumen jenseits der Mauer zu suchen. Bran stimmt zu, während Rickon mit Osha zu einem anderen Ort aufbricht.
Handlung A Storm of Swords
Brans Gruppe erreicht die Mauer, begegnet Samwell Tarly und kann durch eine geheime Passage das Land jenseits der Mauer erreichen. Dort begegnet ihnen der undurchschaubare Kalthand (Coldhands im Original), der sie führt.
Handlung A Dance with Dragons
Sie treffen eines der letzten Kinder des Waldes und die dreiäugige Krähe, einen seit langer Zeit dort lebenden Mann namens Brynden. Brynden hilft Bran, seine neuen Fähigkeiten zu erforschen. So wird Bran sogar Zeuge von Ereignissen vor mehreren hundert Jahren in Winterfell und kann in einer Szene das Blut schmecken, das dort vergossen wird.

### Rickon Stark
Rickon Stark ist der jüngste Sohn von Eddard und Catelyn Stark. Er wurde benannt in Anlehnung an Eddards toten Vater Rickard Stark und ist zu Beginn der Buchserie drei Jahre, in der Fernsehserie sechs Jahre alt. Sein Wolf heißt Struppel (im Original Shaggydog), nennt ihn aber selbst oft Struppi.
Handlung
In A Game of Thrones spielt er kaum eine Rolle, entwickelt aber anscheinend ein Gespür für zukünftige Ereignisse. In den weiteren Büchern verläuft seine Handlung weitgehend parallel mit der von Bran (siehe oben), wenngleich Rickon nur sehr am Rande eine Rolle spielt. Er fällt nach dem Tode seines Vaters jedoch durch einen gewissen Jähzorn auf, welcher sich auch auf seinen Wolf überträgt. Struppel wird daraufhin bis auf Weiteres im Götterhain mit Sommer zusammen eingesperrt. Rickon begleitet Bran, Osha, Hodor und die Reets nach Norden, als sie aus Winterfell fliehen. Als sich die Gruppe trennt, ist zunächst unklar, wohin Rickon mit Osha und Struppel geht. In A Dance with Dragons wird klar, dass sie ihn anscheinend auf die mysteriöse und nicht ungefährliche Insel Skagos im Norden brachte.

### Benjen Stark
Siehe Benjen

### Brandon Stark
Brandon Stark war der ältere Bruder von Eddard Stark. Als ältester Sohn wäre er der nächste Lord von Winterfell geworden und war mit Catelyn Tully verlobt. Bei einem nächtlichen Kampf zwischen ihm und dem Mündel der Tullys, Petyr Baelish, schneidet er Baelish den Bauch auf „vom Nabel bis zum Schlüsselbein“. Baelish überlebt dieses Duell. Beim Versuch, seine Schwester Lyanna zu befreien, wurden Brandon und sein Vater Rickard von König Aerys II. grausam ermordet. Diese Morde waren dann die Ursache für den darauffolgenden Bürgerkrieg, der mit dem Sturz der Targaryens endete.
In der Serie wird Brandon meist nur am Rande erwähnt, während in den späteren Büchern sein Charakter näher beschrieben wird. So sei Brandon temperamentvoll gewesen (und somit das Gegenteil Eddards), außerdem ein guter Kämpfer.

### Rickard Stark
Rickard Stark war vor Eddard Lord von Winterfell und dessen sowie Brandons, Lyannas und Benjens Vater. Verheiratet war er mit Lyarra Stark, seiner Cousine väterlicher Seite. Er wurde zusammen mit seinem Sohn Brandon beim Versuch, die Freilassung seiner Tochter Lyanna zu erreichen, von König Aerys II. grausam ermordet. Diese beiden Morde waren dann die Ursache für den darauffolgenden Bürgerkrieg und den Sturz der Targaryens.

### Lyanna Stark
Lyanna Stark war die Tochter von Rickard Stark und Schwester von Brandon, Eddard und Benjen Stark. Sie war mit Robert Baratheon verlobt. Während des großen Turniers von Harrenhal begegnete sie dem Kronprinzen Rhaegar Targaryen, der das Turnier gewann und Lyanna, obwohl Rhaegars Ehefrau Elia anwesend war, zur „Königin der Liebe und der Schönheit“ erklärte. Bald darauf wurde Lyanna anscheinend von Rhaegar entführt. Daraufhin versuchte zunächst Brandon, bei König Aerys II. ihre Freilassung zu erreichen. Brandon und einige adlige Gefährten wurde gefangen genommen und Rickard Stark wurde an den Hof befohlen, da Aerys die Handlungen der Starks als Verrat betrachtete. Sowohl Brandon als auch Rickard wurden anschließend auf Befehl von Aerys hingerichtet. Im darauffolgenden Bürgerkrieg gelang es Eddard und Robert Baratheon, die Targaryens zu schlagen. Eddard fand auch Lyanna, doch starb sie unter bisher nicht aufgeklärten Umständen in seinen Armen. Sie war zu diesem Zeitpunkt etwa 16 Jahre alt.

## Haus Lennister

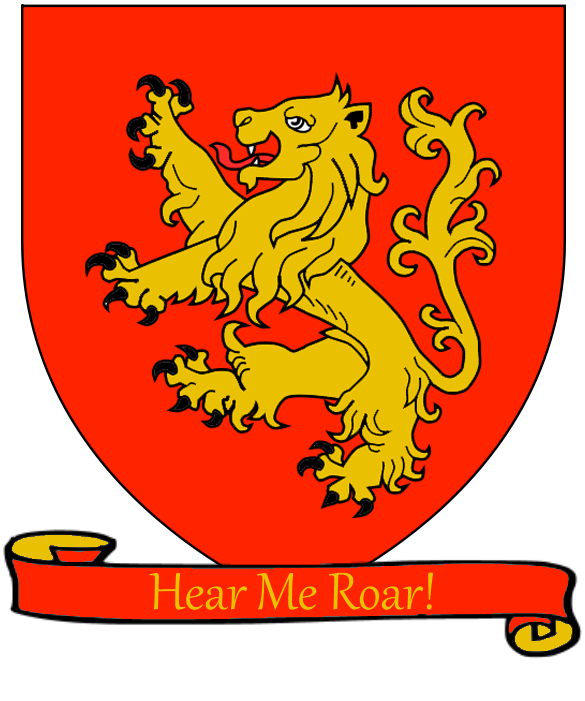
Wappen des Hauses Lennister

Die Lennisters (Lannisters im Original und in der älteren deutschen Übersetzung) von Casterlystein (Casterly Rock im Original) stammen von den alten Königen des Westens ab und sind eine weitverzweigte Familie. Ihre Burg erhielten sie von dem vorher regierenden Haus, den Casterlys. Einer Sage nach soll Lenn der Listige die Burg durch einen Trick gewonnen haben, ohne Blut zu vergießen.
Sie sind das reichste Adelshaus von Westeros, was an ihren vielen Goldminen liegt, und verfügen über großen Einfluss. Ihr Wappen ist ein goldener Löwe auf rotem Grund, ihr Motto lautet Hört mich brüllen. Ein gebräuchlicher Spruch ist allerdings Ein Lennister begleicht stets seine Schuld.

### Tywin Lennister
Tywin Lennister (im Original Tywin Lannister), Lord von Casterlystein und Wächter des Westens, ist ein fähiger Politiker und Feldherr, im persönlichen Umgang aber zurückhaltend und oft eher kalt.
Er war 20 Jahre lang Hand des Targaryen-Königs Aerys II., zu dem er in ihrer Jugend eine tiefe Freundschaft pflegte, sich mit ihm aber während Aerys’ Herrschaft überwarf. Im Bürgerkrieg, der von Robert Baratheon angeführt wurde, trat er sehr spät auf die Seite der Häuser Baratheon und Stark über und nahm mit seinen Truppen die Hauptstadt ein, die geplündert wurde. Er heiratete seine Cousine Joanna Lennister, die angeblich die einzige gewesen sein soll, die ihn je zum Lachen gebracht habe. Er hasste Lachen sehr, denn sein Vater (ein schwacher Lord) wurde immer vom Volk ausgelacht. Seine Kinder sind Jaime, Cersei und Tyrion, wobei er letzteren sehr wenig schätzt, da er mit Handicap zur Welt kam und weil bei der Geburt seine Mutter starb.
Handlung A Game of Thrones
Nach der Gefangennahme Tyrions marschiert er in die Flusslande ein, da er es nicht zulassen kann, dass das Haus Lennister nicht mehr gefürchtet und respektiert wird. Nach seiner Freilassung schließt sich Tyrion seinem Vater an und Tywin besiegt ein Stark-Heer. Während in der Serie nur 2000 Mann gegen Tywin gesendet wurden, schlägt Tywin in A Game of Thrones die Südarmee Robbs unter dem Kommando von Lord Roose Bolton, der sich selbst aber mit einem guten Teil der Truppen absetzen kann. Nach der Gefangennahme Jaimes durch die Starks ist Tywin geschockt und erkennt, dass Tyrion die politische Lage richtig zu deuten versteht. Daraufhin schickt er Tyrion in die Hauptstadt, um an seiner Stelle als Hand zu agieren.
Handlung A Clash of Kings
Tywin marschiert nach Harrenhal, um seine Truppen neu zu formieren. Nachdem er erfahren hat, dass Robb in die Westlande eingefallen ist und eine Lennister-Armee geschlagen hat, will er die Starks im Westen stellen. Edmure Tully verzögert aber durch Kämpfe den Weitermarsch der Lennisters, was sich als schwerer Fehler erweist: Robb hatte geplant, Tywin nach Westen zu locken, um ihn dann zu schlagen. Durch Edmures Aktionen bleibt genug Zeit, damit Tywin von dem Marsch Stannis Baratheons auf die Hauptstadt erfährt. Es kommt zum Bündnis mit dem Haus Tyrell und Stannis wird vernichtend am Fluss Schwarzwasser (Blackwater im Original) geschlagen.
Handlung A Storm of Swords
In Königsmund nimmt Tywin anschließend seinen Platz als Hand König Joffreys an. Den Anspruch Tyrions auf Casterlystein weist er brüsk zurück; nie habe er vergessen, dass bei Tyrions Geburt dessen Mutter Joanna starb, Tywins geliebte Ehefrau. Tywin verheiratet Tyrion stattdessen mit Sansa Stark. Bereits zuvor nahm er offenbar Kontakt zu den Lords Frey und Bolton auf. Nach der „Roten Hochzeit“ scheint der Königsfrieden wiederhergestellt zu sein. Tywin ist über Jaimes Entscheidung, Lord Kommandant und damit in der Königsgarde bleiben zu wollen und nicht nach Tywin über Casterlystein zu herrschen, enttäuscht. Tywin erkennt die Schwächen Joffreys und warnt ihn, dass man nur mit Gewalt nicht herrschen könne, wie schon die Targaryens erfahren mussten. Bei der Hochzeitsfeier Joffreys mit Margaery Tyrell stirbt Joffrey, wobei Tyrion verdächtigt wird. Tyrion wird eingesperrt und Tywin führt gemeinsam mit Maes Tyrell und Oberyn Martell das Gerichtsverfahren gegen seinen Sohn. Da Tyrion keine Gerechtigkeit in diesem zu erwarten glaubt, fordert er einen Gerichtskampf, den sein Recke Oberyn jedoch verliert. Tyrion muss schließlich mit seiner Hinrichtung rechnen, wird jedoch von seinem Bruder Jaime befreit. Auf dem Weg aus der Festung nimmt Tyrion jedoch einen Umweg in den Turm der Hand und stellt dort seinen Vater auf dem Abtritt. Nach einem Gespräch, in dem Tywin seinen Sohn mit hässlichen Details aus der Vergangenheit konfrontiert, tötet Tyrion seinen Vater mit einer Armbrust.
Weitere Buchhandlung
In den späteren Büchern wird indirekt erwähnt, wie Tywin als junger Lord aufständische Vasallen – die Häuser Tarbeck und Regn (im Original Reyne) – brutal und erfolgreich bekämpfte und somit die Vormachtstellung des Hauses Lennister in den Westlanden wieder sicherte. Nahestehende des Hauses Lennister meinen, niemand könne Tywin ersetzen. Es stellt sich heraus, dass tatsächlich niemand Tywins Erbe antreten kann, die Stellung des Hauses Lennister wird vielmehr immer prekärer.

### Jaime Lennister
Jaime Lennister (im Original Jaime Lannister) ist der Zwillingsbruder Cerseis und der älteste Sohn von Tywin Lennister. Er ist gutaussehend, blond und ein hervorragender Kämpfer, aber oft recht leichtsinnig. Zum Ärger seines Vaters Tywin trat Jaime sehr jung der Königsgarde Aerys’ II. bei. Am Ende des Bürgerkriegs tötete er Aerys (daher auch der unrühmliche Beiname Königsmörder), was selbst viele Gegner der Targaryens mit Verachtung betrachteten, da die Königsgardisten lebenslange Treue schworen. Jaime empfindet für seinen Bruder Tyrion, anders als die meisten anderen, durchaus Zuneigung. Mit Cersei hat er seit seiner Jugend eine verbotene Inzestbeziehung und auch die drei Kinder Joffrey, Myrcella und Tommen.
Handlung A Game of Thrones
Jaime begleitet König Robert nach Winterfell. Seine Beziehung zu Cersei droht entdeckt zu werden, als Bran Stark Jaime und Cersei beim Sex beobachtet. Jaime stößt ihn daher den Turm hinunter. Bran, durch den Sturz querschnittsgelähmt, kann sich anschließend an nichts erinnern, so dass das Geheimnis gewahrt zu bleiben scheint. Jaimes Verhältnis zu Eddard und Robert ist recht angespannt, wobei Jaime den König offen verachtet, während er für Eddard durchaus Respekt hat. Nach Tyrions Gefangennahme lauert er Eddard auf und will die Freilassung seines Bruders erreichen. Bei einem Aufeinandertreffen lässt er Eddards Männer umbringen, verletzt ihn selbst aber nur. Anschließend verlässt Jaime Königsmund und reist zum Heer von Lord Tywin. Jaime soll mit seinen Truppen Schnellwasser belagern, doch er wird von Robb Starks Truppen überrascht. Jaime wird gefangen genommen und ist ein Faustpfand der Starks.
Handlung A Clash of Kings
Jaime ist Gefangener der Tullys in Schnellwasser. In der Serie behält Robb Stark ihn in einem Käfig direkt bei seiner Armee, da er Jaime keinem seiner Vasallen anvertrauen will.
Handlung A Storm of Swords
Jaime verbringt seine Zeit im Kerker Schnellwassers, bevor er von Lady Catelyn, die ihn zur Rede stellte, freigelassen wird, die damit die Freilassung ihrer Töchter erreichen will. Jaime wird von Brienne von Tarth begleitet. Jaime verrät ihr während der Reise viel über die früheren Jahre. Es stellt sich heraus, dass Jaime nur der Königsgarde beitrat, um in der Nähe Cerseis zu sein, die damals am Hof weilte. Er offenbart Brienne, dass Cersei die einzige Frau ist, mit der er je geschlafen hat. Er erinnert sich an seine Jugend, die Ritter, die er damals kannte, wie die berühmten anderen Königsgardisten. Selbst gegenüber den Targaryens war er nicht völlig ohne Loyalität und wollte sogar für Rhaegar kämpfen, doch König Aerys wollte ihn in seiner Nähe, weil er sich vor Tywin Lennister fürchtete. Als Jaime erfuhr, dass Aerys plante, die Hauptstadt in Brand zu stecken und alles Leben dort auszulöschen, tötete er den König und alle in den Plan eingeweihte Mitglieder des Hofes. Als er dann auf dem Eisernen Thron Platz nahm, sei Eddard Stark hereingekommen und habe ihn nur kalt gemustert; da habe Jaime gewusst, was alle Welt später von ihm denken würde. Auf dem Weg nach Königsmund wird Jaime von dem Söldner Vargo Hoat gefangen genommen und ihm wird die rechte Hand abgeschlagen. In Harrenhal begegnet ihm Lord Roose Bolton. Bolton lässt Jaime versorgen und weiter nach Süden ziehen; Brienne soll festgehalten werden, doch Jaime befreit sie und zusammen reisen sie in die Hauptstadt. Dort ist inzwischen die Nachricht von der „Roten Hochzeit“ eingetroffen. Tywin wünscht, dass Jaime nach ihm Lord wird, doch Jaime besteht auf seinen Posten in der Garde. Seine Beziehung zu Cersei hat sich abgekühlt; Jaime scheint verändert zu sein und auch Cersei begegnet ihm teilweise mit Ablehnung. Auch das sexuelle Verhältnis zwischen beiden ist beendet. Er ist in vielen Fragen anderer Meinung als Cersei oder Tywin. Er gibt Brienne den Auftrag, für Sansas Sicherheit zu sorgen. Mit dem nun im Kerker sitzenden Tyrion will er sich aussprechen, doch es kommt zum Streit und Tyrion verrät Jaime, dass Cersei viele andere Liebhaber gehabt hat.
Handlung A Feast for Crows
Nach Tyrions Flucht und Tywins Tod ist Jaime verunsichert bezüglich der Zukunft. Er weist Cerseis Angebot ab, die neue Hand ihres gemeinsamen Sohns Tommen zu werden. Jaime begibt sich nach Schnellwasser, das noch von Stark-Loyalisten gehalten wird. Die Belagerung ist an einem toten Punkt angelangt, während der Winter langsam naht. Jaime überredet den gefangenen Edmure Tully, die Übergabe der Burg zu veranlassen und droht dabei auch mit dem Mord an Edmures noch ungeborenem Kind. Schnellwasser kapituliert, jedoch entkommt Brynden Tully. Auf Bitten Cerseis, ihr in der Hauptstadt zur Hilfe zu kommen, reagiert Jaime nicht.
Handlung A Dance with Dragons
Jaime organisiert die Kapitulation der letzten Stark-Loyalisten. Unterwegs trainiert er mit Ser Ilyn Payn, sein Schwert mit der linken Hand zu führen. Als Brienne plötzlich auftaucht und erklärt, die vermisste Sansa Stark gefunden zu haben, weshalb Jaime sie begleiten müsse, kommt er dem nach.

### Cersei Lennister
Die blonde und sehr gut aussehende Cersei stammt aus dem Hause Lennister und ist die Zwillingsschwester von Jaime, mit dem sie seit Kleinkindertagen eine äußerst innige Beziehung pflegt; ihr Verhältnis zu ihrem jüngeren Bruder Tyrion ist hingegen beinah vollends gegenteilig. Cersei sollte eigentlich den Thronfolger des Königshauses, Rhaegar Targaryen, heiraten. Dies wurde jedoch von König Aerys II. abgelehnt, sodass sie von ihrem Vater Tywin am Ende des Bürgerkriegs mit dem Sieger Robert Baratheon verheiratet wurde, damit die Lennisters weiter Einfluss am Königshof behalten. Cersei spielt geschickt mit ihrer Schönheit und ihren guten Manieren, schreckt aber nicht vor unkonventionelleren Methoden zurück, um ihre ehrgeizigen Ziele zu erreichen. Trotz ihrer Machenschaften wird sie immer wieder als aufopfernde Mutter beschrieben, die für ihre Kinder die Hand ins Feuer lege.
Handlung A Game of Thrones
Cersei begleitet Robert nur widerwillig nach Winterfell, da sie für den Norden nichts übrig hat. Auch für Robert, der immer noch seiner Jugendliebe Lyanna Stark nachtrauert, empfindet Cersei wenig bis nichts. Im Gegensatz dazu verhätschelt sie ihre Kinder und begehrt immer wieder Jaime. Nahezu niemand weiß, dass in Wahrheit Jaime der Vater von Kronprinz Joffrey sowie seiner beiden Geschwister Myrcella und Tommen ist. Politisch glaubt Cersei allen Männern gewachsen zu sein. Nachdem Eddard Stark ihr offenbart, dass er ihr Geheimnis kennt und ihr Zeit gibt zu fliehen, arrangiert sie, dass Robert sich auf einer Jagd immer mehr betrinkt und schließlich von einem Keiler tödlich verletzt wird. Anschließend lässt sie Eddard in eine Falle tappen und festnehmen. Joffrey wird König und sie agiert als Regentin, doch entpuppt sich ihr Sohn oft als unberechenbar, wie die nicht abgesprochene Hinrichtung Eddards zeigt.
Handlung A Clash of Kings
Cersei ist verbittert darüber, dass Tyrion als stellvertretende Hand für ihren Vater an den Hof kommt. Sie versucht ihn auszumanövrieren, doch erweist sich Tyrion als geschickterer politischer Akteur. Da Jaime durch die Starks gefangen ist, nimmt sich Cersei mehrere andere Liebhaber. Als Stannis die Stadt angreift, hält sie ein Bankett ab und glaubt bereits, dass alles verloren sei, als plötzlich die Truppen der Lennisters und Tyrells eintreffen und Stannis’ Angriff abwehren.
Handlung A Storm of Swords
Nachdem Tywin an den Hof kommt, ist Cersei politisch kaltgestellt. Als Joffrey stirbt, ist sie entsetzt und beschuldigt ihren verhassten Bruder Tyrion der Tat. Dieser wird angeklagt und verurteilt, kann aber vor der Urteilsverstreckung entkommen und tötet zuvor Tywin.
Handlung A Feast for Crows
Cersei ist nach dem Tod ihres Vaters zwar wieder amtierende Regentin für Tommen, doch ist sie der Lage nicht gewachsen. Die Beziehungen zum Haus Tyrell werden immer angespannter, während Jaime sich verändert hat und sich nicht mehr so leicht ihren Wünschen beugt. Cersei wird zunehmend paranoid, vermutet fast überall Verschwörung und Verrat. Zudem handelt sie äußerst kurzsichtig und inkompetent: Der berüchtigten Eisernen Bank, der das Reich große Summen schuldet, enthält sie Zinszahlungen vor. Dadurch saniert sie zwar kurzfristig den maroden Haushalt der Krone, allerdings ist die Eiserne Bank bekannt dafür, sogar Könige zu stürzen, um Geld wiederzubekommen.
Der neue Hohe Septon, ein asketischer und zutiefst gläubiger Mensch, lässt sich nicht wie sein korrupter Vorgänger durch Cersei beeinflussen. Da die Krone auch der Kirche immense Summen schuldet, sieht er sich in einer starken Position. Wiederum handelt Cersei sehr kurzsichtig: Für eine Streichung der Schulden erkennt sie der Kirche das Recht auf eine bewaffnete Truppe zu. Dieses Privileg wurde der Kirche vor Jahrhunderten in einem blutigen Konflikt durch die Targaryens aberkannt, wie sich zeigt aus gutem Grund: Der unter den verarmten Flüchtlingsmassen enorm populäre Hohe Septon kann rasch hunderte Soldaten rekrutieren. Diese „Spatzen“ etablieren sich als neue Hausmacht der Kirche.
Cersei entgleitet immer mehr die Kontrolle und es kommt zum faktischen Bruch mit dem Haus Tyrell, als sie Margaery Tyrell, die nun Tommen geheiratet hat und deren Popularität Cersei fürchtet, des Verrats und Ehebruchs anklagen lässt. Einige ihrer eigenen Liebhaber sollen sich als Liebhaber der Königin bezeichnen, indem sie ihren Verrat am König „beichten“. Doch kommt es daraufhin auch zum Konflikt mit dem neuen Hohen Septon, und nun schlagen alle ihre früheren Verfehlungen auf sie zurück. Unter der Folter fallen Cerseis Liebhaber um und beschuldigen die Königin Regentin, sie angestiftet zu haben. Cersei wird vom Hohen Septon schwerer moralischer Vergehen und mehrerer Verbrechen angeklagt und muss schließlich einige davon gestehen, wenngleich sie den Inzest und die Beteiligung an Roberts Tod leugnet. Weder ihr Onkel Kevan noch Jaime kommen ihr zur Hilfe, während gleichzeitig die Tyrells mobilmachen.
Handlung A Dance with Dragons
Kevan Lennister kann sich mit den Tyrells verständigen, aber Cersei muss nackt einen demütigenden Bußgang durch die Stadt unternehmen. Sie fordert dann einen Gerichtskampf, durch den ihre Ehre wiederhergestellt werden soll; ihr Kämpfer ist Gregor Clegane, der – eigentlich schon halbtot – von ihrem Vertrauten Qyburn als „Ser Robert Strong“ wiederbelebt wurde. Klar ist jedoch, dass Cersei nicht in der Lage ist, ihre alte Machtfülle zurückzugewinnen.

### Tyrion Lennister

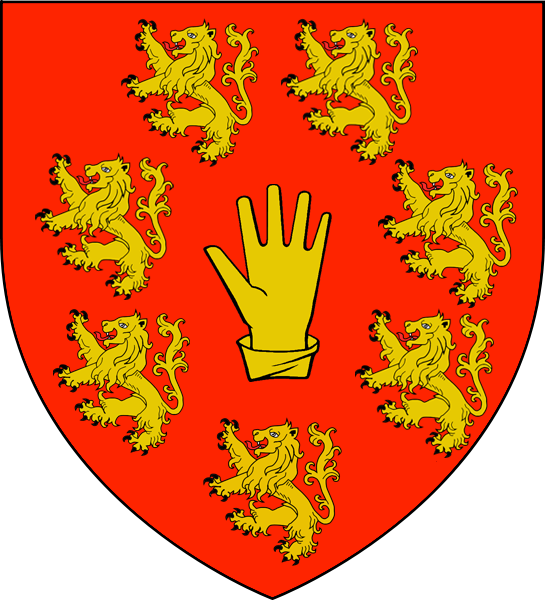
Wappen von Tyrion Lennister

Tyrion Lennister (im Original Tyrion Lannister, bisweilen u. a. Zwerg, Halbmann oder Gnom genannt) ist das jüngste Kind Lord Tywins. Tyrions Mutter Joanna verstarb bei seiner Geburt, wofür ihn seine Familie – insbesondere sein Vater Tywin und seine Schwester Cersei – direkt verantwortlich macht. Er ist kleinwüchsig und pflegt ein lasterhaftes Leben. Er wird von vielen Menschen in seiner Umgebung, auch von seinem Vater, verachtet und hatte insgesamt keine glückliche Jugend. Er heiratete einst eine Hure, die er für eine arme Frau hielt. Die Ehe wurde zwei Wochen später annulliert. Tyrion empfindet Sympathie für Jon Schnee, Bran Stark und andere Menschen, die von der Gesellschaft verachtet oder bemitleidet werden. Er verfügt über einen scharfen Verstand und Humor. Er ist neun Jahre jünger als seine Geschwister Jaime und Cersei.
Handlung A Game of Thrones
Als König Robert Winterfell besucht, befindet sich auch Tyrion in dessen Gefolge. Tyrion ist neugierig, die Mauer zu sehen und begleitet Jon Schnee dorthin, wobei sich beide anfreunden. Tyrion macht sich keine Illusionen über die Realität und auch nicht über den Zustand der Nachtwache. Auf dem Rückweg übergibt er in Winterfell die Pläne für einen speziellen Sattel, um dem gelähmten Bran das Reiten zu ermöglichen. In einem Wirtshaus in den Flusslanden begegnet er Lady Catelyn, die ihn bezichtigt, für das Attentat auf Bran verantwortlich zu sein. Tyrion bleibt keine Wahl, er muss Catelyn nach Hohenehr begleiten, wobei er seine Unschuld beteuert und die Gelegenheit nutzt, mit dem Söldner Bronn ins Gespräch zu kommen. Auf Hohenehr wird er zusätzlich des Mordes an Jon Arryn beschuldigt und in eine Himmelszelle gesperrt. Um angehört zu werden, will er angeblich gestehen, führt in einer humorvollen Rede zwar zahlreiche „Vergehen“ auf, bestreitet aber, für das Attentat auf Bran und dem Mord Jon Arryns verantwortlich zu sein. Er fordert ein Urteil durch einen Kampf, wobei sich Bronn bereit erklärt, für Tyrion zu kämpfen. Bronn gewinnt und er sowie Tyrion verlassen Hohenehr.
In den Bergen am Tal von Arryn begegnen beiden Mitglieder der dortigen Stämme. Diese wollen die beiden töten, doch Tyrion kann deren Anführer Shagga, Sohn des Dolf, davon überzeugen, dass es sich auszahlen wird, wenn er sie zu seinem Vater begleitet. Dort angekommen bereitet ihm Tywin einen frostigen Empfang. Eine Stark-Armee rückt von Norden an und Tywin glaubt, leichtes Spiel mit Robb zu haben, doch Tyrion äußert vorsichtig Zweifel. Die Schlacht (in A Game of Thrones kämpft Tyrion mit, während er in der Serie durch den versehentlichen Zusammenstoß mit einem Kriegshammer direkt zu Beginn außer Gefecht gesetzt wird) endet für die Lennisters siegreich, doch war es eine Finte Robbs, um Zeit zu gewinnen und Jaime zu schlagen. Einige Lords meinen bei einer anschließenden Unterredung, man solle vielleicht die Starks um Frieden bitten; Tyrion wirft verbittert ein, dass dies keine Option sei, da man Robb nach Eddards Hinrichtung niemals an den Verhandlungstisch bekäme. Tywin stimmt überraschenderweise zu und schickt Tyrion in die Hauptstadt, wo er als stellvertretende Hand regieren soll, da am Hof offensichtlich niemand den Überblick habe. Tywin warnt Tyrion jedoch, seine „Hure“ mitzunehmen; gemeint ist Shae, eine junge Frau, die Tyrion im Lager kennengelernt hat. Tyrion widersetzt sich dieser Anordnung und nimmt sie mit nach Königsmund.
Tyrion erzählt Shae auch die Geschichte seiner ersten „Ehefrau“: Als Junge traf er zufällig auf eine Frau namens Tysha, die von zwei Räubern bedroht wurde, die sie vergewaltigen wollten. Tyrion vertrieb diese. Nachdem er sie mit Essen und Wein versorgt hatte, schlief Tysha mit Tyrion. Tyrion verliebte sich und machte ihr einen Heiratsantrag, den sie annahm. Tyrions Vater Tywin enthüllte ihm jedoch, dass Tysha lediglich eine Hure gewesen sei und Jaime alles geplant habe, um Tyrion einen Gefallen zu tun. Die Ehe der beiden wird für ungültig erklärt. Um Tyrion eine Lektion zu erteilen, versprach sein Vater Tysha für jeden Mann der Burgbesatzung, mit dem sie schliefe, eine Silbermünze. Tyrion wurde gezwungen, dies mit anzusehen; Tysha verließ mit zahlreichen Münzen die Burg. Dieses Ereignis ist für einen Großteil von Tyrions Zynismus verantwortlich.
Handlung A Clash of Kings
In Königsmund greift Tyrion kurz nach seiner Ankunft durch: Er macht Cersei klar, dass er von ihrem Geheimnis mit Jaime wisse und zu regieren beabsichtige. Die verschiedenen Parteien am Hof spielt er gegeneinander aus, entledigt sich unzuverlässiger Personen – so wird der Kommandant der Stadtwache, Janos Slynt, gezwungen, der Nachtwache beizutreten – und bereitet die Stadt auf den Angriff von Stannis Baratheon vor. Gleichzeitig plant er, ein Bündnis mit Dorne einzugehen und zu diesem Zweck Cerseis Tochter Myrcella mit Prinz Trystan Martell zu verheiraten. Shae bringt er in einem sicheren Versteck unter. Als ihm ein Angebot Robb Starks überbracht wird, Jaime gegen Sansa und Arya (dass Letztere geflohen ist, weiß niemand bei Hofe) auszutauschen und auf alle Ansprüche der Krone im Norden und in den Flusslanden zu verzichten, lehnt Tyrion dies ab. Stattdessen soll Robb dem Eisernen Thron die Treue schwören und Jaime freilassen, dann kämen auch Robbs Geschwister frei; gleichzeitig leitet Tyrion einen erfolglosen Rettungsversuch für Jaime ein. Einem Hilfegesuch der Nachtwache schenkt Tyrion vordergründig nur wenig Aufmerksamkeit. Als bekannt wird, dass Renly Baratheon tot sei, leitet Tyrion alles ein, um das Haus Tyrell auf die Seite der Lennisters zu ziehen, welches sich vorher für Renly erklärt hat. Der Angriff von Stannis auf die Hauptstadt kann dank Tyrions Vorbereitungen abgewehrt werden, wenngleich er selbst aktiv in die Schlacht eingreift und von einem Königsgardisten absichtlich schwer verwundet wird. Truppen der Häuser Lennister und Tyrell treffen gerade noch rechtzeitig ein.
Handlung A Storm of Swords
Nach der Schlacht am Fluss Schwarzwasser (im Original Blackwater) benötigt Tyrion längere Zeit, um wieder auf die Beine zu kommen; bleibt jedoch schwer gezeichnet. Zusätzlich muss er mitansehen, wie aller Ruhm seinem Vater zukommt, der nach seiner Ankunft in der Hauptstadt das Amt der Hand übernimmt, während Tyrion zum Meister der Münze ernannt wird. Als Tyrion gegenüber seinem Vater den Wunsch zur Sprache bringt, zum Erben von Casterlystein zu werden, weist dies Tywin schroff zurück und Tyrion muss erkennen, dass er niemals den Respekt seines Vaters gewinnen kann. Tyrion muss Sansa Stark heiraten, eine Demütigung für Sansa, obwohl sich Tyrion ihr gegenüber stets freundlich verhalten hat. Die Hochzeit gerät zur Blamage, Tyrion kann seine Frau aufgrund des Größenunterschiedes nicht einmal küssen, sehr zum Vergnügen Joffreys, der Tyrion als Hand des Königs zu fürchten gelernt hat. Seine Affäre mit Shae setzt Tyrion fort. Bei der Hochzeitsfeier Joffreys kommt dieser um, man vermutet eine Vergiftung. Tyrion und Sansa – die während Joffreys Todeskampf jedoch geflohen ist – werden dieser und anderer Taten beschuldigt und daraufhin eingekerkert. Seine Verhandlung führen Lord Maes Tyrell und Prinz Oberyn Martell unter dem Vorsitz von Tywin. Tyrion – letztlich provoziert von Shaes Aussage in der Verhandlung, die den Schuldvorwurf gegen ihn nur verstärkt – beteuert seine Unschuld und fordert einen Schiedskampf. Als sein Kämpfer bietet sich Prinz Oberyn an. Dieser ist voller Zorn auf die Lennisters, vor allem auf Tywin, da Oberyns geliebte Schwester Elia, die Ehefrau Rhaegar Targaryens, bei der Plünderung der Hauptstadt durch Lennister-Treue getötet wurde, ebenso wie ihre beiden kleinen Kinder. Oberyn tritt gegen Gregor Clegane an scheint zu siegen, doch dann wird er übermütig und von seinem Gegner getötet. Tyrion verliert alle Hoffnung, bis ihn plötzlich sein Bruder Jaime befreit. Dieser gesteht nun auch, dass Tyrions erste Ehefrau Tysha keine Hure war, die er für Tyrion bezahlt habe; sie habe Tyrion vielmehr tatsächlich geliebt, doch hat Tywin Jaime gezwungen, die Wahrheit zu verdrehen. Voller Wut über diesen Verrat erzählt Tyrion Jaime, dass Cersei mehrere Liebhaber gehabt habe, darunter ihr Cousin Lancel Lennister. Auch behauptet er, für den Tod von Joffrey – Jaimes Sohn – tatsächlich verantwortlich zu sein. Jaime kehrt Tyrion danach den Rücken zu. Tyrion trifft auf Varys, der von Jaime gezwungen wurde, Tyrion bei dessen Flucht zu unterstützen. Obwohl laut Varys Eile geboten sei, nimmt Tyrion einen Umweg und steigt in den Turm der Hand in die Gemächer seines Vaters, wo er Shae im Bett seines Vaters auffindet, die er sowohl für ihren Verrat bei der Verhandlung als auch für die offensichtliche Hurerei mit seinem Vater erwürgt. Er findet seinen Vater auf dem Abtritt und bedroht ihn mit einer Armbrust. Im Gespräch der beiden kommen sie auf Tysha, wobei Tywin sich nicht an diese Hure seines Sohnes erinnern könne. Tyrion warnt ihn eindringlich, Tysha nicht nochmals Hure zu nennen, was Tywin jedoch ignoriert: Er wisse nicht, „wohin auch immer Huren gehen“. Daraufhin erschießt Tyrion seinen Vater mit der Armbrust.
Handlung A Dance with Dragons
Tyrion begibt sich nach Pentos, wo ihn Varys’ Freund Illyrio Mopatis empfängt. Tyrion selbst wird innerlich von den letzten Worten seines Vaters – „wohin auch immer Huren gehen“ – verfolgt und fragt seither mehrere Leute, wo dies denn sei, erhält jedoch keine befriedigende Antwort. Illyrio bietet Tyrion in einem Gespräch die Gelegenheit, Rache an seiner Familie zu nehmen, indem er Daenerys Targaryen helfen solle, den Thron zu besteigen. Tyrion ist von der Idee angetan und reist weiter nach Osten, wo Daenerys in Meereen regiert. Tyrion begleitet unter anderem ein Ritter namens Greif (im Original Griff) und dessen angeblicher Sohn. Tyrion erkennt aber, dass beide nicht das sind, was sie zu sein scheinen. Er stellt sie zur Rede: Der Junge sei Aegon Targaryen, der Sohn Rhaegars, den alle für tot halten, und Greif Lord Jon Connington, ein enger Freund Rhaegars und eine ehemalige Hand König Aerys’ II. Greif warnt Tyrion, doch dieser verspricht, das Geheimnis zu bewahren. Bald darauf wird Tyrion in der Stadt Volantis von Jorah Mormont erkannt, der ihn entführt, um ihn zu Daenerys zu bringen und sich so zu rehabilitieren. Unterwegs schließt sich ihnen die Zwergin Penny an, doch wird die Gruppe von Sklavenhändlern gefasst. Sie werden nach Meereen gebracht, wo sie in der Arena zur Unterhaltung kämpfen sollen, doch sie können fliehen. Sie schließen sich der Söldnereinheit von Ben Pflum an und Tyrion überlegt, wie sie zu Daenerys überlaufen könnten, die selbst nun allerdings vermisst wird.

### Kevan Lennister
Kevan Lennister (im Original Kevan Lannister) ist der jüngere Bruder Tywins und zu Beginn der Handlung 55 Jahre alt. Er ist gegenüber Tywin absolut loyal und verfügt als Befehlshaber und Politiker über gewisse Fähigkeiten, ohne sich aber mit seinem Bruder messen zu können.
Handlung
In A Game of Thrones erscheint Kevan als rechte Hand Tywins während dessen Feldzugs in den Flusslanden, ohne besonders in Erscheinung zu treten. In A Clash of Kings beteiligt er sich am Feldzug Tywins gegen Robb und gegen Stannis. Sein Sohn Willem stirbt in der Gefangenschaft der Starks, während sein ältester Sohn Lancel bei der Verteidigung der Hauptstadt verwundet wird. In A Storm of Swords wird Kevan von Joffrey zum Meister des Rechts ernannt. Anders als Tywin zeigt Kevan bisweilen eine recht verständnisvolle Seite, so gegenüber Sansa Stark oder Tyrion. In A Feast for Crows lehnt er nach Joffreys und Tywins Tod den Posten als Hand ab, den ihm Cersei anbietet. Er bezweifelt Cerseis Kompetenz als Mutter und Regentin und deutet außerdem an, dass er von ihrem Geheimnis weiß. Er fordert von ihr den Titel des Regenten und die Herrschaft über Casterlystein, was Cersei wütend ablehnt; stattdessen ernennt sie Dawen Lennister (Daven Lannister im Original) zum Wächter des Westens und Damion Lennister zum Kastellan von Casterlystein. Kevan zieht sich zurück, doch wird er nach Cerseis Festnahme durch den hohen Septon vom Kronrat zurückgerufen, um als Regent zu regieren. In A Dance with Dragons erhält Kevan Nachrichten aus dem Süden, die von Landungen von Söldnern berichten, die möglicherweise unter dem Kommando von Lord Jon Connington stehen, einem Targaryen-Loyalisten. Kevan bemerkt am Hof auch den zunehmenden Einfluss des Hauses Tyrell, mit dem er sich zumindest oberflächlich ausgesöhnt hat, nachdem Cersei einen Bruch provoziert hatte. Er glaubt, dass nicht Maes Tyrell, sondern Tyrells Gefolgsmann Lord Randyll Tarly der gefährlichere Mann ist und überlegt, wie er einen Keil in das Lager der Tyrells treiben kann. Als er zu Pycelle gerufen wird, findet er diesen tot auf und wird dort von Varys empfangen, der die Targaryens wieder auf dem Thron sehen will und zu Kevan sagt, er sei ein guter Mann, aber im Dienst einer schlechten Sache. Dann tötet Varys ihn.

### Lancel Lennister
Lancel Lennister ist der älteste Sohn von Kevan Lennister. Er wird als blonder, gutaussehender junger Mann beschrieben, der Ähnlichkeiten zu seinem Cousin Jaime aufweist. Zu Beginn der Handlung ist er etwa 16 Jahre alt.
Handlung
In A Game of Thrones dient Lancel gemeinsam mit seinem Cousin Tyrek als Knappe für König Robert Baratheon. Er ist zudem in den Tod Roberts involviert, da er diesem auf der Jagd enorme Mengen an Starkwein nachschenkt, der Robert schnell betrunken und zur leichten Beute für den Keiler macht, der ihn schließlich tötet. In A Clash of Kings wird Lancel für seine Dienste in den Ritterstand erhoben. Außerdem teilt er während Jaimes Gefangenschaft in Schnellwasser das Bett mit seiner Cousine Cersei. Tyrion erfährt rasch von der Affäre und bringt Lancel dazu, ihm im Gegenzug für Tyrions Schweigen Informationen über Cerseis Machenschaften zu liefern. Während der Schlacht am Schwarzwasser wird Lancel verwundet und später für seinen Einsatz in der Schlacht mit dem Titel des Lords von Darry in den Flusslanden belohnt. Während seiner Genesung in A Storm of Swords findet er zum Glauben der Sieben. Er heiratet eine Enkeltochter von Walder Frey und verlässt Königsmund, um seine Ländereien in Besitz zu nehmen. In A Dance with Dragons stellt sich jedoch heraus, dass Lancel sich den Söhnen des Kriegers angeschlossen hat, die sich dem Dienst am Glauben der Sieben verschrieben haben. Er gehört zu den Glaubenskriegern, die Cersei bei ihrem Bußgang durch Königsmund eskortieren.

## Haus Baratheon

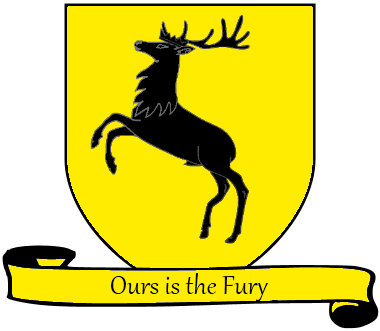
Wappen des Hauses Baratheon

Die Baratheons sind Aufsteiger, die sich unter Aegon dem Eroberer vor rund 300 Jahren während der Einigung der Königreiche von Westeros verdient gemacht haben; Orys Baratheon, der Gründer des Hauses, soll ein Halbbruder Aegons I. gewesen sein. Seitdem regieren sie Sturmkap (im Original Storm’s End). Sie übernahmen dort Wappen und Motto der vorherigen Lords und die Sturmlande. Seit dem Sturz der Targaryens regieren sie auch ganz Westeros. Ihr Wappen ist ein gekrönter schwarzer Hirsch auf einem goldenen Feld, seitdem Robert König ist. Ihr Motto lautet Unser ist der Zorn.

### Robert Baratheon
Robert Baratheon (mit vollem Titel: Robert, der Erste seines Namens, König der Andalen, der Rhoynar und der Ersten Menschen, Lord der Sieben Königslande und Beschützer des Reiches) regiert seit seinem Sieg im Bürgerkrieg (im Buch ca. 14 Jahre, in der Serie ca. 17 Jahre) Westeros. Robert, der früh seine Eltern verlor, ist mit Eddard Stark seit früher Jugend befreundet, als beide bei Jon Arryn auf Hohenehr als Mündel lebten. Als junger Mann war er mit seiner großen Liebe Lyanna Stark – Eddards Schwester – verlobt. Als Lyanna von Prinz Rhaegar Targaryen entführt wurde und dessen Vater, König Aerys II., mehrere hochgestellte Persönlichkeiten, darunter auch Eddards Vater und Bruder Brandon, umbringen ließ, kam es zur Rebellion. Mit dem Tod Rhaegars, den Robert eigenhändig während der Schlacht am Trident tötete, sowie Aerys’ II. und der Plünderung von Königsmund, endete der Bürgerkrieg. In seiner Jugend galt er als gutaussehender, stattlicher Kämpfer, doch hat er in den letzten Jahren stark zugenommen und sich im Gegensatz zu früher einen wilden Bart wachsen lassen. Er vergnügt sich am liebsten auf Festen sowie mit anderen Frauen. Für seine Ehefrau Cersei hat er relativ wenig übrig. Die Ehe mit Cersei ist er auf Anraten von Jon Arryn eingegangen, der eine Verbindung mit den Lennisters für vorteilhaft hielt. Unmittelbar vor Handlungsbeginn starb Jon Arryn, weshalb sich Robert mitsamt einem großen Teil seines Hofstaates in den Norden aufmacht.
Handlung A Game of Thrones
König Robert begibt sich nach Winterfell, um Eddard Stark zur Hand des Königs zu ernennen. Nur widerwillig nimmt Eddard an und beide Männer vereinbaren zudem die Verbindung ihrer beiden Häuser durch die Heirat Sansa Starks mit Prinz Joffrey. Robert selbst widmet sich kaum noch den Regierungsgeschäften. Bei Konflikten nimmt er bisweilen widerwillig den Standpunkt seiner Frau Cersei ein, wenngleich er für die Lennisters nichts übrig hat. Robert streitet sich mit Eddard vor allem im Hinblick auf die überlebenden Targaryens, die Robert am liebsten töten lassen will, wogegen Eddard scharfen Einspruch einlegt und kurzzeitig sein Amt als Hand niederlegt. Eddard beklagt, dass Robert nicht mehr der Mann von früher sei, dennoch bleiben beide letztendlich Freunde. Als Robert nach reichhaltigem Weingenuss auf der Jagd von einem Wildschwein schwer verletzt wird und im Sterben liegt, diktiert er Eddard auf dem Sterbebett sein Testament und ernennt seinen Freund zum Lord Regenten des Reiches, bis sein Sohn Joffrey volljährig sei. Eddard ändert noch während des Diktierens den Wortlaut des Testaments, der nun Roberts Bruder Stannis als rechtmäßigen Erben ergibt. Eddard kann sich nicht dazu durchringen, Robert die Wahrheit über dessen Kinder zu erzählen, die dem Inzest Jaimes und Cerseis entstammen. Nach Roberts Tod besteht Eddard auf dem letzten Willen des Königs, Cersei jedoch zerreißt diesen vor dem versammelten Hofstaat und festigt damit die Macht von Roberts scheinbarem Sohn Joffrey.

### Cersei Baratheon
Siehe Cersei Lennister

### Joffrey Baratheon

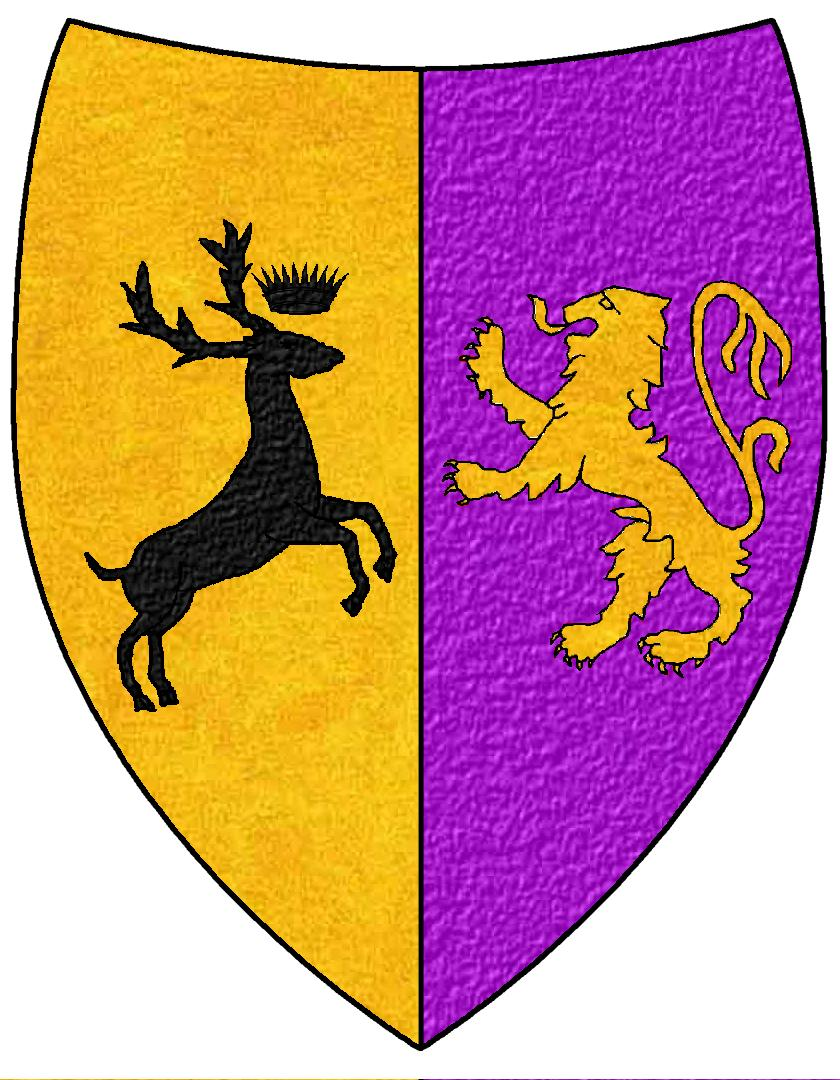
Wappen von König Joffrey Baratheon

Joffrey gilt als das älteste Kind Robert Baratheons und ist somit Kronprinz des Reiches. Er gibt sich meistens recht charmant, ist jedoch sehr von sich eingenommen, reagiert oft böswillig auf vermeintliche Kränkungen und ist vor allem auf seinen eigenen Vorteil bedacht. Er zeigt häufig seine grausame sowie sadistische Ader und liebt es, Lebewesen Leid zuzufügen und nutzt dabei gerne seine Macht aus. Er wird von seiner Mutter Cersei verhätschelt, die ihm seit frühester Kindheit ihre eigene Philosophie eingeimpft hat, dass die Macht dazu da ist, die Realität so zu verdrehen, wie man sie gerade haben will. Er ist zu Beginn der Buchhandlung zwölf Jahre alt, in der Serie wenige Jahre älter. Sein königliches Wappen zeigt den gekrönten Hirsch der Baratheons, schwarz auf Gold, und den Löwen der Lennisters, golden auf Purpurrot.
Handlung A Game of Thrones
In Winterfell zeigt Joffrey nur geheucheltes Mitleid für Bran Stark. Joffrey ist auch indirekt für den Tod von Aryas Freund Mycah verantwortlich, der von Joffreys „Hund“ Sandor Clegane getötet wird. Eddard Stark findet heraus, dass Joffrey und seine Geschwister eigentlich dem Inzest von Cersei mit ihrem Bruder Jaime entstammen, doch kann dies nicht öffentlich machen. Gegenüber Sansa benimmt Joffrey sich zunächst scheinbar zuvorkommend, ordnet aber eigenmächtig die Hinrichtung ihres Vaters an, die sich als schwerer politischer Fehler erweist. Von da an benimmt er sich dennoch arroganter als zuvor und hört auch nicht immer auf Cersei.
Handlung A Clash of Kings
Joffrey wird immer unberechenbarer und zeigt oft seine brutale Seite; es zeigt sich auch, dass er es war, der den Attentäter engagiert hatte, um Bran zu töten. Er weiß auf Kritik nur mit Zorn und Gewalt zu antworten, doch ist er relativ machtlos, als ihn Tyrion faktisch kaltstellt. Als König ist Joffrey unpopulär, es kommt sogar zu Aufständen in der Hauptstadt. Als hungernde Menschen sich vor dem Burgtor versammeln und Brot fordern, schießt Joffrey mit einer Armbrust in die Menge und ruft den Menschen zu, sie sollen ihre Toten essen. An der Schlacht auf dem Schwarzwasser tritt er als eigentlicher Befehlshaber seines Heeres kaum in Erscheinung.
Handlung A Storm of Swords
Als die Nachricht von der „Roten Hochzeit“ eintrifft, ist Joffrey im Siegestaumel, doch Tywin weist ihn zurecht, da er erkennt, dass Joffrey in dieser Verfassung als Herrscher wenig taugt. Joffrey heiratet Margaery Tyrell und stirbt während der Feierlichkeiten durch einen Giftanschlag; später wird immer klarer, dass wohl Olenna Tyrell darin verwickelt war, da sie einen König wie Joffrey nicht akzeptieren konnte. Nur Cersei scheint ehrlich um Joffrey zu trauern, sein leiblicher Vater Jaime muss sich eingestehen, dass der Tod seines Kindes ihn praktisch kalt lässt.

### Myrcella Baratheon
Myrcella ist das zweite Kind und die einzige Tochter Robert Baratheons. Myrcella wird von ihrem Onkel Tyrion als so schön wie ihre Mutter Cersei, jedoch ohne deren negative Charaktereigenschaften beschrieben. Zu Beginn der Handlung ist sie etwa acht Jahre alt.
Handlung
Myrcella reist in A Game of Thrones mit der Königsfamilie nach Winterfell. Sie nimmt an den Feierlichkeiten teil und zeigt später Mitgefühl für den beim Klettern abgestürzten Bran. Auch bei ihr stellt sich heraus, dass sie dem Inzest von Jaime und Cersei entstammt, öffentlich bekannt wird dies jedoch nicht. In A Clash of Kings wird sie von ihrem Onkel Tyrion Lennister, der als Hand des Königs fungiert, nach Dorne geschickt. Sie soll dort Trystan Martell heiraten, den jüngsten Sohn von Fürst Doran Martell. Dieses Bündnis, so hofft Tyrion, soll die Beziehungen zwischen Dorne und dem Eisernen Thron verbessern. In Dorne angekommen, versteht sie sich auf Anhieb gut mit Trystan, mit welchem sie die Leidenschaft für das Brettspiel Cyvasse teilt. In A Feast for Crows, nach dem Eintreffen der Nachricht von König Joffreys Tod, fasst Arianne Martell, Fürst Dorans Erbin, den Plan, Myrcella nach dornischem Erbrecht zur Königin der Sieben Königslande zu krönen. Gemeinsam mit einigen Getreuen, darunter auch Ser Arys Eichenherz von der Königsgarde, den Arianne verführt hat, entführt Arianne Myrcella. Dieser Plan scheitert jedoch, da sie von Fürst Dorans Männern unter Areo Hotah aufgehalten werden. Arys Eichenherz verliert bei dem darauffolgenden Kampfgetümmel sein Leben, Myrcella büßt ein Ohr ein. In A Dance with Dragons erfährt der nach Dorne gereiste Königsgardist Ser Balon Swann (der Nachfolger von Arys Eichenherz als Beschützer Myrcellas) in einer leicht verfälschten Darstellung Myrcellas von den Ereignissen. Sie beschuldigt auf Drängen Ariannes Gerold Dayn (Original Gerold Dayne), der an der Entführung beteiligt war, zusätzlich des Mordes an Ser Arys und klagt ihn als Drahtzieher an. Ser Balon schwört ihr daraufhin, Gerold Dayn zur Strecke zu bringen.

### Tommen Baratheon
Tommen ist das jüngste Kind Robert Baratheons. Tommen wird meist als dickliches und gutherziges Kind beschrieben. Er liebt Katzen und zeigt, anders als sein Bruder Joffrey, Empathie für andere Menschen und Lebewesen. Zu Beginn der Handlung ist er etwa sieben Jahre alt.
Handlung
In A Game of Thrones ist Tommen wie seine Geschwister auf der Reise nach Winterfell dabei. Zurück in Königsmund, erfährt Eddard Stark, dass Tommen sowie seine Geschwister dem Inzest von Jaime und Cersei entstammen; dies wird jedoch nicht öffentlich. Nach Ausbruch des Krieges soll Tommen in A Clash of Kings auf Geheiß seiner Mutter Cersei aus der Hauptstadt und nach Rosby gebracht werden. Der Konvoi wird jedoch von Männern seines Onkels Tyrion Lennister überfallen und von da an wird Tommen von diesen nach Rosby gebracht, wo er bis nach der Schlacht am Schwarzwasser bleibt. Nach Joffreys Tod in A Storm of Swords wird Tommen zum neuen König auf dem Eisernen Thron gekrönt. Er wird mit Margaery Tyrell – die zuvor mit seinem Bruder liiert war – verheiratet, die ihn bald für sich einnimmt und es schafft, ihn allmählich dem starken Einfluss seiner Mutter zu entziehen. Cersei, nach Lord Tywins Tod nun Königin Regentin, ist in A Feast for Crows mit dem enormen Machtzuwachs der Tyrells am Hofe nicht einverstanden und intrigiert gegen Margaery, die bald von der Kirche wegen Ehebruchs eingekerkert wird. Als Cersei selbst angeklagt und eingesperrt wird, versucht Tommen sich so gut wie möglich mit dem Kleinen Rat auseinanderzusetzen. Kevan Lennister, Tommens Großonkel, wird als neuer Lord Regent eingesetzt. Er lässt Tommen in A Dance with Dragons während des Bußgangs seiner Mutter im Roten Bergfried einschließen, um ihm den Anblick der gedemütigten Cersei zu ersparen.

### Stannis Baratheon

Wappen von Stannis Baratheon

Stannis Baratheon ist der älteste der jüngeren Brüder Roberts. Er gilt als recht eigensinniger, disziplinierter Mann mit einem eisernen Willen, der im persönlichen Umgang distanziert und humorlos ist. Er gilt aber ebenso als sehr guter Stratege und Kommandeur, der im Bürgerkrieg Sturmkap ein Jahr erfolgreich gegen die Belagerung der Targaryen-Treuen hielt und später die Flotte der Graufreuds vernichtete. Stannis gilt als ausgesprochen gerechtigkeitsbewusst: Als während der Belagerung in Sturmkap die Vorräte knapp wurden, schaffte es der Schmuggler Davos, die Festung mit einem kleinen Schiff zu erreichen. Dank der mitgebrachten Vorräte schaffte es Stannis, die Belagerung durchzuhalten. Da Davos ihn gerettet hatte, verlieh Stannis ihm den Titel eines Ritters und eine Burg mitsamt Ländereien. Da Davos jedoch ein langjähriger Schmuggler war, eine Straftat für die normalerweise die Hand des Schmugglers abgetrennt wurde, sollte Davos ebenfalls die Hand verlieren. In Anbetracht von Davos’ Verdiensten sollte dieser jedoch nur die ersten Fingerglieder der linken Hand verlieren. Davos stimmte zu, vorausgesetzt Stannis selbst würde die Vollstreckung vornehmen, was Stannis auch tat. Stannis regiert Drachenstein (im Original Dragonstone), die alte Inselfestung der Targaryens und der ehemalige Sitz des Thronfolgers, welcher Stannis vor der Geburt von Roberts Sohn Joffrey war.
Handlung A Game of Thrones
In A Game of Thrones wird er nur namentlich erwähnt. Stannis weiß, dass Robert nicht der Vater von Cerseis Kindern ist, und scheint dies schon lange geahnt zu haben; diesen Verdacht hat er Jon Arryn gegenüber geäußert, der dann weiter nachforschte. Nach Roberts Tod erklärt sich Stannis zum rechtmäßigen König. Er sieht sich aus Pflichterfüllung und nicht aus Ehrgeiz praktisch dazu gezwungen, wie er zuvor schon loyal seinem älteren Bruder Robert diente, dafür aber nie einen Dank erhielt. Seine Ressourcen sind zu Beginn sehr beschränkt.
Handlung A Clash of Kings
In seiner Umgebung hält sich die mysteriöse Priesterin Melisandre aus Asshai auf, die in Stannis den Messias (Azor Ahai) ihres Gottes R’hllor sieht. Melisandre gewinnt am Hof von Stannis zunehmend an Einfluss, wenngleich Stannis selbst zunächst durchaus skeptisch ist, den sich schnell verbreitenden Glauben unter seinen Leuten aber für seine Zwecke nutzt. Er greift Sturmkap an, woraufhin Renly dorthin eilt. Renly weigert sich, Stannis als König anzuerkennen, und macht sich über seinen älteren Bruder lustig. In der folgenden Nacht stirbt Renly, wobei Melisandre offenbar übernatürliche Kräfte eingesetzt hat. Teile von Renlys Heer treten zu Stannis über, wenngleich die Tyrells sich nun den Lennisters zuwenden. Stannis greift die Hauptstadt in einer kombinierten See-Land-Operation an, doch scheitert er und wird von den feindlichen Truppen besiegt.
Handlung A Storm of Swords
Stannis zieht sich mit den ihm verbliebenen Truppen nach Drachenstein zurück. Seine Lage erscheint aussichtslos, da es nur eine Frage der Zeit ist, bis der Feind sie auch hier angreift. Unter den Männern breiten sich Spannungen aus. Melisandre meint, man müsse ein Menschenopfer vollziehen, doch dagegen wendet sich vehement Stannis’ Vertrauter und neue Hand Lord Davos. Dieser schlägt vor, sich zur Mauer zu begeben, wo die Nachtwache bedrängt wird. Stannis willigt überraschend ein und schlägt die Wildlinge vernichtend, womit die Nachtwache gerettet wird.
Handlung A Feast for Crows
Stannis verhandelt mit Jon Schnee, den er zum neuen Lord von Winterfell machen will, da der Name Stark immer noch großes Gewicht im Norden hat, doch Jon lehnt ab. Dafür hat Stannis bei seinen Verhandlungen mit den Wildlingen mehr Erfolg und sichert sich zudem an der Mauer sichere Stützpunkte.
Handlung A Dance with Dragons
Stannis beabsichtigt, sich eine neue Machtbasis im Norden zu sichern, um damit wieder in den Kampf einzugreifen. Dazu muss er die Boltons schlagen, die die Starks verraten haben und die nun den neuen Wächter des Nordens stellen. Doch Jon erklärt es für Wahnsinn, da der Winter sich nähert und Grauenstein, der Sitz des Hauses Bolton, nur schwer einzunehmen sei. Stattdessen marschiert Stannis auf Jons Rat zu den Bergclans, die immer noch loyal zu den Starks stehen, und erobert Gebiete zurück, die die Eisenmänner noch besetzt halten. Anschließend plant Stannis den Marsch auf Winterfell, wo Roose Bolton seinen Bastardsohn Ramsay mit einer angeblichen Arya Stark verheiraten will. Doch der Zug gegen Winterfell endet im Schneechaos, als der Winter brutal hereinbricht.

### Selyse Baratheon
Selyse Baratheon (geborene Florent) ist die Ehefrau Stannis Baratheons und die Mutter ihrer gemeinsamen Tochter Sharin. Selyse wird als wenig ansehnlich und leicht beeinflussbar beschrieben. Sie wird eine glühende Verfechterin der Religion des roten Gottes R’hllor und verehrt die rote Priesterin Melisandre.
Handlung
Selyse weilt während der Handlung von A Game of Thrones und A Clash of Kings mit ihrer Familie auf Drachenstein, wo sie den Glauben zum Gott R’hllor für sich entdeckt. Sie unterstützt die Priesterin Melisandre, die rasch an Einfluss an Stannis’ Hof gewinnt. Einige R’hllor-Gläubige unter Stannis’ Männern nennen sich wegen Selyses Frömmigkeit bald „die Männer der Königin“. Als ihr Onkel Alester Florent in A Storm of Swords wegen Verrats angeklagt und später verbrannt wird, unternimmt Selyse nichts, um ihn zu retten. Stannis beschließt auf Anraten Davos Seewerts nach Norden zu segeln, um der Nachtwache beizustehen. Auch Selyse und ihre Tochter Sharin werden auf die Reise mitgenommen. In A Feast for Crows trifft Stannis an der Mauer ein. Er selbst reist weiter zur Schwarzen Festung, während Selyse und Sharin zunächst in Ostwacht bleiben und ihm erst später folgen. Sie sollen später die leere Nachtfeste beziehen, die Stannis von der Nachtwache überlassen wurde.

### Sharin Baratheon
Sharin (im Original Shireen) Baratheon ist das einzige Kind von Stannis Baratheon und seiner Gattin Selyse Florent. Sie ist ein kluges und stilles Kind, das bereits im Kleinkindalter an Grauschuppen (Greyscale im Original) erkrankte, einer Krankheit, die die Haut befällt und sie wie zu Stein erstarren lässt. Für Erwachsene meist tödlich, können Kinder die Grauschuppen überleben, so auch Sharin, deren linke Gesichtshälfte allerdings seitdem entstellt ist. Eine große Freundschaft pflegt sie zum Narren Flickenfratz, der ihren meist traurigen Gemütszustand etwas zu lindern scheint. Zu Beginn der Handlung ist sie etwa neun Jahre alt.
Handlung
Sharin tritt das erste Mal in A Clash of Kings auf Drachenstein in Erscheinung, wo sie mit ihren Eltern lebt. Nachdem Stannis die Information verbreiten lässt, dass Cersei Lennisters Kinder Joffrey, Myrcella und Tommen in Wahrheit Cerseis inzestuösem Verhältnis mit ihrem Bruder Jaime entstammen, lässt Tyrion Lennister im Gegenzug Gerüchte über Sharin verstreuen, die angeblich ebenfalls ein Bastard sein soll, gezeugt entweder vom Narren Flickenfratz oder von Axell Florent, dem Bruder ihrer Mutter. Diese Gerüchte verhallen jedoch bald, ohne eine große Wirkung erzielt zu haben.
In A Storm of Swords freundet sich Sharin auf Drachenstein mit Edric Sturm an, einem unehelichen Sohn Robert Baratheons. Als Stannis mit seiner Flotte und Armee nach Norden zur Mauer aufbricht, nimmt er Selyse und Sharin mit, lässt sie jedoch zunächst in Ostwacht an der See zurück. Erst in A Dance with Dragons lässt Stannis seine Frau und Tochter auf die Schwarze Festung nachkommen.

### Renly Baratheon
Renly, Lord von Sturmkap, ist der jüngste Bruder Roberts und auch Mitglied des königlichen Rats. Er ist gutaussehend und offen, verfolgt aber durchaus eigene Ziele. Er ist ein guter Freund von Loras Tyrell, dem dritten Sohn Maes Tyrells, des mächtigen Lords von Rosengarten. In der Fernsehserie wird explizit eine Liebesbeziehung zwischen ihm und Loras dargestellt, während diese in den Büchern nur angedeutet wird. Renly führt als Lord von Sturmkap, das der König ihm nach dessen Thronbesteigung übergeben hat, dasselbe Banner wie sein älterer Bruder Robert.
Handlung A Game of Thrones
Renly versucht, mit allen Gruppen am Hof möglichst gut auszukommen, doch hat Robert nur relativ wenig für ihn übrig. Als Robert schwer verletzt wird, bietet Renly Eddard Stark vergeblich seine Unterstützung an. Renly erkennt, dass er die Gunst der Stunde selbst nutzen kann und begibt sich zusammen mit Loras Tyrell nach Süden. Dort schmiedet er ein Bündnis mit dem Haus Tyrell, heiratet Loras’ Schwester Margaery und erhebt wie sein Bruder Stannis Anspruch auf den Königstitel.
Handlung A Clash of Kings
Renly hat ein gewaltiges Heer aus der Weite und den Sturmlanden gesammelt, als Catelyn Stark bei ihm eintrifft. Renly verhält sich freundlich, will aber nur langsam vorrücken und somit ausnutzen, dass die Lennisters und Starks sich gegenseitig bekämpfen. Als er die Nachricht von Stannis’ Landung bei Sturmkap erhält, eilt er mit einem Teil des Heeres dorthin. Er erkennt Stannis freilich nicht an und glaubt, alle Trümpfe in der Hand zu haben, doch wird er in der Nacht von Stannis mittels Magie ermordet. Das Bündnis des Hauses Baratheon mit dem Haus Tyrell bricht daraufhin auseinander. Sein Geliebter Ser Loras ist entsetzt über den Tod Renlys.

## Haus Targaryen

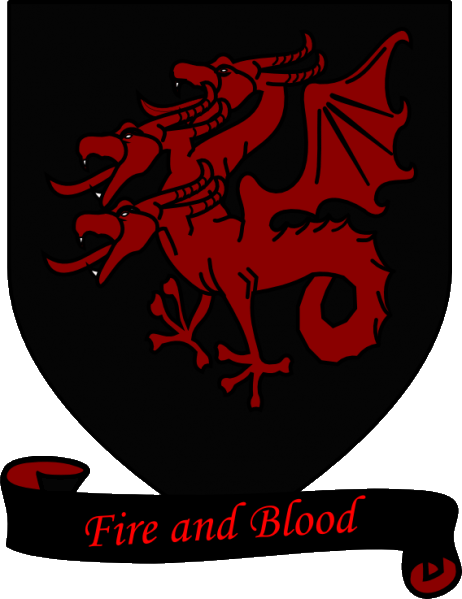
Wappen des Hauses Targaryen

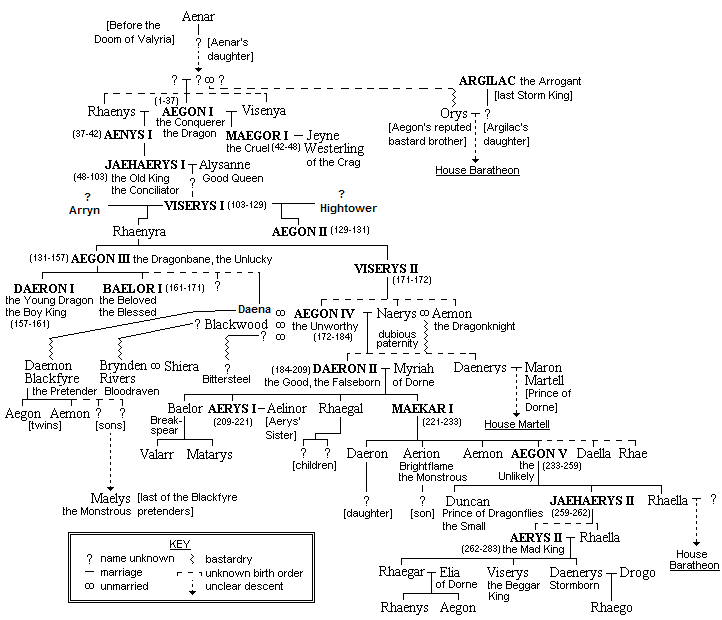
Stammbaum des Hauses Targaryen mit englischer Beschriftung

Über 280 Jahre regierten die Drachenkönige Westeros. Sie stammen vom Adel des alten Valyria ab und unterscheiden sich äußerlich von anderen Menschen in Westeros, vor allem durch ihre ungewöhnliche Augen- und Haarfarbe. Aegon Targaryen eroberte mit drei Drachen und einer kleinen Armee von Drachenstein aus sechs der sieben Königreiche von Westeros; später kam durch Heirat das südliche Reich Dorne hinzu. Nach ihrer Niederlage im Bürgerkrieg sind nur noch drei Targaryens übrig, von denen zwei Zuflucht auf dem östlichen Nachbarkontinent Essos gesucht haben. Das Wappen des Hauses Targaryen ist ein dreiköpfiger roter Drache auf schwarzem Hintergrund, ihr Motto lautet Feuer und Blut.

### Daenerys Targaryen
Daenerys (oft auch „Dany“ genannt) ist das jüngste Kind König Aerys’ II. Sie gilt als wahre Schönheit, ist intelligent und verfügt über eine rasche Auffassungsgabe sowie Mitgefühl. Sie war noch nicht geboren, als ihr älterer Bruder Rhaegar am Trident starb und ihr Vater ermordet wurde. Sie hat Westeros noch nie gesehen und kennt zunächst nur die Geschichten Viserys’ von ihrer alten Heimat. Zu Beginn der Buchhandlung ist sie 13 Jahre alt, zu Beginn der Fernsehserie etwa 16/17 Jahre.
Handlung A Game of Thrones
Daenerys hatte immer damit gerechnet, ihren Bruder Viserys zu heiraten. Dies war bei den Targaryens und schon im alten Valyria Sitte, um die Blutlinie des Adels „rein“ zu halten. Umso mehr war sie schockiert, dass sie den „Barbaren“ und Dothrakifürsten Khal Drogo heiraten sollte. Sie findet sich aber damit ab, entwickelt schließlich auch Gefühle für Drogo und lernt sehr schnell, was alles nötig ist, um sich selbst zu behaupten. Sie emanzipiert sich von ihrem Bruder und entwickelt sich im Laufe der Handlung von einem schüchternen, oft durch Viserys verängstigten Mädchen zu einer selbstbewussten und zielstrebigen jungen Frau. Sie erkennt auch, dass Viserys nicht fähig ist zu herrschen, und nimmt seinen Tod daher relativ gelassen hin; andererseits kümmert sie sich darum, dass Gefangene der Dothraki möglichst gut behandelt werden. Ser Jorah Mormont, der als ihr Vertrauter fungiert und heimlich in sie verliebt ist, meint, sie sei wirklich die Schwester ihres Bruders Rhaegar.
Mit 14 Jahren wird sie von Drogo schwanger; ihr wird prophezeit, dass ihr Sohn der „Hengst sei, der die Welt besteigen wird“. Sie wünscht sich, nach Westeros zurückzukehren, doch Drogo ignoriert dies zunächst. Erst nach einem von Robert befohlenen Attentatsversuch denkt er um und plant die Invasion. Doch zuvor wird er verwundet. Die undurchsichtige Maegi Mirri Maz Duur, für die sich Daenerys eingesetzt hatte, versorgt ihn, doch die Wunde entzündet sich. Bei einem Ritual verliert Daenerys ihr Kind und soll nie wieder eines empfangen können, während Drogos Zustand kritisch ist. Fast alle von Drogos Männern verlassen sie. Mirri Maz Duur erklärt, die Dothraki hätten das verdient, weil sie alles zerstörten, was sie geliebt hat. Daenerys erlöst Drogo und opfert die Maegi auf einem Scheiterhaufen, auf dem auch Drogos Leichnam und drei versteinerte Dracheneier platziert sind. Sie selbst steigt ebenfalls ins Feuer. Am nächsten Tag ist Daenerys selbst unversehrt, während die Drachen geschlüpft sind. Mit nur wenigen Anhängern geht sie einer ungewissen Zukunft entgegen.
Handlung A Clash of Kings
Daenerys nennt ihre drei Drachen Viserion, Rhaegal und Drogon; sie sollen nun ihre Kinder sein. Sie ist außerdem dazu entschlossen, nach Westeros zurückzukehren und den Usurpator Robert zu vertreiben, von dessen Tod sie erst später erfährt. Sie durchquert mit ihren wenigen Anhängern eine Wüste und erreicht eine verlassene Stadt, von wo sie Kundschafter ausschickt. Schließlich gelangt sie in die reiche Handelsstadt Qarth, wo man ganz fasziniert von ihren Drachen ist, aber nicht daran interessiert ist, ihr bei der Eroberung von Westeros zu helfen. Der einflussreiche Händler Xaro Xhoan Daxos rät ihr von dem Vorhaben ab, doch Daenerys bleibt bei ihrem Entschluss. Quaithe von Asshai gibt ihr einen ominösen Ratschlag, während der Hexenmeister Pyat Pree sie in ein Haus führt, in dem Daenerys Visionen von der Zukunft und der Vergangenheit hat. Doch sie bemerkt, dass die Hexenmeister gegen sie agieren; daraufhin lässt sie durch Drogon das Haus zerstören. Damit hat sie sich jedoch weitere mächtige Feinde geschaffen. Ein Attentat auf Daenerys scheitert nur knapp. An den Docks erhält sie die Nachricht, dass Magister Illyrio Mopatis Schiffe geschickt hat, die sie nach Pentos bringen sollen. Daraufhin begibt sich Daenerys auf dem Seeweg nach Westen, nun auch begleitet von einem Mann namens Arstan.
Handlung A Storm of Swords
Daenerys befindet sich auf der Reise nach Pentos, wobei Arstan ihr Geschichten aus Westeros und speziell über Rhaegar erzählt. Sie beschließt, zur Sklavenstadt Astapor zu reisen, um dort die „Unbefleckten“, berühmte, speziell geschulte Soldaten zu erwerben, mit denen sie Westeros zu erobern hofft. Die Sklavenstädte dieser Region waren vor langer Zeit von Valyria besiegt worden, so dass Daenerys, die stolz auf ihr valyrisches Erbe ist, hier wenig freundlich empfangen wird, wenngleich ihre unbezahlbaren Drachen bei den Händlern Gier erwecken. In Astapor erwirbt sie Soldaten im Tausch gegen einen ihrer Drachen. Doch die Sklavenmeister wurden von Daenerys getäuscht, da ein Drache nie ein Sklave sein kann und ihnen daher nicht gehorcht. Die Soldaten töten im Auftrag Daenerys’ die Sklavenmeister; anschließend erklärt sie, dass sie alle keine Sklaven mehr seien, sondern freie Menschen. Viele folgen ihr aus Loyalität, während in Astapor eine neue Regierung etabliert wird. Sie reist weiter nach Yunkai, wo sie den Söldner Daario Naharis trifft, zu dem sie sich hingezogen fühlt. Auch Yunkai fällt und die Armee zieht weiter nach Meereen, der größten Sklavenstadt. Daenerys beweist in dieser Zeit, dass sie auch über gewisse strategische Begabung verfügt. Meereen ist allerdings zu gut befestigt, um im Sturm genommen zu werden. Inzwischen erfährt Daenerys, dass Arstan in Wirklichkeit Ser Barristan Selmy ist. Dieser tritt in ihre Dienste und berichtet ihr, dass Jorah Mormont für Robert spioniert hat. Tief verletzt durch diesen Verrat verbannt sie Mormont, der ihr seine Liebe gestanden hat. Meereen fällt schließlich durch eine Kommandoaktion und Daenerys beschließt, vorerst hier zu bleiben und zu lernen, wie man regiert. Zu Ser Barristan sagt sie, eben weil sie ein Drache und keine Harpyie (das alte Wappen der Sklavenstädte) sei, könne sie die Menschen hier nicht ihrem Schicksal überlassen.
Handlung A Dance with Dragons
Daenerys sieht sich damit konfrontiert, dass ihre Drachen immer größer und immer unkontrollierbarer werden; nun reißen sie sogar Menschen auf der Nahrungsjagd. Gleichzeitig wird Daenerys’ Herrschaft in Meereen im Inneren durch die „Söhne der Harpyie“ bedroht, die einen Schattenkrieg gegen ihre Herrschaft führen, da Daenerys mit vielen alten (teilweise sehr blutigen) Bräuchen gebrochen und den Sklavenhandel eingestellt hat. Von außerhalb droht Gefahr durch eine Koalition von Sklavenstädten wie Yunkai bzw. durch Städte, die auf Sklaven angewiesen sind. Zudem wird Daenerys wegen ihrer Erfolge und ihrer Drachen von anderen Herrschern der Region gefürchtet, wohingegen die von ihr befreiten Menschen sie als „Mutter“ bezeichnen. Astapor, wo inzwischen ein Tyrann herrscht, wird zuerst von der feindlichen Koalition erobert. Dann marschiert das Heer gegen Meereen. Xaro Xhoan Daxos aus Qarth trifft ein und bietet ihr eine sichere Überfahrt an. Doch es sind zu wenige Schiffe für alle ihre Anhänger, zudem will Daenerys Meereen nicht einfach im Stich lassen. Mit dieser Entscheidung macht sie sich auch Qarth zum Feind, das auf den Sklavenhandel angewiesen ist. Eine Seuche bricht im Süden aus, so dass Daenerys die Stadt abriegeln lässt.
In der Stadt weitet sich der Schattenkrieg aus, immer mehr von Daenerys’ Männern und ihren Anhängern werden ermordet. Sie verliebt sich in Daario Naharis, wenngleich sie weiß, dass dem Söldner eigentlich nicht zu trauen ist. Daenerys wird angeboten, den einflussreichen Hizdahr zo Loraq zu heiraten, denn er habe die Macht, den Schattenkrieg zu beenden und den Frieden mit der feindlichen Koalition herzustellen. Gleichzeitig erscheint Prinz Quentyn Martell von Dorne an ihrem Hof und offenbart, dass eine geheime Heiratsabsprache zwischen den Häusern Targaryen und Martell bestehe; er sei nun gekommen, um Daenerys nach Hause zu führen, doch diese weist ihn ab. Um den Frieden zu gewährleisten, sieht Daenerys keine andere Möglichkeit und willigt ein, Hizdahr zu heiraten; zuvor schläft sie jedoch mit Daario.
Hizdahr setzt durch, dass die Kampfarenen wieder eröffnet werden, wovon Daenerys sich abgestoßen fühlt. Daenerys’ Drachen werden zunehmend unkontrollierbar. Während der Hochzeitsfeierlichkeiten in einer Arena erscheint Drogon und verbreitet Tod und Panik. Er scheint Daenerys anzugreifen, die ihn mit Mühe besteigen kann und auf ihm davon reitet. In Meereen halten die meisten sie für tot, während die andern beiden Drachen nun frei sind (wofür unabsichtlich Quentyn Martell verantwortlich ist, der dabei tödlich verletzt wurde) und für Angst unter der Bevölkerung sorgen. Mit der Koalition herrscht wieder Kriegszustand und Hizdahr regiert nun die Stadt, bevor er von Ser Barristan abgesetzt wird, der Daenerys’ Interessen verteidigt. Währenddessen ist Daenerys eine weite Strecke mit Drogon geflogen und hat über ihre Fehler nachgedacht. Sie und Drogon werden schließlich von Dothraki unter Khal Jhaqo gefunden, den sie gefasst erwartet.

### Viserys Targaryen
Viserys beansprucht als ältestes überlebendes Kind König Aerys’ II. die Krone der sieben Königreiche für sich. Als kleiner Junge wurden er und seine Schwester Daenerys von Loyalisten in Sicherheit in die Freien Städte gebracht, doch sind seine Mittel inzwischen völlig erschöpft. Er hat das typische Aussehen eines Targaryen, charakterlich ist er jedoch schwach und hat ein recht cholerisches Temperament. Er wird auch der „Bettlerkönig“ genannt, da er sich trotz seines Thronanspruches auf Kosten anderer durch die Freien Städte schlagen muss.
Handlung A Game of Thrones
Um wieder an die Macht zu gelangen und Rache an den Starks, Baratheons und Lennisters zu nehmen, ist Viserys jedes Mittel recht. So arrangiert Illyrio Mopatis, Magister der Freien Stadt Pentos, für ihn die Heirat seiner Schwester Daenerys mit dem Dothraki-Kriegsherrn Khal Drogo, der im Gegenzug den Thron für Viserys gewinnen soll. Doch Drogo verhält sich nicht so, wie Viserys es sich erhofft hat; auch sein Einfluss auf Daenerys nimmt immer mehr ab. Viserys sieht sich zunehmend isoliert und drängt immer ungeduldiger auf einen raschen Beginn der Invasion. Daenerys erkennt jedoch, dass Viserys sie niemals in die Heimat führen wird und er nicht geeignet zum Herrschen ist. Als er schließlich Daenerys’ Leben und das ihres ungeborenen Kindes bedroht, tötet Drogo ihn, indem er ihn mit geschmolzenem Gold übergießt. Obwohl Daenerys oft unter ihm zu leiden hatte, benennt sie einen ihrer Drachen nach ihm: Viserion.

### Aemon Targaryen
Siehe Aemon

### Rhaegar Targaryen
Rhaegar war der älteste Sohn von König Aerys II. und somit Kronprinz des Reiches. Er war gutaussehend, sehr intelligent und überaus lernfähig. Als Kind war er vernarrt in Bücher und zeigte kein Interesse für Waffen, bis er eines Tages etwas las, was ihn zum Umdenken brachte. Er wurde anschließend ein bekannter Ritter, gleichzeitig galt er auch als talentierter Musiker. Rhaegar war beim Volk sehr beliebt und wirkte anziehend auf Frauen, während er auf Männer zumeist charismatisch wirkte. Zu seinen engsten Freunden zählten unter anderem Ser Arthur Dayn, ein berühmter Ritter der Königsgarde, und Lord Jon Connington, die Hand seines Vaters.
Rhaegar war verheiratet mit Elia Martell von Dorne und hatte zwei Kinder mit ihr, Aegon und Rhaenys. Er scheint sich von Lyanna Stark angezogen gefühlt zu haben, denn nach seinem Sieg im großen Turnier von Harrenhal krönte er sie statt Elia zur Königin des Turniers. Einige Monate später soll er Lyanna entführt haben, was zur Rebellion der Häuser Stark und Baratheon führte. Die Hintergründe sind unklar; ebenso ist es möglich, dass beide ein gemeinsames Kind hatten. Rhaegar kehrte schließlich aus dem Süden in die Hauptstadt zurück und sammelte Truppen. Er deutete Jaime gegenüber an, nach Ende des Krieges die Herrschaft neu zu regeln, da er die Regierungsunfähigkeit seines Vaters erkannte. Doch dazu kam es nicht mehr, denn das Heer der Targaryens wurde am Fluss Trident geschlagen und Rhaegar selbst von Robert im Zweikampf getötet. Rhaegars Ehefrau und seine Kinder wurden bei der Plünderung der Hauptstadt brutal getötet, wenngleich in A Dance with Dragons offenbart wird, dass Aegon angeblich überlebt hat.
Daenerys hat einen ihrer Drachen in Erinnerung an ihn Rhaegal genannt.

### Aerys II. Targaryen
König Aerys II., von seinen Feinden und nach der erfolgreichen Rebellion Robert Baratheons auch im Volksmund der Irre König genannt, war der Vater von Rhaegar, Viserys und Daenerys. Er war – wie bei den Targaryens oft üblich – mit seiner Schwester Rhaella verheiratet. Seine Herrschaft begann hoffnungsvoll, zumal der oft sehr temperamentvolle Aerys auch großzügig und einnehmend sein konnte. Mit Tywin Lennister, seiner späteren Hand, verband ihn schon in ihrer Jugend eine tiefe Freundschaft. Mit der Zeit, vor allem nach seiner Gefangenschaft in Dämmertal (Duskendale im Original) durch den aufständischen Lord Finsterlyn (Darklyn im Original) – dessen Familie und Haus der König nach dem Ende der Geiselnahme auslöschen ließ –, veränderte er sich stark zum Negativen, wurde paranoid und immer gewalttätiger. Selbst seinen Kindern vertraute er schließlich nicht mehr, vor allem fürchtete er den Zorn Tywins, mit dem er sich im Laufe seiner Herrschaft überworfen hatte. Er zeigte zunehmend Anzeichen einer Geisteskrankheit und verfiel auch körperlich. Als er Rickard und Brandon Stark ermorden ließ, löste er damit den offenen Bürgerkrieg aus. Keiner seiner Berater zeigte sich wirklich fähig, so dass Rhaegar aus dem Süden zurückkehrte und das Kommando über die Armee des Reiches übernahm, aber am Trident fiel. Kurz darauf erschien auch Tywins Heer vor der Hauptstadt. Aerys ließ sich einreden, Tywin sei zu seiner Rettung gekommen, doch stattdessen kam es zur Plünderung Königsmunds. Aerys befahl, die Stadt durch Seefeuer (siehe auch Griechisches Feuer) zu zerstören. Jaime Lennister kam dem aber zuvor und tötete ihn. Dadurch erhielt Jaime den spöttischen Beinamen Königsmörder.

### Aegon I. Targaryen
Aegon I. Targaryen, auch Aegon der Eroberer genannt (im Original Aegon the Conqueror), war der Gründer des vereinigten Königreiches von Westeros. Aegon I. hat rund 300 Jahre vor Beginn der Handlung sechs der sieben Königreiche unter seiner Herrschaft vereinigt und damit die Herrschaft des Hauses Targaryen in Westeros etabliert, die bis zum Sturz von Aerys II. andauerte.
Aegons Familie war schon vor dem Untergang Valyrias auf den westlichsten Vorposten des Freistaates umgesiedelt, die Insel Drachenstein. Der valyrischen Sitte entsprechend heiratete er innerhalb der Familie und nahm seine beiden Schwestern Visenya und Rhaenys zu Ehefrauen. Mit ihnen, ihren drei großen Drachen (Vhagar, Meraxes und Balerion) und einer kleinen Armee landete er an der Stelle, wo er später die Hauptstadt Königsmund errichten ließ. Aegon war ein geschickter Stratege, dem es gelang, das Königreich der Eiseninseln, das sich bis in die Flusslande erstreckte, und das Reich des Sturmkönigs zu erobern. Die vereinten Armeen der Weite und des Westens schlug er vernichtend, auch die Häuser Arryn und Stark unterwarfen sich. Nur Dorne konnte seine Unabhängigkeit bewahren und wurde später nur durch eine Heiratsverbindung in das Reich integriert. Aus den Schwertern der Besiegten ließ Aegon den Eisernen Thron schmieden.
Die Nachfolger von Aegon dem Eroberer:
- 037–420 Aenys I.
- 042–480 Maegor I., der Grausame
- 048–103 Jaehaerys I., der Schlichter
- 103–129 Viserys I.
- 129–131 Aegon II.
- 131–157 Aegon III., der Drachentod
- 157–161 Daeron I., der junge Drache
- 161–171 Baelor I.
- 171–172 Viserys II.
- 172–184 Aegon IV., der Unwerte
- 184–209 Daeron II., holte Dorne ins Reich
- 209–221 Aerys I.
- 221–233 Maekar I.
- 233–259 Aegon V., der Unwahrscheinliche
- 259–262 Jaehaerys II.
- 262–283 Aerys II., der irre König

## Haus Tully

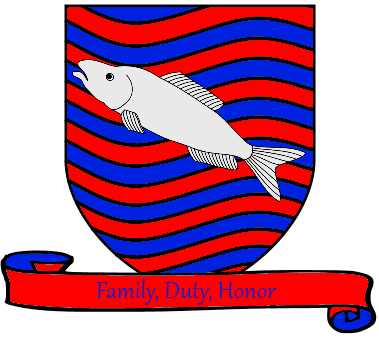
Wappen des Hauses Tully

Die Tullys regieren seit der Zeit Aegons des Eroberers die Flusslande, doch herrschten sie bereits zuvor über die große Burg Schnellwasser (im Original Riverrun). Ihr Wappen zeigt eine springende silberne Forelle auf einem rot- und blaugewellten Hintergrund, ihr Motto lautet Familie, Pflicht, Ehre.

### Hoster Tully
Lord Hoster Tully ist der Lord von Schnellwasser. Er war früher ein agiler Mann und fähiger Politiker, der während Roberts Rebellion gegen die Targaryens auf dessen Seite stand und während dieser Zeit mehrere seiner Vasallen bekämpfen musste, die den Targaryens gegenüber loyal blieben (unter anderem die Häuser Mooton, Darry und Ryger). Inzwischen besitzt er ein hohes Alter und ist schwer erkrankt. Seine Kinder sind Edmure, Catelyn (Stark) und Lysa (Arryn).
Handlung
In A Game of Thrones ist Lord Hoster bereits seit Jahren erkrankt und daher nicht fähig, die Verteidigung der Flusslande gegen die Lennisters zu organisieren; diese Aufgabe fällt Edmure zu. Er ist jedoch erfreut, als er von dem Sieg über Jaime Lennister erfährt. Während der Handlung in A Clash of Kings verschlechtert sich sein Zustand weiter, in A Storm of Swords stirbt er schließlich.

### Catelyn Tully
Siehe Catelyn Stark

### Edmure Tully
Edmure ist als einziger Sohn Lord Hosters Erbe von Schnellwasser. Edmure ist mittelgroß, hat die für die Tullys typischen rot-braunen Haare und trägt einen Bart. Er ist ein lebensfroher junger Mann, aber nicht besonders bedächtig.
Handlung A Game of Thrones
Als die Lennisters in die Flusslande einfallen, stellt er sich ihnen entgegen, wird aber von Jaime besiegt und gefangen genommen. Als die Starks die Belagerung Schnellwassers aufheben, wird auch Edmure befreit, der sich wie die anderen Flusslords Robb Stark anschließt.
Handlung A Clash of Kings
Edmure bleibt in Schnellwasser zurück, während Robb in den Westen einfällt. Als die Lennisters sich nach Westen zurückziehen wollen, behindert Edmure ihren Vormarsch und verzögert ihn für längere Zeit. Dies erweist sich bald jedoch als großer Fehler, da Lord Tywin somit von Stannis’ Vormarsch erfährt und sich mit den Tyrells verbünden kann.
Handlung A Storm of Swords
Robb macht nach seiner Rückkehr Edmure schwere Vorwürfe, da er ihm nicht befohlen hatte, die Lennisters am Marsch nach Westen zu hindern. Edmure war nicht in Robbs Plan eingeweiht, wonach man Tywin nach Westen locken und ihn an einem günstigen Ort stellen wollte. Edmures Handeln hatte zur Folge, dass die Lennisters nun im Bündnis mit den Tyrells am Schwarzwasser über Stannis gesiegt hatten. Da es zudem zum Bruch mit den Freys gekommen war, soll Edmure nun Roslin Frey heiraten; danach würde Robb nach Norden aufbrechen. Edmure willigt widerwillig ein, findet aber Gefallen an Roslin. Als es zur „Roten Hochzeit“ kommt, ist Edmure mit Roslin zusammen und wird nicht Zeuge der Ereignisse.
Handlung A Feast of Crows
Edmure ist nun ein Gefangener der Freys, die ihn bei der Belagerung von Schnellwasser jeden Tag zu einem Galgen führen, um die Verteidiger zu demoralisieren, was aber keine Wirkung zeigt. Edmure hingegen ist seines Lebens fast schon müde. Als Jaime erscheint, rechnet er gefasst mit seiner Hinrichtung, wird aber überraschend gut behandelt. Jaime will, dass Edmure seinen Onkel Brynden zur Übergabe der Burg zwingt. Edmure, Roslin und sein Kind würden angemessen behandelt werden, andernfalls aber würde Schnellwasser blutig genommen und Edmures Kind getötet. Edmure bleibt keine Wahl; er arrangiert die Übergabe, sorgt aber zuvor dafür, dass Brynden entkommen kann. Der zornige Jaime lässt Edmure unter strenger Bewachung nach Casterlystein bringen.

### Lysa Tully
Siehe Lysa Arryn

### Brynden Tully

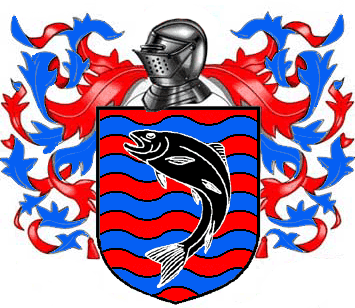
Wappen von Brynden „Schwarzfisch“ Tully

Brynden Tully, genannt „Schwarzfisch“, ist der jüngere Bruder von Hoster Tully und somit der Onkel von Catelyn, Edmure und Lysa. Bryndens Verhältnis zu Hoster ist recht angespannt, da Brynden seinen eigenen Weg abseits der Familie gegangen ist (daher sein Beiname „Schwarzfisch“ bzw. „Blackfish“ im Original). Er gilt als guter Kämpfer, den sogar Jaime Lennister in seiner Jugend bewunderte.
Handlung
In A Game of Thrones dient Brynden den Arryns; als Catelyn im Tal erscheint, schließt er sich jedoch ihr an. Er dient anschließend Robb als zuverlässiger Kommandeur und ist in der folgenden Zeit an mehreren Schlachten entscheidend beteiligt. In A Clash of Kings begleitet er Robb nach Westen, wo er maßgeblich am Feldzug beteiligt ist, und kehrt in A Storm of Swords mit ihm wieder zurück. Während der „Roten Hochzeit“ bleibt er in Schnellwasser und hält in A Feast of Crows die Burg erfolgreich gegen die Lennisters. Jaime will ihn zur Übergabe überreden, doch Brynden entgegnet sarkastisch, dass er nur mit ihm rede, um die Zeit bei der Belagerung zu vertreiben. Bei einem Sturmangriff würden vielleicht seine Männer fallen, diese seien aber darauf vorbereitet, während die Lennisters Tausende verlieren würden. Erst Edmure überredet Brynden zur Aufgabe, verhilft ihm aber vorher zur Flucht. Über Bryndens weiteres Schicksal ist nichts bekannt.

## Haus Arryn

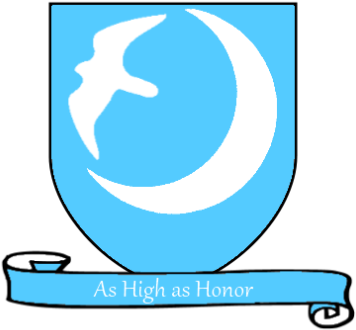
Wappen des Hauses Arryn

Die Arryns, eine der reinsten und ältesten Linien des andalischen Adels, regierten vor der Ankunft der Targaryens das Königreich von Berg und Tal, bevor sie sich den Invasoren unterwarfen und seitdem als „Wächter des Ostens“ fungierten. Ihr Hauptsitz Hohenehr (im Original Eyrie) gilt aufgrund seiner Lage als faktisch uneinnehmbar. Ihr Wappen ist das weiße Mond-Falken-Symbol auf blauem Feld, ihr Motto lautet Hoch wie die Ehre.

### Jon Arryn
Der zu Beginn der Romanhandlung und der Serie gerade verstorbene Jon Arryn war für Robert Baratheon und Eddard Stark, die als Mündel bei ihm aufwuchsen, wie ein zweiter Vater. Aus Liebe zu ihnen hatte er sich gegen die Targaryens erhoben, wobei mehrere seiner Familienmitglieder starben. Jon diente danach bis zu seinem Tod Robert als Hand des Königs. Er deckte das Geheimnis um Cerseis Kinder auf, konnte aber Robert nicht mehr darüber informieren. Es wird angedeutet, dass er vergiftet wurde, möglicherweise von den Lennisters; in A Storm of Swords stellt sich heraus, dass es seine Frau Lysa und Kleinfinger waren.

### Lysa Arryn
Lysa ist die jüngste Tochter Lord Hoster Tullys, der sie zur Stärkung der Stark-Baratheon-Arryn-Tully-Allianz mit dem wesentlich älteren Jon Arryn verheiratete, worüber sie nie glücklich war. In ihrer Jugend war sie eher schüchtern und ein recht hübsches Mädchen, doch hat sie sich später zu ihrem Nachteil verändert. Nach Jon Arryns Tod zog sie sich in das Tal von Arryn nach Hohenehr zurück. In jüngster Zeit scheint sie nicht immer bei klarem Verstand zu sein.
Handlung
In A Game of Thrones warnt sie Catelyn in einem Brief, dass die Lennisters hinter dem Mord an Jon Arryn stecken. Als Catelyn mit Tyrion auf Hohenehr eintrifft, ist Lysa außer sich, und Catelyn muss erkennen, wie sehr sich ihre Schwester verändert hat. Nach Tyrions erfolgreicher Verteidigung und seiner Weiterreise bleibt das Verhältnis zwischen Lysa und Catelyn frostig, da sich Lysa weigert, im Bürgerkrieg Partei zu ergreifen. Lysa erscheint erst wieder in A Storm of Swords, als ihre Jugendliebe Petyr Baelish mit Sansa Stark nach Hohenehr kommt. Lysa ist glücklich, dass Petyr nun bei ihr ist, aber eifersüchtig auf Sansa, die der jungen Catelyn gleicht, in die sich einst Petyr verliebt hatte. Nun wird auch offenbart, dass Petyr der eigentliche Initiator der Ereignisse war, die zum Bürgerkrieg führten: Er überredete Lysa, Jon Arryn zu vergiften, der Robert Arryn zu Stannis schicken wollte; Petyr überredete Lysa auch, den Brief an Catelyn zu schreiben und die Lennisters zu beschuldigen. Am Ende stößt Petyr Lysa von Hohenehr aus in die Tiefe und beschuldigt den Sänger Marillion der Tat.

### Robert Arryn
Der noch sehr junge Robert Arryn (in der Serie: Robin) ist der Sohn Jons und Lysas und somit Erbe des Tals von Arryn. Er ist sehr kränklich und scheint auch geistig etwas zurückgeblieben zu sein.
Handlung
In A Game of Thrones erscheint er als kränklicher, von seiner Mutter verhätschelter und oft weinerlicher Junge. Am Ende von A Storm of Swords und in A Feast for Crows kümmert sich schließlich Sansa, von der der Junge sehr angetan ist, um ihn. Robert bekommt auf Petyrs Befehl oft Schlafmittel verabreicht, da er sonst im Schlaf zu schreien beginnt und damit die ganze Burg weckt.

## Haus Tyrell

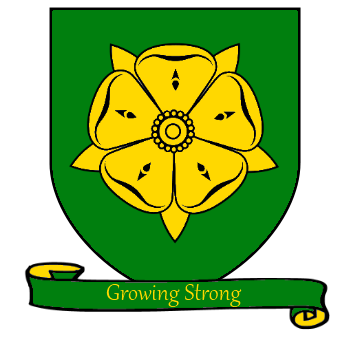
Wappen des Hauses Tyrell

Die Tyrells fungierten vor der Ankunft der Targaryens als Haushofmeister des Hauses Gardener, dem Herrscherhaus im Königreich der Weite, dem fruchtbarsten und bevölkerungsreichsten der sieben Königreiche. Als König Mern aus dem Hause Gardener aber im Kampf gegen die Targaryens fiel, übergab Harlen Tyrell die Burg Rosengarten (im Original Highgarden) an Aegon Targaryen, der ihn dort als neuen Lord einsetzte. Die Tyrells sind nicht so reich wie die Lennisters, können aber mehr Truppen aufbieten. Ihr Wappen zeigt eine goldene Rose auf grünem Feld, ihr Motto lautet Kräftig wachsen.

### Maes Tyrell
Maes Tyrell (im Original Mace Tyrell), Lord von Rosengarten, „Wächter des Südens“ und Hochmarschall der Weite, ist einer der mächtigsten Männer in den Sieben Königslanden. Während Roberts Rebellion stand er loyal auf der Seite des Hauses Targaryen, doch unterwarf er sich am Ende des Krieges und ist auch weiterhin bestrebt, die Interessen seines Hauses zu wahren. Obwohl er nun zur Fettleibigkeit neigt, ist er immer noch eine recht stattliche Erscheinung. Sein ältester Freund ist Paxter Rothweyn (im Original Redwyne), der Lord vom Arbor.
Handlung
In A Game of Thrones und A Clash of Kings wird er nur indirekt als Unterstützer Renlys erwähnt, der sich nach Renlys Tod den Lennisters anschließt. Durch sein Zutun gelingt es den Lennisters und den in Königsmund stationierten Truppen, den Angriff von Stannis Baratheon zurückzuschlagen. In A Storm of Swords nimmt er an den Hochzeitsfeierlichkeiten seiner Tochter Margaery und König Joffreys in der Hauptstadt teil und erhält für sein Haus die Besitzungen der Florents, die Stannis unterstützt haben. Er erhält außerdem einen Sitz im Kleinen Rat. In A Feast for Crows soll er Sturmkap belagern; als er jedoch von der Inhaftierung seiner Tochter durch Cersei erfährt, marschiert er auf die Hauptstadt zu und befiehlt Lord Randyll Tarly, mit dessen Truppen von Norden auf Königsmund vorzustoßen. In A Dance with Dragons kommt es zur vorläufigen Aussöhnung zwischen Tyrell und Kevan Lennister, nachdem Margaery freigelassen wurde. Kevan fungiert als Regent und Maes als Hand König Tommens; doch bleiben die Spannungen zwischen den Tyrells, die zunehmend an Einfluss gewinnen, und den Lennisters bestehen. Gleichzeitig erreichen Maes Nachrichten aus dem Süden, wo in der Weite Eisenmänner einfallen und in den Sturmlanden Söldner gelandet sind.

### Willas Tyrell
Willas Tyrell ist der älteste Sohn und Erbe von Lord Maes Tyrell. Er wird von anderen Charakteren als gebildeter und freundlicher Mann beschrieben, der die Zucht von Falken, Pferden und Hunden liebt. Außerdem leidet er seit einem Reitunfall bei seinem ersten Turnier, das er gegen Oberyn Martell bestritt, an einem verkrüppelten Bein. Die Beziehung zwischen den Häusern Tyrell und Martell, die schon immer schwierig war, kühlte nach dem Vorfall merklich ab. Willas jedoch gab Oberyn keine Schuld an seinem Unfall und ist sogar länger mit ihm in freundschaftlichem Briefkontakt geblieben.
Handlung
Willas wird erstmals in A Storm of Swords namentlich in größerem Maße erwähnt, als seine Großmutter Olenna Sansa Stark gegenüber ihr Vorhaben erwähnt, diese mit Willas zu verheiraten. Diese Pläne werden jedoch zunichtegemacht, als Sansas Hochzeit mit Tyrion Lennister arrangiert wird. Tywin Lennister schlägt eine Hochzeit seiner Tochter Cersei mit Willas vor, was sowohl die Tyrells als auch Cersei ablehnen. In A Feast for Crows ordnet Willas, der seinen Vater während dessen Aufenthalts in Königsmund als Lord von Rosengarten vertritt, nach den ersten Angriffen der Eisenmänner unter Euron Graufreud im Süden die Verteidigung von Altsass an.

### Garlan Tyrell
Garlan Tyrell, auch bekannt als „Ser Garlan der Kavalier“, ist der zweite Sohn Maes Tyrells. Ähnlich seinem jüngeren Bruder Loras ist er ein begabter Schwertkämpfer und wurde bereits in jungen Jahren zum Ritter geschlagen. Er trägt als Zeichen seines Status als zweitgeborener Sohn zwei goldene Tyrell-Rosen auf seinem Schild. Garlan wird als hochgewachsener, kräftiger Mann mit Bart beschrieben.
Handlung
Garlan erscheint das erste Mal in A Clash of Kings, in dem er an der Schlacht am Schwarzwasser auf Seiten der Lennister-Tyrell-Armee teilnimmt. Er trägt, um die gegnerische Armee in Panik zu versetzen, die Rüstung des verstorbenen Renly Baratheon. In A Storm of Swords erhält er für seine Verdienste die Festung Klarwasser (im Original Brightwater Keep), den ehemaligen Sitz des Hauses Florent. Er nimmt an der Hochzeit zwischen Sansa Stark und Tyrion Lennister und an der seiner Schwester Margaery mit Joffrey Baratheon teil. Garlan zieht in A Feast for Crows mit einem Großteil der Tyrell-Streitkräfte wieder zurück in die Weite, wo er bald von Euron Graufreuds Angriff auf die Schildinseln hört und den Beschluss fasst, erneut Truppen zu sammeln und die Inseln zurückzuerobern.

### Loras Tyrell
Der junge, gutaussehende, bisweilen aber auch arrogante Loras Tyrell ist der dritte Sohn Maes Tyrells und gilt als ausgezeichneter Kämpfer. Zu Beginn der Handlung ist Loras Tyrell 16 Jahre alt. Der „Ritter der Blumen“ ist eng mit Renly Baratheon befreundet. Eine homosexuelle Beziehung der beiden wird von mehreren Charakteren während der Handlung angedeutet.
Handlung
In A Game of Thrones nimmt er am Turnier in Königsmund teil und wird beinahe von Ser Gregor Clegane getötet, bevor ihm Sandor Clegane zur Hilfe kommt. Loras unterstützt seinen Freund Renly, als dieser die Königswürde anstrebt. In A Clash of Kings gehört Loras zu Renlys Königsgarde; nach der Ermordung Renlys ist Loras außer sich vor Wut, nimmt aber auf Seiten der Lennisters an der Entscheidungsschlacht gegen Renlys älteren Bruder Stannis Baratheon teil. In A Storm of Swords wird er in die Königsgarde Joffreys aufgenommen und scheint vor allem bestrebt zu sein, seine Schwester Margaery zu schützen. Sein Verhältnis zu Jaime und Cersei Lennister ist recht angespannt. In A Feast for Crows wird er von Cersei manipuliert, die Erstürmung von Drachenstein zu leiten, wobei er durch kochendes Öl schwer verwundet wird; in A Dance with Dragons ringt er immer noch um sein Leben.

### Margaery Tyrell
Margaery Tyrell ist die einzige Tochter Maes Tyrells. Die braunhaarige Margaery wird als schönes junges Mädchen beschrieben und ist zu Beginn der Handlung 14 Jahre alt. Sie ist ein Protegé ihrer politisch äußerst versierten Großmutter Olenna Tyrell und führt ein enges Verhältnis zu ihrem Bruder Loras.
Handlung
Margaery heiratet in A Game of Thrones Renly Baratheon und begleitet ihn auch auf seinem Feldzug. Nach Renlys Tod heiratet sie in A Storm of Swords Joffrey. Zuvor freundet sie sich mit Sansa an, die ihr und Olenna verrät, was für ein Monster Joffrey in Wirklichkeit ist. Olenna scheint auch für Joffreys Ermordung verantwortlich zu sein, um Margaery so zu schützen, die nun Tommen heiratet. In A Feast for Crows bricht die Rivalität zu Cersei offen aus, die sich durch Margaery bedroht fühlt. Margaery wiederum macht sich beim Volk beliebt und gibt sich großzügig und freundlich. Als die Eisenmänner in die Weite einfallen, versucht sie Cersei den Ernst der Lage zu verdeutlichen. Sie wird von Cersei des Ehebruchs bezichtigt und schließlich durch den Hohen Septon (den höchsten geistlichen Würdenträger) angeklagt, doch erkennt Margaery die politische Intrige und konfrontiert Cersei damit direkt. Als die Tyrells mit Truppen vor der Hauptstadt erscheinen, wird sie in A Dance with Dragons der Obhut Randyll Tarlys übergeben.

### Olenna Tyrell
Olenna Tyrell (geborene Rothweyn) ist die Mutter von Lord Maes Tyrell und inoffiziell der Kopf der Familie. Die Dornenkönigin, wie sie auch genannt wird, wird als kleingewachsene, kluge ältere Dame beschrieben, die sich immer für die Belange ihrer Familie einsetzt und dabei auch vor extremen Maßnahmen nicht zurückschreckt.
Handlung
In A Storm of Swords reist Olenna gemeinsam mit ihrer Enkelin Margaery nach Königsmund, um der Hochzeit zwischen dieser und Joffrey Baratheon beizuwohnen. Bald nach ihrer Ankunft lädt sie Sansa Stark ein, um mehr über Joffrey zu erfahren. Als diese ihr verrät, was für ein Ungeheuer Margaery heiraten wird, ist Olenna nicht begeistert, verhindert die Vermählung jedoch nicht. Sie bietet Sansa an, ihren Enkel Willas Tyrell zu heiraten und nach Rosengarten zu ziehen, was jedoch durch die überraschende von den Lennisters arrangierte Hochzeit Sansas mit Tyrion Lennister verhindert wird. Olenna bleibt nach der Hochzeit Margaerys und Joffreys und dessen Ableben noch einige Zeit in Königsmund, bevor sie in A Feast for Crows nach Rosengarten zurückkehrt. Dem Leser wird offenbart, dass Olenna eine der Mitverschwörerinnen am Mord an König Joffrey und aktiv daran beteiligt gewesen ist.

## Haus Martell

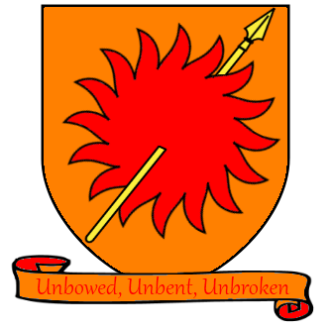
Wappen des Hauses Martell

Haus Martell (mit vollem Namen Haus Nymeros Martell von Sonnspeer) regiert seit mehreren Jahrhunderten Dorne – das südlichste der Sieben Königreiche – von der Hauptstadt Sonnspeer (im Original Sunspear) aus. Im Gegensatz zu den anderen sechs Ländern wurde Dorne nicht von den Targaryens erobert, sondern durch einen Ehevertrag mit der Krone vereinigt. Dies geschah fast 200 Jahre nach der Landung Aegons des Eroberers in der Regierungszeit Daerons II. Die Martells regieren aufgrund dieses Übereinkommens Dorne faktisch autonom von der Krone. Dorne unterscheidet sich auch kulturell von den anderen sechs Reichen und kann eine recht kriegerische Geschichte vorweisen. Die Herrscher in Dorne tragen den Titel Fürst bzw. Fürstin, da in Dorne auch Frauen die Thronfolge antreten können; andere Mitglieder des Hauses tragen die Titel Prinz bzw. Prinzessin. Das Wappen der Martells zeigt eine Sonne, die von einem Speer durchbohrt wird, ihr Motto lautet Ungebeugt, ungezähmt, ungebrochen. Im Targaryen-Bürgerkrieg gehörte Haus Martell aufgrund der Ehe von Elia Martell mit dem Kronprinzen zu den Loyalisten. Elia sowie ihre Kinder wurden von Lennister-Treuen zum Ende des Krieges ermordet, wodurch das Haus Martell, aber auch ganz Dorne, einen tiefen Hass gegen die Lennisters empfindet.

### Doran Martell
Doran Nymeros Martell ist der regierende Fürst von Dorne und leidet seit Jahren schwer an der Gicht. Doran ist zu Beginn der Handlung älter als 50 Jahre.
Handlung
Fürst Doran stimmt in A Clash of Kings der Verbindung seines Sohnes Trystan mit Myrcella Baratheon zu, der Tochter Cerseis, obwohl in Dorne zahlreiche Personen auf einen Krieg mit dem Hause Lennister drängen. Nachdem Prinz Oberyn in Königsmund stirbt, fordert fast ganz Dorne, endlich in den Krieg zu ziehen. Doran scheint lethargisch zu reagieren, so dass seine Tochter und Erbin Arianne einen eigenen Plan schmiedet, der aber misslingt; sie und andere Personen werden kurzzeitig von Fürst Doran festgesetzt (A Feast for Crows). Im Laufe der weiteren Romanhandlung in A Feast for Crows wird aber deutlich, dass Doran einen weitreichenden politischen Plan verfolgt, der auf die Wiedereinsetzung des Hauses Targaryen auf den Thron abzielt. Damit will Doran auch den Tod seiner geliebten Schwester Elia rächen, die während der Plünderung der Hauptstadt mit ihren beiden Kindern brutal ermordet wurde. Zu diesem Zweck reist sein ältester Sohn Quentyn auch zu Daenerys Targaryen nach Meereen. In diesen Plan weiht Doran schließlich auch Arianne ein.

### Oberyn Martell
Oberyn Nymeros Martell ist der jüngere Bruder Dorans. Er ist ein gut aussehender Mann Anfang 40, der zahlreiche Geliebte (angeblich beiderlei Geschlechts) und Kinder hat. So hat er acht Bastardtöchter, die als „Sandschlangen“ (im Original Sand Snakes) bekannt sind. Außerdem gilt er als ein sehr guter Krieger, aber auch als ein Hitzkopf. Sein Spitzname lautet Rote Viper (im Original Red Viper).
Handlung
In seiner Jugend war Oberyn eng mit seiner Schwester Elia verbunden. Ihren Tod und den ihrer Kinder durch die Hand der Lennisters hat Oberyn (wie auch Doran) nie vergessen oder gar verziehen. In A Storm of Swords reist er in die Hauptstadt. Als bei der Verhandlung Tyrion Lennisters dieser auf seinem Recht eines Gottesurteils durch Kampf besteht, bietet sich Oberyn überraschend als sein Kämpfer an. Oberyn will Rache an Ser Gregor Clegane nehmen – der sein Gegner in diesem Kampf ist –, der Elia vergewaltigt und sie und ihre Kinder getötet hat. Im Duell scheint Oberyn die Oberhand zu gewinnen, als es Gregor doch gelingt, ihn zu töten. Oberyns mit Gift präparierter Speer sorgt dennoch für den langsamen, aber scheinbar sicheren Tod Ser Gregors.

### Arianne Martell
Arianne Martell ist das älteste Kind und die einzige Tochter Fürst Dorans und dem dornischen Erbrecht zufolge, nach dem das älteste Kind (gleich welches Geschlechtes) erbberechtigt ist, die Erbin von Dorne. Sie wird als schöne und ehrgeizige junge Frau beschrieben, die sich ihrer hohen Stellung bewusst ist, sich jedoch der Anerkennung ihres Vaters nicht immer sicher fühlt und vermutet, dass dieser lieber ihren Bruder Quentyn als Erben einsetzen möchte. Eine enge Freundschaft pflegt sie zu ihrer Cousine Tyene Sand, eine der „Sandschlangen“.
Handlung
In A Feast for Crows plant sie mit einigen Vertrauten – unter anderem Myrcellas Leibwache, den Königsgardisten Arys Eichenherz –, Myrcella zur neuen Königin der Sieben Königslande zu machen, wenngleich dies nur dem dornischen Erbrecht zufolge legal wäre. Zu diesem Zweck hat sie auch Arys verführt. Der Plan scheitert jedoch, als Fürst Doran davon erfährt. Arys wird getötet und Arianne mehrere Tage in Sonnspeer festgesetzt und erst danach zu ihrem Vater gelassen. Erst jetzt zieht er sie ins Vertrauen und offenbart ihr, dass er die Rache an den Lennisters nie vergessen habe und eine Wiedereinsetzung der Targaryens auf den Eisernen Thron beabsichtige, weshalb auch Quentyn nach Osten aufgebrochen sei.

### Quentyn Martell
Quentyn Martell ist der älteste Sohn Fürst Dorans, der aufgrund einer Blutschuld aber bei Lord Andres Isenwald (Anders Yronwood im Original) aufwuchs. Er wird als nicht besonders ansehnlicher und sehr ernster junger Mann beschrieben.
Handlung
Quentyn reist in A Dance with Dragons unter einer falschen Identität nach Meereen. Dort offenbart er Daenerys Targaryen, dass das Haus Martell vor Jahren einen Geheimvertrag mit Daenerys’ damaligem Vormund Willem Darry abschloss, der die Targaryens in Sicherheit gebracht hatte. Daenerys soll nun Quentyn heiraten und das Haus Martell mit dem Haus Targaryen zusammen um die Krone kämpfen. Der Plan misslingt jedoch, da Daenerys, um den Frieden in Meereen zu wahren, jemand anderen heiratet. Als Quentyn anschließend versucht, einen der drei Drachen zu stehlen, kostet ihn das sein Leben und hat zur Folge, dass die verbliebenen beiden Drachen freikommen.

### Trystan Martell
Trystan (im Original Trystane) Martell ist das jüngste Kind von Fürst Doran Martell.
Handlung
In A Clash of Kings wird er das erste Mal erwähnt, als Tyrion Lennister in Erwägung zieht, seine Nichte Myrcella mit Trystan zu verheiraten, um die Allianz zwischen Dorne und dem Eisernen Thron zu stärken. Myrcella bricht bald darauf nach Dorne auf. Sie und Trystan verstehen sich auf Anhieb gut und teilen ihre Leidenschaft für das Brettspiel Cyvasse.

## Haus Graufreud

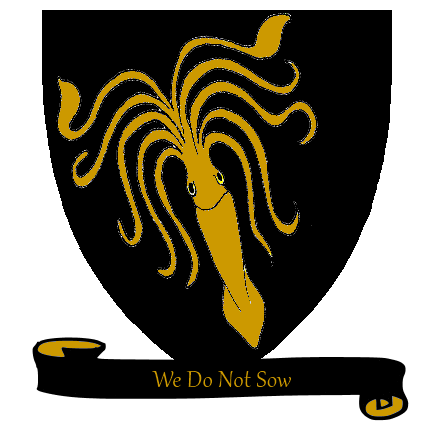
Wappen des Hauses Graufreud

Das Haus Graufreud (Greyjoy im Original) herrscht seit vielen Generationen als Lords auf den Eiseninseln, wo der „Ertrunkene Gott“ (Drowned God im Original) verehrt wird. Die Eisenmänner, wie sich die Bewohner der Inselgruppe selbst nennen, sind ein kriegerisches Seefahrervolk. Das Oberhaupt des Hauses Graufreud trägt den Titel Lord Schnitter von Peik (Lord Reaper of Pyke im Original). Ihr Wappen zeigt einen goldenen Kraken auf schwarzem Feld, ihre Worte sind Wir säen nicht.

### Theon Graufreud
Theon Graufreud (Theon Greyjoy im Original) ist der jüngste und einzig überlebende Sohn von Lord Balon Graufreud, der einige Jahre vor Beginn der Serienhandlung gegen König Robert Baratheon rebellierte. Nach Balons Niederlage musste dieser Theon als Geisel und Mündel den Starks übergeben. Theon, der sehr selbstbewusst und ehrgeizig ist, lebt seither in Winterfell – und soll seinen Vater von weiteren Aufständen abhalten. Er wuchs gemeinsam mit den Stark-Kindern auf, doch nur zu Robb pflegt er ein einigermaßen gutes Verhältnis. Theon ist gutaussehend, hat schwarze Haare und ist zu Beginn der Handlung 19 Jahre alt. Das Verhältnis zu seiner Schwester Asha ist recht angespannt.
Handlung A Game of Thrones
Theon, der sich bisweilen auch mit Robb streitet, reist mit ihm nach Süden, kämpft dort für die Starks und unterstützt Robb bei seiner Ausrufung zum König des Nordens.
Handlung A Clash of Kings
Theon wird von Robb zu Lord Balon geschickt, um sich die militärische Unterstützung durch die Eisenmänner und deren starke Seeflotte zu sichern. Doch Lord Balon plant, den Krieg auszunutzen und selbst ein Königreich zu gründen, das Teile des Nordens umfassen soll. Theon zögert kurz, seinen Vater zu unterstützen. Als dieser jedoch durchscheinen lässt, dass Theon durch das Leben auf dem Festland verweichlicht sei, willigt Theon in die Pläne seines Vaters ein. Die Eisenmänner fallen in der Folge in den Norden ein und treffen kaum auf Widerstand. Theon gelingt es, in einer überraschenden Aktion Winterfell zu besetzen. Theon genießt dort das Leben als Lord, installiert dort aber eine tyrannische Herrschaft. Bran und Rickon Stark entkommen ihm, woraufhin er zwei andere Jungen töten lässt und diese als die Stark-Kinder ausgibt, da er Eddards Söhne nicht auffinden kann und dem Volk von Winterfell Härte demonstrieren will. Bald taucht ein junger Mann namens Stinker (Reek im Original) auf und verspricht Theon Hilfe von den Boltons. Als vor Winterfell Truppen der Starks auftauchen, erscheint Stinker mit Bolton-Soldaten und schlägt diese. Stinker gibt sich als Ramsay Schnee zu erkennen, der Bastardsohn Lord Boltons. Die Boltons nehmen Theon gefangen und brandschatzen Winterfell.
Handlung A Storm of Swords
Lord Bolton berichtet Robb, dass Theon für alles in Winterfell verantwortlich und er nun ein Gefangener der Boltons in Grauenstein sei.
Handlung A Dance with Dragons
Theon wird von Ramsay über eine längere Zeit brutal gefoltert. Ramsay zwingt Theon eine neue Identität auf und nennt ihn von nun an Stinker in Anlehnung an seinen ehemaligen Diener. Theon ist nicht mehr der Mann von früher, sondern völlig gebrochen sowie äußerlich massiv gealtert und verbringt ein erbärmliches Dasein. Immer wieder muss er zudem Ramsay zu Diensten sein und gehorcht ihm aus Furcht vor weiterer Folter. Theon lernt auch Ramsays Vater Lord Roose näher kennen, der ihm gegenüber erwähnt, dass die Boltons ihre neue Machtstellung auch ihm zu verdanken hätten, denn als Winterfell gefallen ist, seien die Starks im Norden faktisch erledigt gewesen. Theon erkennt, dass die neue Braut Ramsays nicht Arya Stark, sondern Jeyne Pool – eine Freundin Sansas – ist, doch er behält dies für sich. In Winterfell, wo Ramsays Hochzeit stattfinden soll, wird er von Wildlingen angesprochen, die sich dort heimlich eingeschlichen haben, um die vermeintliche Arya zu retten. Theon hilft ihnen und flüchtet mit Jeyne zu Stannis, wo er auf seine Schwester trifft, die in der Zwischenzeit von Stannis gefangen genommen wurde.

### Balon Graufreud
Balon Graufreud (Balon Greyjoy im Original) ist zu Beginn der Bücher das Oberhaupt des Hauses Graufreud und trägt als Lord der Eiseninseln den Titel Lord Schnitter von Peik. Mehrere Jahre vor Beginn der Bücher rebellierte er gegen den Eisernen Thron und nannte sich selbst König der Eiseninseln. Die Rebellion wurde jedoch unter großen Verlusten insbesondere durch die Flotte Stannis Baratheons niedergeschlagen. Seine Söhne Rodrik und Maron verloren ihr Leben und sein Sohn Theon wurde als Geisel und Mündel nach Winterfell mitgenommen.
Handlung A Clash of Kings
Nach der Ankunft Theons in Peik erklärt Balon seinen Plan, den Bürgerkrieg im Reich auszunutzen, in den Norden einzufallen und sich erneut zum König zu erklären. Er will dafür den Eisernen Preis bezahlen – was so viel heißt wie die gewaltsame Eroberung von Ländern für die Eisenmänner. Es gelingt den Eisenmännern, mehrere Burgen – die allerdings durch den Abzug der Stark-Heere in den Süden sehr unterbesetzt sind – im Norden anzugreifen und einzunehmen, darunter Tiefwald Motte, Torrhenschanze und sogar Winterfell.
Handlung A Storm of Swords
Balon nimmt als König nach den ersten militärischen Erfolgen den Titel Balon, der Neunte seines Namens seit dem Grauen König, König der Eiseninseln und des Nordens, König von Salz und Stein, Sohn des Seewindes zusätzlich zu Lord Schnitter von Peik an.
Er stirbt während eines heftigen Sturms beim Überqueren einer Brücke auf den Eiseninseln. Die genauen Umstände sind ungeklärt.
Weitere Buchhandlung
Balon Graufreuds Tod hinterlässt eine Lücke, die nur schwer zu schließen ist. So löst sein Ableben einen Erbfolgestreit aus, der auf dem Königsthing (einer Beratung der Großen) zugunsten seines Bruders Euron Graufreud entschieden wird. Da Euron erst kurze Zeit nach Balons Tod wieder aufgetaucht ist, stellt sich für viele Eisenmänner die Frage, ob Euron mit dem Tode Balons in Verbindung steht.

### Asha Graufreud
Asha Graufreud (im Original (Buch) Asha Greyjoy, im Original (Serie) Yara Greyjoy) ist die einzige Tochter Lord Balons und die Schwester von Theon. Nach dem Tod ihrer Brüder Rodrik und Maron und der Geiselnahme Theons durch die Starks verbleibt sie als einziges Kind Balons auf den Eiseninseln. Sie wurde zur Kriegerin erzogen und wird als kluge, durchsetzungsfähige und stolze Frau beschrieben. Als Kapitänin der Schwarzer Wind trägt sie Verantwortung für ihre eigene Mannschaft.
Handlung A Clash of Kings
Asha erscheint das erste Mal bei Theons Rückkehr auf die Eiseninseln. Da Theon sie nach den vielen Jahren nicht erkennt, gibt sie sich als Esgred aus, die Frau eines Schiffbauers, und flirtet mit ihm, um ihn besser kennenzulernen und einzuschätzen. Als Theon ihre wahre Identität erfährt, sagt sie nur, dass sie in Wahrheit tatsächlich einen Gatten habe, und wiegt dabei ihre Axt in der Hand.
Beim Einfall der Eisenmänner in den Norden segelt Asha mit dreißig Langschiffen, angeführt von ihrer Schwarzer Wind, nach Tiefwald Motte. Als Theon nach der Einnahme Winterfells Verstärkung von ihr anfordert, kommt sie nach Winterfell und beschwört Theon, mit ihr nach Tiefwald Motte zu kommen, da sie seine Position in Winterfell gefährdet sieht, er jedoch lehnt ab. Sie lässt ihm zehn Männer zur Verteidigung und verlässt Winterfell.
Handlung A Feast for Crows
Nach dem Tode ihres Vaters kehrt Asha nach Peik zurück, um den Thron der Eiseninseln für sich zu beanspruchen. Auf einem Königsthing bringt sie ihren Anspruch vor, den sie als einziges verbleibendes Kind Balons auf den Eiseninseln zu besitzen glaubt. In der Wahl setzt sich jedoch Euron Graufreud, der Bruder Balons, durch, der kurz vorher nach langer Reise wieder auf die Eiseninseln zurückgekommen ist.
Handlung A Dance with Dragons
Nach dem Königsthing wird Asha mit Erik Eisenmacher verheiratet, eine von ihrem Onkel Euron arrangierte Ehe, um Asha unter Kontrolle zu bringen. Sie kehrt jedoch nach ihrer Hochzeit nach Tiefwald Motte zurück, wo sie von Stannis Baratheons Armee angegriffen und gefangen genommen wird. Sie wird auf den Weg nach Winterfell mitgenommen. Ein extremer Schneesturm bremst das Heer jedoch erheblich aus. Viele Soldaten verlangen nach der Opferung Ashas, um R’hllor zu besänftigen. Sie trifft auf Theon, der mit Jeyne Pool aus Winterfell geflohen ist und den Weg zu Stannis’ Heer gefunden hat.

### Euron Graufreud

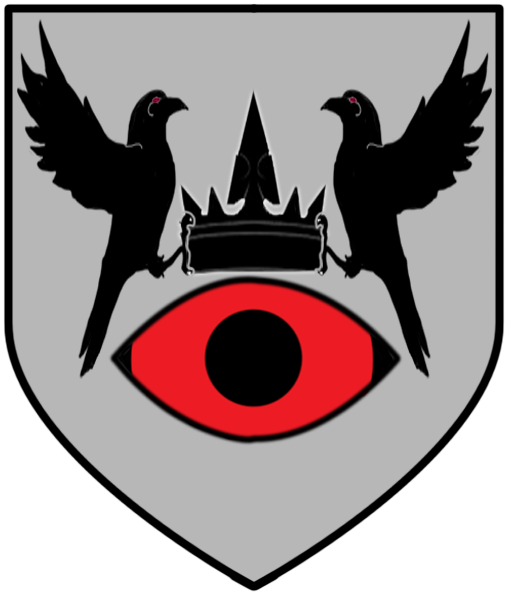
Wappen von Euron Graufreud

Euron Graufreud (Euron Greyjoy im Original), auch Krähenauge genannt, ist der älteste unter Balon Graufreuds jüngeren Brüdern. Er ist Kapitän der Stille (Silence im Original), mit der er nach eigenen Angaben bis nach Asshai und nach Valyria in Essos gesegelt sein soll. Bereits vor Beginn der Bücher war er von Balon ins Exil geschickt worden. Er wird als dunkelhaariger, gutaussehender Mann beschrieben, der eine Augenklappe über seinem linken Auge trägt. Aufgrund seiner rücksichtslosen, gerissenen und unberechenbaren Art wird er von seinen Brüdern gehasst.
Handlung
Euron Graufreud erscheint das erste Mal nach dem Tode Balons und erhebt in A Feast for Crows während des Königsthings Anspruch auf den Thron der Eiseninseln. Aufgrund des Zeitpunktes, den Euron für seine Rückkehr aus dem Exil gewählt hat, vermuten viele, dass er mit dem Tod seines älteren Bruders in Zusammenhang steht. Dennoch kann Euron das Königsthing für sich entscheiden, indem er den anwesenden Eisenmännern große Eroberungsfeldzüge mithilfe von Drachen verspricht, die er angeblich mit einem Horn, das sich in seinem Besitz befinde, zähmen könne. Dieses Horn gibt er in A Dance with Dragons bald nach seiner Erklärung zum König der Eiseninseln und des Nordens seinem jüngeren Bruder Victarion mit auf die Reise nach Meereen. Dieser soll für ihn Daenerys Targaryen und ihre Drachen finden und auf die Eiseninseln bringen.

### Victarion Graufreud
Victarion Graufreud ist der zweitjüngste Bruder von Balon Graufreud. Er trägt den Titel Lord Kapitän der Eisernen Flotte und befehligt das Schiff Eiserner Sieg. Victarion wird als ein kräftiger, pflichtbewusster und loyaler Mann beschrieben, dem es nach Theons Ansichten jedoch an Intelligenz und Ehrgeiz mangele.
Handlung
In A Clash of Kings erscheint Victarion zum ersten Mal, als Balon seine Invasionspläne auf den Norden offenbart. Victarion wird beauftragt, mit dem größten Teil der Flotte Maidengraben einzunehmen, was ihm auch gelingt. Nach Balons Tod kehrt Victarion in A Feast for Crows auf die Eiseninseln zurück, um den Thron für sich zu beanspruchen. Er verliert jedoch die Wahl gegen seinen gerade erst heimgekehrten Bruder Euron. Dieser beauftragt ihn, mit der Flotte nach Meereen zu segeln und Daenerys Targaryen und ihre Drachen auf die Eiseninseln zu bringen, damit Euron sie zur Frau nehmen kann. Victarion fasst jedoch den Plan, Daenerys selbst zu heiraten. Auf Victarions Schiff nach Meereen befindet sich außerdem der R’hllor-Priester Moqorro, der Victarion immer mehr für sich und seine Religion einnimmt.

### Aeron Graufreud
Aeron „Feuchthaar“ Graufreud (Aeron Greyjoy im Original) ist der jüngste Bruder von Balon und ein Priester des Ertrunkenen Gottes, der auf den Eiseninseln verehrt wird.
Er gehört zur Priesterschaft der „Ertrunkenen Männer“, ist hoch angesehen und ist auch als „Prophet“ bekannt. Er hält seinem Gott zu Ehren sein Haar immer feucht, weshalb er den Beinamen Feuchthaar trägt. Er wird als strenger, humorloser Mensch beschrieben. Dieses düstere Wesen sowie den Wunsch, sein Leben dem Ertrunkenen Gott zu weihen, entwickelte Aeron jedoch erst, nachdem er während der Graufreud-Rebellion beinahe selbst durch Ertrinken den Tod gefunden hätte. Er wurde als Kind von dem hedonistischen Euron, der sich selbst als Quelle für Aerons strengen Glauben sieht, missbraucht.
Handlung
Aeron nimmt in A Clash of Kings seinen heimkehrenden Neffen Theon in Empfang und segnet ihn sogleich mit Salzwasser, wie es auf den Eiseninseln Brauch ist. Beim Angriff auf den Norden befindet sich Aeron an Bord eines der acht Schiffe, die unter Theons Kommando die Steinige Küste plündern sollen. Aeron fordert, Benfred Tallhart von Torrhenschanze, den die Eisenmänner während der Plünderungen und Kämpfe gefangen nehmen, dem Ertrunkenen Gott zum Opfer zu bringen. Die Eisenmänner leisten seinem Befehl Folge. Als Theon Winterfell angreift, bleibt Aeron mit den restlichen Eisenmännern unter Dagmer Spaltkinn zurück, um die Plünderungen an der Küste fortzusetzen. Nach dem Tode Balons nutzt Aeron seinen Einfluss und seine Autorität als Priester, um ein Königsthing einzuberufen. Er will somit verhindern, dass Euron Balon auf den Thron nachfolgt und fordert die Wahl eines gottesfürchtigen Mannes. Aeron hofft auf die Wahl Victarions zum König, den er für den Geeignetsten hält, Balons Kurs fortzuführen. Nach Eurons Sieg am Königsthing verschwindet Aeron. Sein derzeitiger Aufenthaltsort ist unbekannt.

## Haus Frey

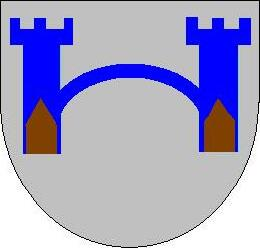
Wappen des Hauses Frey

Das Wappen des Hauses Frey zeigt Zwillingstürme. Es kommt daher, dass die Burg, über welche Haus Frey herrscht, ebenfalls Zwillingstürme genannt werden. Im Buch wird die Burg weniger als Festung denn als eine Brücke beschrieben. Die Freys gelten als belächelte, machtgetriebene Familie, welche nach einem Zitat von Catelyn Stark „es nie versäumt haben, die Steuern einzutreiben“. Ihr Motto lautet „Stets verbunden“.

### Walder Frey
Walder Frey ist zu Zeiten der Handlung das Familienoberhaupt. Ein alter Mann, der mehrmals geheiratet hat. Während der Handlung zeichnen sich seine Frauen als junge Mädchen aus. Dadurch, dass er unzählige eheliche Söhne und Töchter und noch weitere Bastarde gezeugt hat, genießt er einen sehr schlechten Ruf.
Handlung
Erstmals wird er im Buch A Game of Thrones erwähnt, dort wollen Robb Stark und seine Mutter Catelyn auf dessen Truppen zugreifen. Dafür soll Robb Stark eine von Walders Töchtern heiraten. Catelyn Stark will ihrem Sohn erst davon abraten, denn die Truppen von Walder Frey waren in der Vergangenheit nicht immer zuverlässig. Den späten Lord Frey nennt sie ihn. Nachdem Robb Stark verlauten lässt, er wolle keine seiner Töchter heiraten, schmiedet Walder Frey (einige seiner Söhne werden einbezogen) einen Komplott zusammen mit Roose Bolton und Tywin Lennister. Im Verlaufe dieses Komplotts bietet Walder Frey auf der Hochzeit von Edmure und Roselin, die als Ausgleich für Robbs Verzicht verheiratet werden sollen, den Stark-Truppen das Gastrecht (Salz und Brot), doch arrangiert er Musiker, die in Wahrheit Attentäter sind. Er lässt Robb Stark und sein ganzes Gefolge in dieser Nacht umbringen. Man nennt dies die Rote Hochzeit.

### Merrett Frey
Merrett Frey ist der neunte eheliche Sohn von Walder Frey, welchen dieser mit seiner dritten Ehefrau zeugte. Als Kind wurde er nach Rallenhall in die Westlande geschickt und wuchs bei der Familie seiner Mutter auf. Jaime Lennister, der zur gleichen Zeit als Knappe in Rallenhall diente, erinnert sich an Merrett als einfältig, aufschneiderisch und dümmlich. Merrett wurde selbst früh Knappe und hätte später zum Ritter geschlagen werden sollen. Allerdings fing er sich beim Geschlechtsverkehr die Lustseuche ein und wurde zu einem anderen Zeitpunkt entführt. Zusätzlich wurde er wenig später von einem Morgenstern am Kopf getroffen, sodass seither jede noch so kleine Erschütterung schwere Kopfschmerzen bei ihm auslöst und ein Leben als Ritter damit unmöglich wurde. Merrett wurde nach seiner Rückkehr auf die Zwillinge mit einer Darry verheiratet, bevor deren Familie nach Roberts Rebellion ob ihrer Treue zu den Targaryens massiv an Bedeutung verlor. Seine Frau verachtet ihn und gebar ihm erst nach fünf Töchtern – von denen nur drei älter als Säuglinge wurden – einen Sohn. Merretts älteste Tochter wurde Witwe, als ihr Ehemann entschied, Gregor Clegane im Zweikampf herauszufordern; seine Tochter Walda ist kurz vor der Roten Hochzeit mit dem mächtigen Lord Roose Bolton verheiratet worden, jedoch nur, weil Roose ihr Gewicht – das sehr hoch ist – in Silber als Mitgift aufgewogen bekommen hat. Aufgrund all dieser Ereignisse und Erniedrigungen fühlt sich Merrett stets vom Pech verfolgt. Er ist ein Beteiligter bei der Ausführung der Roten Hochzeit. Merrett ist zu Beginn der Handlung Mitte 30.
Handlung A Storm of Swords
Merrett reitet nach Altsteinen, um Petyr Frey – den Enkel seines verstorbenen Halbbruders Stevron – aus der Geiselhaft der Geächteten freizukaufen. Auf dem Weg ist er in Gedanken versunken und grübelt insbesondere über seine Familie und die Zeit, nachdem sein Vater verstorben sein wird. Kurz vor Altsteinen nehmen seine Kopfschmerzen zu, er erreicht den Ort aber rechtzeitig wie vereinbart. Dort trifft er auf mehrere der Geächteten, die ihn umzingeln. Merrett erklärt, dass er das geforderte Lösegeld dabei habe, aber zuerst Petyr sehen wolle. Sie gehen gemeinsam zu einem Götterhain, bei dem Petyr sich aufhalten soll; dort aber findet Merrett ihn gehängt an einem Baum auf. Merrett weist darauf hin, dass er die Bedingungen der Geächteten erfüllt habe und diese ihm Petyrs Sicherheit versprochen hätten, doch sie entgegnen, gelogen zu haben und binden Merrett die Hände hinter dem Rücken zusammen. Die Geächteten hängen ihm ein Seil um den Hals und schwingen das andere Ende über einen starken Ast. Sie bieten Merrett aber einen Ausweg, wenn er ihnen sage, was Sandor Clegane mit einem etwa zehnjährigen Kind während der Roten Hochzeit bei den Zwillingen zu suchen gehabt habe, jedoch ist Merrett nichts dergleichen bekannt. Dies stellt die Geächteten nicht zufrieden und es wird der Befehl gegeben, Merrett nun zu hängen. In seiner Verzweiflung erklärt er die Rote Hochzeit als Rache an den Starks und ihren Verbündeten für die Opfer in den eigenen Reihen und spielt seine Rolle während des Massakers auf ein reines Zuschauen herunter: Man könne ihm persönlich keine aktive Rolle nachweisen. Doch die Geächteten widersprechen und lassen eine Frau in einem langen Mantel hervortreten; Merrett ist völlig schockiert, als er Catelyn Stark erkennt, die er doch mit eigenen Augen hat sterben sehen. Ihr Gesicht ist aufgedunsen und ihr Blick voller Hass. Da sie nicht sprechen kann, bestätigt sie mit einem Nicken, dass Merrett doch Schuld an der Roten Hochzeit trage; die Geächteten hängen ihn auf, noch bevor er sich rechtfertigen kann.

## Haus Clegane

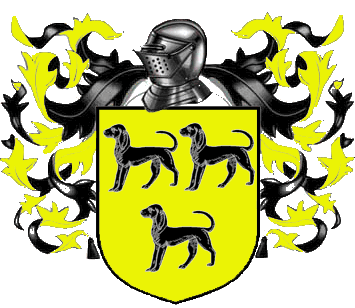
Wappen des Hauses Clegane

Ihr Wappen zeigt drei schwarze Hunde auf gelbem Feld.

### Sandor Clegane
Sandor Clegane, auch „der Bluthund“ genannt (im Original „The Hound“), ist der jüngere Bruder Ser Gregor Cleganes und mit diesem seit seiner Kindheit verfeindet. Sandors Gesicht ist durch starke Brandwunden entstellt; er ist physisch recht beeindruckend und ein guter Kämpfer, dessen Taten bisweilen im Widerspruch zu seinem schlechten Ruf stehen. Außerdem lehnt er es ab, zum Ritter geschlagen zu werden.
Handlung
Sandor ist Joffreys Leibwächter. In A Game of Thrones tötet er Aryas Freund Mycah, von dem sich der Prinz beleidigt fühlte. Er rettete beim Turnier der Hand Ser Loras Tyrell vor Gregor Clegane und wird zum Sieger des Turniers erklärt. Er scheint sich von Sansa Stark angezogen zu fühlen, wenngleich er sie wegen ihrer Naivität verspottet. Dennoch bemühte er sich mehrmals, sie wenigstens teilweise vor Joffrey zu schützen. Joffrey ernennt als König Sandor zu einem Ritter der Königsgarde, wenngleich dieser alle Ritter verachtet und sich daher weigert, den Titel Ser anzunehmen. In A Clash of Kings kämpft er in der Schlacht gegen Stannis, flüchtet dann aber aus der Hauptstadt, wobei er Sansa anbietet, sie mitzunehmen. In A Storm of Swords taucht er bei der von Beric Dondarrion geführten „Bruderschaft ohne Banner“ auf, die das Ziel hat, hilflose Menschen vor dem Krieg zu schützen. Wegen der Kriegsverbrechen der Lennisters wird er angeklagt; im Duell tötet er Lord Dondarrion, der aber vom Priester Thoros von Myr wiederbelebt wird. Sandor darf gehen; er kehrt aber noch mal zurück und entführt Arya Stark, die sich ebenfalls kurze Zeit bei der Bruderschaft befand. Er plant, sie an ihren Bruder Robb gegen Geld zu verkaufen, doch werden sie Zeugen des Verrats der Boltons und Freys und des Untergangs der Stark-Armee. Auf der Weiterreise wird er verwundet und Arya lässt ihn zurück. Sein weiteres Schicksal ist unbekannt, wenngleich in A Feast for Crows der Tod des Bluthundes von einem Klosterbruder bestätigt wird, der ihn verwundet aufgefunden hat.

### Gregor Clegane
Ser Gregor Clegane, auch „Der reitende Berg“ (im Original: „The Mountain That Rides“) oder nur „Der Berg“ genannt, ist der ältere Bruder Sandor Cleganes und mit diesem seit seiner Jugend verfeindet. Er ist einer der größten Menschen in Westeros, von beeindruckender Kraft und ein guter Kämpfer.
Handlung
Gregor erschien erstmals während des Turniers der Hand in A Game of Thrones. Dort verlor er im Halbfinale den Lanzengang, da sein Pferd scheut, welches dafür von ihm mit einem Streich fast geköpft wird. Daraufhin ging er auf seinen Gegner Ser Loras Tyrell los, weil dieser eine rossige Stute ritt, und wurde nur von seinem Bruder Sandor daran gehindert, diesen zu töten. Bauern in Königsmund berichteten später, wie er durch die Flusslande zog und brandschatzte. Eine von Eddard Stark entsandte Strafexpedition wurde von Ser Gregor und seinen Leuten erfolgreich angegriffen. Danach nahm er an der Schlacht Tywin Lennisters gegen Roose Bolton teil, bevor er wieder die Flusslande unsicher machte. In A Clash of Kings zeigte sich Ser Gregor als brutaler, grausamer Truppenführer, der mehrere Ortschaften und Burgen plünderte und brandschatzte, vergewaltigte und Gefangene brutal ermordete. Er wurde in A Storm of Swords mit der Rückeroberung Harrenhalls beauftragt und war damit erfolgreich. Im Zweikampf gegen Oberyn Martell wurde er von diesem zu Boden gebracht, doch gab sich Gregor nicht geschlagen und schaffte es noch, Oberyn zu packen und zu töten. Gregor rang in A Feast for Crows lange um sein Leben, da er im vorigen Kampf mit einem langsam wirkenden Gift vergiftet wurde, sein Schicksal blieb lange ungewiss. An Haus Martell wurde, wie vom Prinzen von Dorne gefordert, ein großer Kopf abgeliefert, der Gregors gewesen sein sollte. In A Dance with Dragons wurde mit Ser Robert Strong der Königswache ein neues Mitglied zugeteilt. Körpergröße und Erscheinungsbild könnten zu Ser Gregors Körper passen; es ist aber unklar, ob er es auch selbst ist, oder doch nur eine willenlose Marionette aus seinen Überresten.

## Haus Reet
Das Haus Reet (Reed im Original) gehört zu den ältesten Vasallen der Starks von Winterfell und regiert von seinem Sitz Grauwasserwacht (Greywater Watch im Original) die sumpfigen, südlichen Grenzmarken des Nordens, die sogenannte „Eng“. Die Bewohner der Eng werden als Pfahlbaumänner (im Original Crannogmen) bezeichnet. Ihr Oberhaupt, Lord Howland Reet, ist ein alter Freund und Kampfgefährte Eddard Starks, beide kämpften Seite an Seite während Roberts Rebellion. Das Wappen der Reets zeigt eine schwarze Löwenechse auf graugrünem Feld.

### Howland Reet
Howland Reet ist das Oberhaupt des Hauses Reet und kämpfte in Roberts Rebellion mit. Er ist der Vater von Jojen und Meera Reet.

### Jojen Reet
Jojen Reet ist der Sohn und Erbe von Howland Reet. Bei seinem ersten Auftritt ist er ungefähr 13 Jahre alt. Jojen ist wie viele der Bewohner der Eng von kleiner Gestalt. Besonders auffällig sind seine ungewöhnlich moosgrünen Augen. Jojen ist ein Grünseher, was bedeutet, dass er in Träumen Einblicke in die Zukunft erhält. Er erscheint durch sein so angesammeltes Wissen trotz seines jungen Alters als weise.
Handlung
In A Clash of Kings trifft Jojen mit seiner Schwester Meera als Abgesandte Lord Howland Reets in Winterfell ein. Jojen erkennt bald die Wargfähigkeiten Brans und ermutigt ihn immer wieder, seine Fähigkeit auszubauen. Als die Eisenmänner unter Theon Graufreud Winterfell einnehmen, bringen sich Bran, Rickon, Hodor, Osha und die Reet-Geschwister in der Krypta unter Winterfell in Sicherheit. Nach der Zerstörung Winterfells durch die Truppen der Boltons verlässt die Gruppe Winterfell und wendet sich nach Norden, wo Bran, so die Vorhersage Jojens, die Dreiäugige Krähe finden soll, die Bran bereits in Träumen besucht hat. Nach der Trennung von Osha und Rickon unterquert die Gruppe die Mauer und findet schließlich mit Hilfe des mysteriösen Kalthand eine Höhle, wo sie in A Dance with Dragons auf die Kinder des Waldes und die Dreiäugige Krähe treffen. Jojen hatte der Marsch so sehr geschwächt, dass seine Schwester Meera ihn den letzten Teil des Weges tragen musste. Jojen, sein Schicksal in Grauwasserwacht wähnend, wünscht sich, nach Hause zurückzukehren und wird zunehmend depressiv.

### Meera Reet
Meera ist die ältere Schwester Jojen Reets und das älteste Kind Lord Howland Reets von Grauwasserwacht. Sie ist wie ihr Bruder und die meisten der Pfahlbaumänner aus der Eng von kleiner und schmaler Statur und hat braunes Haar. Meera ist zudem äußerst geschickt im Kampf mit Dreizack und Netz. Sie ist außerdem eine fähige Jägerin. Meera besitzt eine fröhliche Natur, im Gegensatz zu ihrem ernsten Bruder Jojen, den sie jedoch immer beschützt.
Handlung
Meera reist in A Clash of Kings gemeinsam mit ihrem Bruder Jojen nach Winterfell, um Robb Stark als Abgesandte ihres Vaters Howland Reet ihre Aufwartung zu machen. Nach der Einnahme Winterfells durch Theon Graufreud verstecken sich die Reets zusammen mit Bran und Rickon Stark, Hodor und Osha in der Krypta unter Winterfell. Sie verlassen Winterfell nach dessen Zerstörung und wenden sich nach Norden. Osha und Rickon verlassen noch vor der Ankunft an der Mauer die Gruppe, die in A Storm of Swords den Eiswall unterquert und zum Sitz der Dreiäugigen Krähe weiterreist, die Bran in seinen Träumen gesehen hat. Der Weg schwächt ihren Bruder am Ende so sehr, dass Meera ihn eine Zeit lang auf dem Rücken tragen muss. In A Dance with Dragons trifft die Gruppe mithilfe des mysteriösen Kalthand, dem Meera misstraut, schließlich an ihrem Ziel ein. Meera sorgt sich um ihren Bruder, der in der Höhle der Dreiäugigen Krähe zunehmend von schlimmen Vorahnungen und Depressionen geplagt wird.

## Haus Payn

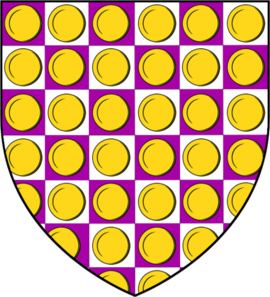
Wappen von Haus Payn

Ihr Wappen ist ein lila- und weißkariertes Schild mit Goldmünzen auf jedem Karo.

### Ilyn Payn
Ser Ilyn Payn (Ilyn Payne im Original) ist der Königliche Henker unter den Königen Robert, Joffrey und Tommen Baratheon. Er wird als beinahe kahler, dünner Mann beschrieben, der eine düstere und beunruhigende Aura hat. Aerys II. Targaryen, der „Irre König“, hat ihm viele Jahre vor Beginn der Handlung die Zunge entfernen lassen. Ser Ilyn ist ein loyaler Anhänger der Lennisters.
Handlung
In A Game of Thrones wird Ser Ilyn als der königliche Henker vorgestellt. Er begleitet König Robert Baratheon und seinen Hofstaat auf dem Rückweg nach Königsmund. Nach Eddard Starks Inhaftierung nimmt er dessen Schwert Eis an sich. Auf Befehl Joffrey Baratheons richtet er mit der wertvollen Klinge später Stark hin. In A Clash of Kings tritt Ilyn wieder während der Schlacht am Schwarzwasser in Erscheinung. Cersei Lennister behält ihn im Roten Bergfried in der Nähe, damit er im Falle der Einnahme der Stadt durch Stannis Baratheon sie und Sansa Stark töten kann. Sie will um jeden Preis verhindern, dass sowohl sie als auch Sansa in Stannis’ Hände fallen. Jaime Lennister, der in der Zwischenzeit seine Schwerthand verloren hat und später nach Königsmund zurückgekehrt ist, bittet Ser Ilyn in A Feast for Crows, ihn nach Schnellwasser zu begleiten. Jaime, sich schämend für seine schlechten Schwertkampffähigkeiten mit der linken Hand, wählt Ilyn aufgrund dessen Verschwiegenheit als seinen Trainingspartner aus. Sie beginnen auf dem Weg nach Schnellwasser mit dem Schwertkampftraining.

### Podrick Payn
Podrick Payn (Podrick Payne im Original) stammt aus einem Nebenzweig der Familie Payn und ist ein entfernter Verwandter von Ser Ilyn Payn. Er dient für längere Zeit Tyrion Lennister als treuer Knappe. Er ist ein höflicher und hilfsbereiter Junge.
Handlung
Als Tyrion Lennister in A Game of Thrones zu den Truppen seines Vaters stößt, wird ihm Podrick als Knappe zugeteilt. In der Schlacht am Schwarzwasser in A Clash of Kings rettet Podrick Tyrion das Leben, indem er den angreifenden Ser Mandon Moore von der Königsgarde tötet. Er dient Tyrion weiterhin bis zu dessen Inhaftierung in A Storm of Swords. In A Feast for Crows begleitet er Brienne von Tarth auf ihrer Suche nach Sansa Stark. Als sie auf die Bruderschaft ohne Banner unter der wiederbelebten Catelyn Stark alias Lady Steinherz treffen, will diese Podrick und Brienne hängen lassen.

## In der Hauptstadt Königsmund

### Petyr Baelish
Petyr „Kleinfinger“ Baelish (im Original oft Littlefinger genannt) ist ein Jugendfreund Catelyns, der auch in sie verliebt war. Er ist von recht kleiner Statur, aber gutaussehend; er hat schwarze Haare und trägt einen Bart. Er stammt aus einer kleinadligen Familie, ist sehr intelligent, politisch sehr gerissen, hat Charme und nutzt jeden Vorteil rücksichtslos für sich aus. Baelish stieg an Roberts Hof bis in den Kronrat auf, wo er für die Finanzen zuständig ist. Er verfügt über die Begabung, immer neue Geldquellen zu erschließen.
Handlung A Game of Thrones
Petyr betreibt neben seinem offiziellen Amt als Schatzmeister des Königs noch andere Geschäfte (er besitzt mehrere Bordelle) und unterhält ein Spionagenetz. Als Catelyn nach Königsmund kommt, ist er erfreut und verrät ihr, dass der Dolch von Brans Attentäter angeblich Tyrion Lennister gehören soll. Sein Verhältnis zu Eddard Stark ist angespannt. Er sichert ihm jedoch nach Roberts Tod seine Unterstützung zu, verrät ihn dann aber an Cersei, die ihm dafür eine reiche Belohnung versprochen hat.
Handlung A Clash of Kings
Petyr dient im Rat Joffreys und kann trotz der angespannten finanziellen Lage sehr gut mit Finanzen umgehen. Er wird nach Renlys Tod von Tyrion zu den Tyrells entsandt, um ein Bündnis mit dem Haus Lennister zu schmieden, was ihm auch gelingt. Zu Sansa Stark, die ihrer Mutter Catelyn sehr ähnlich sieht, scheint er sich hingezogen zu fühlen. Petyr gewinnt weiter an Einfluss und wird zum Lord von Harrenhal ernannt. Allerdings muss er im Gegenzug seine Position als Schatzmeister an Tyrion abgeben.
Handlung A Storm of Swords
Petyr verhindert, dass Sansa Stark einen Tyrell heiratet und schmuggelt sie später aus der Hauptstadt. Er begibt sich in das Tal von Arryn zu seiner Geliebten Lysa Arryn, die er nun heiratet. Er gibt Sansa als seine uneheliche Tochter aus. Als er Sansa küsst und Lysa dies beobachtet, wird diese wütend. Nun wird offenbart, dass Petyr im Hintergrund viele der Akteure manipuliert hat und mitverantwortlich für den Ausbruch des Krieges war. So hat unter anderem Lysa auf sein Drängen Jon Arryn ermordet und die Schuld den Lennisters zugeschoben. Petyr beschwichtigt Lysa, tötet sie dann aber und gewinnt die formale Kontrolle über das Tal.
Handlung A Feast for Crows
Petyr gelingt es, eine gegen ihn gerichtete Koalition von Lords des Tals zu manipulieren und zu spalten, so dass er weiterhin formal als Vormund Robert Arryns fungieren kann. Sansa verrät er auch seinen geheimen Plan, sie mit Harrold Hardyng zu verheiraten, der nach dem absehbaren Tod des kränklichen Robert das Tal regieren wird.

### Varys
Lord Varys ist ein Eunuch, der ursprünglich aus der Freien Stadt Myr stammt. In Westeros stieg er schon unter Aerys II. zum „Meister der Flüsterer“ auf und sammelte in dieser Position Informationen seiner zahlreichen Spione. Er behielt seine Position auch unter Robert Baratheon. Er ist mit den Intrigen am Hof vertraut und hat anscheinend eigene Pläne hinsichtlich der Zukunft des Reiches.
Handlung A Game of Thrones
Varys erscheint als verschlagenes, aber raffiniertes Mitglied des Hofes, der immer nur andeutet, was er in Wirklichkeit weiß. Er hält sich alle Optionen offen und unterstützt die Seite, die die Oberhand behält, wenngleich er meint, er diene vor allem dem Reich, nicht einem einzelnen Herrscher. So verhindert er nicht, dass Eddard Stark in die Falle Cerseis tappt, setzt sich aber dafür ein, dass er sein Leben behält, wenngleich Lord Stark wenig später durch Joffrey dennoch hingerichtet wird. Varys manipuliert Joffrey später, als er die Entlassung Ser Barristans einleitet, wissend, dass dieser sich nun Daenerys zuwendet.
Handlung A Clash of Kings
Während Varys offiziell weiterhin im Dienste Joffreys und der Regentin Cersei steht, verbündet er sich im Stillen mit Tyrion und versorgt ihn mit Informationen. Zugleich sorgt er dafür, dass Roberts unehelicher Sohn Gendry Königsmund heil verlassen kann.
Handlung A Storm of Swords
Varys hält sich weiter im Hintergrund und gibt nie alle seine Informationen preis. Er verhilft Tyrion zur Flucht aus dem Kerker und aus der Hauptstadt und taucht selbst unter. Nachdem Cersei Lennister erfährt, dass Varys Tyrion zu seiner Flucht verhalf, ernennt sie Qyburn, einen seiner Kette enthobenen Maester, zum Lord und neuen „Meister der Flüsterer“, wenngleich dieser über kein so gutes Netzwerk verfügt wie Varys.
Handlung A Dance with Dragons
Tyrion Lennister erfährt von Magister Illyrio, dass Varys schon seit langer Zeit die Rückkehr der Targaryens plant. Varys wusste demnach auch von Greif, der in Wirklichkeit Lord Jon Connington ist, und dessen „Sohn“, der angeblich Aegon, der Sohn Rhaegars, sein soll. Illyrio verrät Tyrion auch, dass Varys in Myr ein König der Diebe gewesen war und in Pentos neu anfangen musste, wobei beide zu Partnern wurden. Varys war ein Meister darin, Spione auszubilden (vor allem Kinder) und Informationen zu beschaffen. Am Ende des Buches verschafft sich Varys Zugang zur Hofburg in Königsmund und tötet sowohl Pycelle als auch Kevan Lennister, da er annimmt, dass somit die Spannungen zwischen den Tyrells und den Lennisters wieder steigen werden, was den Targaryens nützt.

### Pycelle
Pycelle, der inzwischen ein sehr hohes Alter erreicht hat, dient als Großmaester bei Hofe dem Reich. Er kam unter König Aegon V., dem Großvater von Aerys II., nach Königsmund und ist seither Mitglied des Kleinen Rates. Auf seinen Rat hin soll König Aerys II. zum Ende von Roberts Rebellion die Tore der Hauptstadt geöffnet und die Lennister-Truppen einmarschieren gelassen haben, da Pycelle dem König eingeredet haben soll, diese kämpften für ihn, was sich letztlich als fatale Fehlentscheidung herausstellen sollte. Nach der Thronbesteigung Roberts wird Pycelle von diesem begnadigt und dient weiterhin im Kleinen Rat, scheint zugleich aber eigene Ziele zu verfolgen.
Handlung
In A Game of Thrones erscheint Pycelle als vertrauenswürdiger Mann, der aber in Wirklichkeit ganz den Lennisters dient, vor allem Cersei. Dies setzt er in A Clash of Kings fort, wo er Cersei mit Informationen beliefert. Als Tyrion dies erfährt, lässt er Pycelle in den Kerker werfen, da dieser sich zu oft als illoyal gegenüber der Krone erwiesen hat. Von Tywin wird er in A Storm of Swords wieder in seine alte Position eingesetzt, ist aber ein gebrochener Mann. Er sagt gegen Tyrion aus, doch verschlechtert sich seine Beziehung zu Cersei in A Feast for Crows. Nach Cerseis Festnahme durch den Glauben regiert Pycelle faktisch den Kronrat und ruft Kevan Lennister zurück. Am Ende von A Dance with Dragons wird er von Varys getötet.

## In der Nachtwache

Wappen der Nachtwache

### Jeor Mormont
Der bereits über 60 Jahre alte Jeor Mormont war früher Lord der Bäreninsel im äußersten Norden von Westeros, bevor er sich der Nachtwache anschloss und dort zum Lord Kommandant aufstieg. Er ist ein pflichtbewusster Mann, der sich aber im Klaren darüber ist, dass die Nachtwache langsam aber sicher ausblutet und ihre Aufgabe bald vielleicht nicht mehr erfüllen kann. Sein Sohn Jorah ist ein flüchtiger Verurteilter.
Handlung A Game of Thrones
Vergeblich erhofft sich Mormont Unterstützung aus der Hauptstadt. Er lässt Jon Schnee zu seinem persönlichen Kämmerer ernennen und ermahnt ihn, an seine Pflicht zu denken. Jon rettet ihm vor einem Untoten das Leben, wofür Jeor ihm sein valyrisches Langschwert schenkt; er lässt Jon beobachten, nachdem dieser von Eddards Schicksal erfuhr.
Handlung A Clash of Kings
Mormont ordnet eine Expedition in das Land jenseits der Mauer an, um die Vorgänge dort zu klären und führt die 300 Mann selbst an. Die Männer der Nachtwache finden verlassene Dörfer vor und bemerken, dass die Wildlinge unter Manke Rayder offenbar auf dem Marsch zur Mauer sind. An einer alten Befestigung, der Faust der Ersten Menschen, lässt er seine Männer Stellung beziehen, um Manke Rayder zu erwarten.
Handlung A Storm of Swords
Die Männer der Nachtwache werden überraschend von den Anderen attackiert; nur mit Mühe gelingt es Mormont, einige Überlebende zu Crasters Bergfried zu schaffen, der ein befestigtes Haus besitzt. Dort kommt es zu einer Meuterei, bei der sowohl Mormont als auch Craster getötet werden.

### Jon Schnee
Jon Schnee (Jon Snow im Original) ist der Bastardsohn Eddard Starks, der gezeugt wurde, als Eddard vor Jahren im Krieg gegen das damals noch herrschende Königshaus Targaryen war. Eddard hat nie einen Hehl daraus gemacht, dass Jon von seinem Blut ist (nach verschiedenen Andeutungen aber nicht zwingend sein Sohn). Er hatte Jon als Säugling nach dem Krieg nach Hause gebracht und nie ein verbindliches Wort über seine Mutter verloren; auch Jon ist nicht bekannt, wer seine Mutter ist. Eddards Ehefrau Catelyn hat akzeptieren müssen, dass ihr Ehemann einen Bastard auf der Burg großzieht, aber nie ein gutes Verhältnis zu Jon aufgebaut, was sie Jon auch offen spüren lässt. Zu seinen Halbgeschwistern – insbesondere zu Arya – pflegt er hingegen ein sehr gutes Verhältnis. Aufgrund seiner außerehelichen Zeugung ist Jon kein Mitglied des Hauses Stark. Er ist zu Beginn der Buchhandlung 13 Jahre alt, in der Fernsehserie ein paar Jahre älter. Sein Wolf heißt Geist (im Original Ghost).
Handlung A Game of Thrones
Als Eddard nach Königsmund geht, beschließt Jon, als Wächter auf die Mauer zu gehen, die hoch oben im Norden liegt und das Königreich vor den Gefahren jenseits davon schützt. Als Mitglied der Wache darf Jon jedoch niemals heiraten und muss seinen Dienst bis zum Tode verrichten. Er reitet gemeinsam mit seinem Onkel Benjen, ein Bruder Eddards und als Erster Grenzer ebenfalls Mitglied der Nachtwache, zur Mauer. Zu Beginn noch ein Rekrut, macht ihm der Ausbilder Ser Allisar Thorn das Leben schwer, doch Jon freundet sich mit einigen Rekruten an, vor allem mit Samwell Tarly. Jon ist ein guter Schwertkämpfer, wird aber nach dem Ablegen seines Eides nicht zu den Grenzern abkommandiert, sondern dient als Kämmerer direkt Lord Kommandant Mormont, dem er vor einem Untoten das Leben rettet. Als Jon die Nachricht von der Hinrichtung seines Vaters erfährt, will er desertieren und sich seinem Halbbruder Robb für den Krieg gegen die Lennisters und das Reich anschließen, wird aber von seinen Freunden abgehalten. Er begleitet schließlich den Lord Kommandanten auf dessen Expedition in das Land jenseits der Mauer.
Handlung A Clash of Kings
Jon geht zusammen mit dem berühmten Grenzer Qhorin Halbhand auf Erkundung. Sie treffen auf Wildlinge (Menschen, die jenseits der Mauer leben). Jon verschont das Leben der Frau Ygritte, doch wird die Gruppe bald darauf entdeckt. Qhorin befiehlt Jon, sich zum Schein den Wildlingen anzuschließen und lässt sich dafür sogar von Jon töten.
Handlung A Storm of Swords
Jon wird von den Wildlingen misstrauisch aufgenommen und beginnt ein Liebesverhältnis mit Ygritte. Die Expedition der Nachtwache nach Norden endet währenddessen in einer Katastrophe, als die untoten Anderen (Others im Original, Weiße Wanderer in der Serie) sie angreifen. Jon flieht aus dem Lager der Wildlinge, die in großer Zahl zur Mauer strömen. Er warnt die Nachtwache und organisiert den Widerstand; bei den Kämpfen kommt auch Ygritte um. Als Ser Thorn eintrifft, wird Jon als Deserteur verhaftet, später aber wieder freigelassen, nachdem Stannis Baratheon mit seinen Truppen eingetroffen ist und die Wildlinge geschlagen hat.
Jon wird dank Samwell Tarlys geschickter Unterstützung unfreiwillig neuer Lord Kommandant, sieht sich aber mit vielen äußeren und inneren Feinden konfrontiert.
Handlung A Dance with Dragons
Als neu gewählter Lord Kommandant ist Jon unsicher, wie er sich Stannis gegenüber verhalten soll, da die Nachtwache geschworen hat, sich nicht an Konflikten im Reich zu beteiligen. Dennoch gibt er Stannis Ratschläge, nimmt aber nicht dessen Angebot an, als Jon Stark Lord von Winterfell zu werden. Mit den Wildlingen trifft Jon eine Vereinbarung und gestattet ihnen, diesseits der Mauer zu siedeln, wogegen viele in der Wache Bedenken haben. Jon glaubt jedoch, nur so eine Chance gegen die Gefahr aus dem Norden zu haben. Als er beschließt, doch gegen Winterfell und die Boltons zu ziehen, die Robb verraten hatten, meutern Teile der Nachtwache und unternehmen ein Attentat auf Jon, wobei unklar bleibt, ob er überlebt.

### Benjen
Benjen ist der jüngere Bruder Eddards und nach dem Tode Brandons und Lyannas während der Rebellion gegen die Targaryens der einzig andere Überlebende seiner Geschwister. Er ist ein angesehenes Mitglied der Nachtwache und zu Beginn der Handlung ihr Erster Grenzer. Aufgrund seines Übertritts zur Nachtwache verlor er jedweden Anspruch auf ein etwaiges Erbe des Hauses Stark. Der eher zurückhaltende Benjen hegt starke Gefühle für seine Familie. Die Gründe für sein Eintreten in die Nachtwache sind bisher nicht bekannt.
Handlung A Game of Thrones
Benjen besucht seinen Bruder Eddard auf Winterfell, während die Königsfamilie auf der Burg zu Gast ist. Benjen versucht, seinen Neffen Jon von dem Eintritt in die Nachtwache abzuhalten. Als dieser hartnäckig bleibt, machen sie sich gemeinsam auf den Weg zur Mauer. Benjen wird schon bald auf eine Erkundungstour jenseits der Mauer geschickt, von der er nicht zurückkehrt.
Weitere Buchhandlung
In den Büchern ist das weitere Schicksal Benjens bislang unklar. Es wird teilweise vermutet, dass er hinter der Figur Kalthand steckt. Dieser ist ein Untoter, der die Kleidung der Nachtwache trägt und sein Gesicht unter einer Kapuze verbirgt. Im Gegensatz zu anderen Untoten besitzt Kalthand Verstand und Bewusstsein und scheint nicht durch die „Anderen“ kontrolliert zu werden. Es ist ihm jedoch nicht möglich, einen Tunnel durch die Mauer aus eigener Kraft zu betreten. Gegen Benjen spräche jedoch die Aussage des Grünsehers, dass Kalthand schon seit vielen Jahren tot sei und die Aussage des Autors, dass Benjen nicht „Kalthand“ ist.

### Samwell Tarly

Wappen des Hauses Tarly

Samwell „Sam“ Tarly ist der älteste Sohn von Randyll Tarly, dem Oberhaupt eines alten und angesehenen Adelshauses aus der Weite im Süden des Königreichs und Lord von Hornberg. Er ist ein dicker junger Mann, der sich nicht selten ängstlich verhält, aber freundlich und intelligent ist, sowie einen guten Charakter besitzt. Sein Vater Randyll Tarly, der als ausgezeichneter Soldat gilt, war von seinem Sohn jedoch derart enttäuscht, dass er ihn zwang, der Nachtwache beizutreten, damit Samwells jüngerer Bruder Dickon später Lord werden könne.
Handlung A Game of Thrones
Samwell ist das Leben bei der Nachtwache überhaupt nicht gewohnt und kann sich nur schwer einfinden. Besonders sein Ausbilder Ser Allisar Thorn macht ihm das Leben schwer – allerdings nicht nur ihm. Er freundet sich aber schnell mit Jon Schnee an, der ihn unterstützt. Sam legt wie Jon seinen Eid im Namen der alten Götter ab und hält seinen Freund davon ab, zu desertieren.
Handlung A Clash of Kings
Sam ist während der Expedition nach Norden für die Raben zuständig, die als Kuriervögel fungieren. Bei Crasters Bergfried freundet er sich mit der schwangeren Goldy an.
Handlung A Storm of Swords
Sam ist einer der Überlebenden der Schlacht an der Faust. Seine Gruppe wird von den Anderen überfallen; Sam, der einen Dolch aus Drachenglas trägt, tötet damit einen der Angreifer. Nach der Meuterei bei Craster flieht Sam zusammen mit Goldy. Sie werden wieder von Anderen angegriffen und von einem mysteriösen Mann namens Kalthand gerettet. Sam und Goldy erreichen die Mauer, die sie durch einen geheimen Eingang passieren, und begegnen Bran Stark; Sam schwört ihm, Jon nichts von Bran und den anderen zu verraten. Sam erreicht schließlich das Hauptquartier der Nachtwache, die Schwarze Festung (im Original Castle Black), wo es nach Mormonts Tod zu einer Neuwahl des Lord Kommandanten kommt. Sam schlägt Jon Schnee vor und kann ihm durch geschickte Verhandlungen die Mehrheit der Stimmen sichern.
Handlung A Feast for Crows
Jon schickt Sam nach Altsass (im Original Oldtown), um als neuer Maester in der schwarzen Festung zu fungieren. Sam ist unwillig, denn er fürchtet den Zorn seines Vaters, da nie ein Tarly dem Orden der Maester beigetreten ist, doch Jon setzt sich durch. Goldy begleitet Sam auf der Schiffsreise, auf der Maester Aemon stirbt und ihr Begleiter Dareon desertiert. Sam und Goldy schlafen auf dem Schiff nach Altsass miteinander. Nach der Ankunft schickt Sam sie nach Hornberg (im Original Horn Hill), seiner Heimatburg, wo sie ihr Kind als das Seine ausgeben soll, damit es eine gesicherte Zukunft hat. In der Zitadelle des Ordens wird Sam von Marwyn empfangen. Als dieser die letzten Worte Aemons hört, wonach Daenerys die Erfüllung einer alten Prophezeiung sein müsse, bricht er nach Osten auf, um als Daenerys’ Maester zu fungieren.

### Aemon
Der etwa hundert Jahre alte Maester Aemon Targaryen ist ein Urgroßonkel von Daenerys und Viserys und der dritte Sohn von König Maekar I. Im Kindesalter wurde er von seinem Großvater König Daeron II. zur Citadel geschickt, um dort das Handwerk eines Maesters zu lernen. Daeron II. war der Auffassung, dass zu viele Targaryens später um den Thron streiten könnten. Aemons Vater war dagegen, konnte sich jedoch nicht durchsetzen. Im Anschluss an seine Ausbildung als Maester diente er zuerst einem kleinen Lord. Nach der Thronbesteigung seines Vaters wurde Aemon ein Sitz im Kleinen Rat angeboten, den er aber ablehnte. Nachdem Maekar I. gestorben war, entschied ein Großer Rat, die Nachkommen von Aemons älteren Brüdern – die vor ihrem Vater bereits verschieden waren – für die Thronfolge nicht zu berücksichtigen und anstelle dessen Aemon die Krone anzubieten. Auch dies lehnte er ab, sodass sein jüngerer Bruder als Aegon V. den Eisernen Thron bestieg. In der Folge trat Aemon der Nachtwache bei, wodurch er jeden weiteren Anspruch auf den Thron verlor. Er lebt von den meisten unerkannt – da seine Herkunft über die Jahrzehnte vergessen wurde – seither als Maester in der Schwarzen Festung. Er zählt zu den engsten Beratern von Lord Kommandant Jeor Mormont, der wie viele andere in der Nachtwache eine hohe Meinung von ihm hat.
Handlung
In A Game of Thrones gibt sich Aemon Jon Schnee gegenüber als ein Targaryen zu erkennen. Als Jon die Nachricht vom Tod seines Vaters erhält, spricht Aemon mit Jon und versucht ihm klarzumachen, dass er einst in einer ähnlichen Situation gewesen war und seine Gefühle daher gut verstehen kann. Er selbst hat sich damals dafür entschieden, seinem Eid treu zu bleiben. Auch ansonsten ist Aemon ein intelligenter Ratgeber, dem aber sein Alter zu schaffen macht. In A Clash of Kings ist Aemon zu alt, um die Expedition nach Norden zu begleiten, und bleibt daher an der Mauer zurück. In A Storm of Swords versorgt er den verletzten Jon Schnee und glaubt seinen Warnungen bezüglich des bevorstehenden Angriffs der Wildlinge. Er steht auch weiter zu Jon, den Aemon schätzt, und bezweifelt, dass Stannis tatsächlich Azor Ahai sei. In A Feast for Crows reist Aemon zusammen mit Samwell Tarly nach Altsass, doch erkrankt er während der Reise. In Braavos hört er Neuigkeiten über Daenerys, die, so ist er überzeugt, der versprochene Prinz einer alten Prophezeiung sei (da das Wort Prinz in valyrischer Sprache ein Neutrum ist). Bevor sie Altsass erreichen, stirbt er im Alter von 102 Jahren.

### Allisar Thorn
Der etwa 50 Jahre alte Ser Allisar Thorn (im Original Alliser Thorne) ist der Waffenmeister der Nachtwache in der schwarzen Festung. Während des Bürgerkriegs kämpfte er für die Targaryens und musste anschließend das Schwarz anlegen, um nicht hingerichtet zu werden.
Handlung
In A Game of Thrones erscheint Thorn als verbitterter Mann, der die neuen Rekruten sehr hart ausbildet und eine spezielle Abneigung gegen Jon Schnee hat, den er ständig provoziert. In A Clash of Kings reist er nach Königsmund, wo er vor den Eisernen Thron treten und um Unterstützung für die Nachtwache bitten soll, doch hat er wenig Erfolg. In A Storm of Swords unterliegt er bei der Wahl zum neuen Lord Kommandanten Jon Schnee, was Thorn zusätzlich reizt. In A Dance with Dragons wird er gezwungen, eine Patrouille jenseits der Mauer zu führen.

### Edd Tollett
Eddison Tollett, auch oft „Schwermütiger Edd“ genannt, ist ein Bruder der Nachtwache. Er gehört dem Orden der Kämmerer an. Er wird als dünner, grauhaariger Mann beschrieben, der eine melancholische Ausstrahlung hat. In Gesprächen und seinen Kommentaren lässt sich sein sarkastisches und zynisches Wesen erkennen.
Handlung
Edd nimmt in A Clash of Kings an der Expedition der Nachtwache unter Lord Kommandant Mormont teil. Er gehört zu den Überlebenden des Massakers auf der Faust der Ersten Menschen und entkommt in A Storm of Swords auch der Meuterei in Crasters Bergfried. Zurück auf der Schwarzen Festung und nach der Wahl Jon Schnees zum neuen Lord Kommandanten, wird er in A Dance with Dragons dessen persönlicher Kämmerer. Jon entsendet Edd später als Oberkämmerer zur Festung Langhügel am Ostteil der Mauer, wo Speerfrauen der Wildlinge als Garnison einquartiert wurden.

## Die Wildlinge
Die Wildlinge oder (wie sie sich selbst nennen) das Freie Volk sind jenseits der Mauer beheimatet. Sie leben zumeist in Stammesverbänden und kennen nur flache Hierarchien. Aus Sicht der sieben Königreiche sind sie Räuber und Feinde des Reiches. Auch viele ihrer Frauen sind in der Kriegskunst bewandert und werden „Speerfrauen“ genannt.

### Manke Rayder
Manke (im Original Mance) Rayder ist ein ehemaliger Bruder der Nachtwache, der sich jedoch den Wildlingen angeschlossen hat. Er wird als unauffällig aussehender Mann beschrieben, der die Musik liebt und selbst die Laute spielt.
Handlung A Clash of Kings
Manke, der seit einiger Zeit den Titel König jenseits der Mauer trägt, gelingt es, angesichts des kommenden harten Winters und der heranziehenden Langen Nacht den größten Teil der Stämme zu vereinen. Er plant, seine Armee nach Süden zu führen, verweilt aber noch in den Frostfängen, um die Stämme für den Marsch zu versammeln.
Handlung A Storm of Swords
Manke führt seine Armee nach Süden in Richtung der Mauer. Inzwischen hat sich unter falscher Flagge Jon Schnee bei den Wildlingen eingeschlichen. Dieser erfährt vom König jenseits der Mauer einiges über dessen Pläne: dass er vorhabe, nach Süden zu ziehen und die Mauer zu überwinden und sein Volk vor den Anderen auf die andere Seite der Mauer zu retten, er die Mauer aber mit dem Horn von Joramund, das er gefunden zu haben glaubt, einreißen würde, sollte es nötig sein.
Manke führt bald einen großangelegten Angriff auf die Mauer, wird jedoch von der eintreffenden Armee Stannis Baratheons gestoppt und gefangen genommen. Während Stannis’ Angriff auf das Wildlingsheer bringt Mankes Frau Dalla einen Sohn zur Welt.
Handlung A Dance with Dragons
Auf der Schwarzen Festung wird Manke scheinbar bei lebendigem Leibe von Stannis und seiner Priesterin Melisandre verbrannt, im letzten Moment lässt Jon Schnee diesen jedoch durch Pfeile töten, um ihm einen schnelleren Tod zu gewähren. Es stellt sich jedoch heraus, dass der Mann, der verbrannt wurde, Der Herr der Knochen/Rasselhemd ist und durch Melisandres Illusionsmagie den Platz mit Manke tauschen konnte. Dieser Tausch bleibt außer für wenige Eingeweihte wie Jon Schnee, der später davon erfährt, jedoch geheim.
Manke wird nach der Hochzeit der vermeintlichen Arya Stark mit Ramsay Bolton nach Winterfell geschickt, wo er mit sechs Speerfrauen Jeyne Pool (die falsche Arya) und Theon Graufreud zur Flucht verhelfen kann. Er selbst wird jedoch, wie aus einem Brief von Ramsay Bolton an Jon Schnee scheinbar ersichtlich wird, gefangen genommen.

### Ygritte
Ygritte ist eine Speerfrau der Wildlinge, die mit Manke Rayders Armee nach Süden zieht. Sie wird als relativ klein, rundgesichtig, mit schiefen weißen Zähnen und flammend rotem Haar beschrieben. Bei den Wildlingen gilt rotes Haar als ein Zeichen von Glück und sie nennen Rothaarige „vom Feuer geküsst“. Bei ihrem ersten Erscheinen in den Büchern ist sie 18 Jahre alt.
Handlung A Clash of Kings
Jon Schnee trifft Ygritte das erste Mal, als sie mit einer kleinen Wildlingsgruppe lagert und von Jons Spähertruppe überfallen wird. Jon, unfähig sie gemäß seinem Befehl zu töten, lässt sie entkommen. Später, als Jon Qhorin Halbhand töten muss, um sich in das Wildlingsheer einzuschleichen, ist sie in der Gruppe, die Jon zu Manke Rayder bringt.
Handlung A Storm of Swords
Ygritte schließt sich der Gruppe um Tormund Riesentod an, da Jon Schnee der Gruppe zugeteilt wurde. Sie legt sich zum Schlafen neben Jon, der aber zunächst ihre Avancen zurückweist. Als die Armee auf dem Weg in Richtung Süden an der Faust der Ersten Menschen vorbeikommt, wo die Nachtwache stationiert und letztlich von den Anderen zerschlagen worden war, ist Manke wütend, da Jon ihm nichts von dieser Stationierung erzählt hatte. Ygritte erzählt Manke, sie und Jon seien ein Paar, um ihn zu retten. Manke sieht darin ein Zeichen, dass Jon tatsächlich die Seiten gewechselt habe, und verschont ihn. Jon und Ygritte beginnen darauf tatsächlich eine Liebesaffäre.
Ygritte und Jon schließen sich einem Stoßtrupp an, der die Mauer überwinden und die Schwarze Festung von Süden her angreifen soll. Südlich der Mauer jedoch trifft die Gruppe auf einen Reiter, den zu töten Jon befohlen wurde. Als er sich weigert, schneidet Ygritte dem Reiter die Kehle durch. Jon flieht und entkommt den Wildlingen, wird jedoch von einem Pfeil verwundet, den Ygritte auf ihn abgeschossen hat. Beim Angriff der Wildlinge auf die Schwarze Festung wird Ygritte von der Nachtwache, die von Jon vorgewarnt wurde, mit einem Pfeil getötet. Sie stirbt in Jons Armen, der sie auf dem Schlachtfeld findet.

### Styr
Styr, der Magnar von Thenn, ist einer der Anführer der Wildlinge.
Handlung
In A Storm of Swords erscheint Styr das erste Mal, als Jon Schnee in Manke Rayders Zelt gebracht wird. Jon hält ihn fälschlicherweise für Manke, der den Titel König jenseits der Mauer trägt, begrüßt ihn mit einer Verbeugung und spricht ihn mit „Euer Gnaden“ an. Styr führt den Wildlingstrupp an, der später die Mauer überwindet und die Schwarze Festung von Süden aus angreifen soll. In der Gruppe befinden sich außerdem auch Jon Schnee und Ygritte. In der Schlacht um die Schwarze Festung kommt er ums Leben.

### Orell
Orell ist einer der Wildlinge, die sich Manke Rayder angeschlossen haben. Er ist ein Leibwechsler und kann durch die Augen von Tieren die Gegend auskundschaften. Sein bevorzugtes Tier ist ein Adler.
Handlung
Orell befindet sich in A Clash of Kings gemeinsam mit Ygritte in der Kundschaftergruppe der Wildlinge, die von Jon Schnee und Qhorin Halbhand überfallen wird. Als er von Jon getötet wird, flüchtet sich sein Geist in den Körper eines Adlers. Der Adler scheint fortan starken Hass und Rachegelüste gegen Jon zu hegen und hilft den Wildlingen bei der Suche und Gefangennahme von Jon und Qhorin. Als in A Storm of Swords Varamyr (ein anderer Leibwechsler) ebenfalls den Adler geistig übernimmt und ihn zur Mauer fliegen lässt, um die Schwarze Festung auszukundschaften, tötet Melisandre durch ihre Feuermagie den Adler. Orell oder was von ihm innerhalb des Adlers noch übrig ist, stirbt dabei.

### Val
Val ist eine Frau der Wildlinge. Sie ist die Schwester von Dalla und somit Manke Rayders Schwägerin. Val wird als wunderschöne Frau mit blondem Haar beschrieben.
Handlung
Val zieht mit Manke Rayders Wildlingsarmee in Richtung Süden. In A Storm of Swords hilft sie ihrer Schwester Dalla, ihr Kind auf die Welt zu bringen und wird dann nach dem Angriff Stannis Baratheons als Gefangene zur Schwarzen Festung gebracht. Stannis verspricht ihre Hand Jon Schnee, sollte dieser die Nachtwache verlassen und Lord von Winterfell werden, doch Jon lehnt ab. Die Männer der Nachtwache, beeindruckt von ihrer Schönheit, nennen sie bald eine Prinzessin. Nach seiner Ernennung zum Lord Kommandeur der Nachtwache schickt Jon Schnee in A Dance with Dragons Val mit einem Friedensangebot zu Tormund Riesentod. Es gelingt ihr, die Mission erfolgreich auszuführen, wovon sich Jon beeindruckt zeigt, waren doch mehrere Grenzer gescheitert, die Wildlinge ausfindig zu machen.

### Osha
Osha ist eine Speerfrau aus dem Gebiet jenseits der Mauer.
Handlung
In A Game of Thrones fliehen Osha und einige andere Wildlinge in den Süden, anscheinend auf der Flucht vor den Anderen. Sie begegnet Robb und Bran Stark und wird gefangen genommen. Osha lebt anschließend in Winterfell und freundet sich mit Bran an. Osha ist überzeugt, dass Robb nach Norden, nicht nach Süden ziehen müsse, da die wirkliche Gefahr woanders lauere. In A Clash of Kings wird sie von Theon freigelassen, verhilft aber Bran und den anderen zur Flucht. In A Storm of Swords trennen sie sich und Osha geht mit Rickon Stark an einen unbekannten Ort, bei dem es sich einer Andeutung in A Dance with Dragons zufolge anscheinend um die Insel Skagos handelt.

### Craster
Craster ist ein Mann, der in seinem Bergfried jenseits der Mauer lebt und sich in seiner Lebensweise von den meisten anderen Wildlingen unterscheidet. Er bietet den vorüberkommenden Grenzern der Nachtwache Obdach und lebt mit seinen 19 Frauen, die teilweise auch seine Töchter sind, abgeschottet von den anderen Wildlingen und ihren Stämmen. Er soll der Sohn eines Bruders der Nachtwache mit einer Wildlingsfrau sein und wird als alter, mürrischer und herrischer Mann beschrieben. Die Söhne, die er mit seinen vielen Frauen zeugt, opfert er den Anderen und wird so von ihnen in Frieden gelassen.
Handlung
In A Clash of Kings gewährt er der Expedition der Nachtwache unter Lord Kommandant Jeor Mormont Obdach in seinem Bergfried. Er ist nicht begeistert von den vielen Besuchern, gibt Mormont aber Informationen über Manke Rayders Verbleib. Als ihm angeboten wird, angesichts des nahenden Winters südlich der Mauer Zuflucht zu suchen, lehnt er ab. Nach dem Massaker auf der Faust der Ersten Menschen gewährt er in A Storm of Swords den überlebenden Männern der Nachtwache erneut Obdach. Einige Mitglieder der Nachtwache vermuten, dass er Vorräte versteckt hält, und so wird er, ebenso wie Lord Kommandant Mormont, bei der Meuterei von Brüdern der Nachtwache umgebracht.

### Goldy
Goldy (im Original Gilly) ist eine der Ehefrauen und Töchter von Craster und lebte seit ihrer Geburt in Crasters Bergfried jenseits der Mauer.
Handlung
Goldy erscheint das erste Mal in A Clash of Kings, als die Nachtwache auf ihrer großen Expedition bei Craster Halt macht. Obwohl es Crasters Frauen verboten ist, mit den Männern der Nachtwache zu reden, schließt sie bald Freundschaft mit Samwell Tarly. Zu diesem Zeitpunkt ist sie bereits schwanger und gesteht Sam die Angst, die sie um ihr Kind hat, sollte es als Junge zur Welt kommen, da Craster alle seine Söhne im Wald opfert. Als in A Storm of Swords die Überlebenden des Massakers auf der Faust der Ersten Menschen auf ihrer Rückkehr wieder am Bergfried vorbeikommen, bringt sie einen Sohn zur Welt. Im Chaos, das durch die Ermordung Crasters und die Meuterei der Nachtwache entsteht, entkommt sie gemeinsam mit Samwell und ihrem Kind und flieht zur Schwarzen Festung. Auf dem Weg werden sie von einem der Anderen verfolgt, den Sam jedoch töten kann. In A Feast for Crows reist sie zusammen mit Sam, Maester Aemon und Manke Rayders Sohn (den Jon Schnee mit ihrem eigenen Sohn vertauschte, um Mankes Sohn vor Melisandre zu schützen) per Schiff nach Altsass. Zunächst fällt es ihr schwer, über das Fehlen ihres Kindes hinwegzukommen, nach Maester Aemons Tod jedoch kann sie sich wieder fassen. Auf der weiteren Schiffsreise kommen sich Goldy und Sam näher und schlafen miteinander. Sam plant, Goldy und das Kind zu seiner Familie nach Hornberg zu schicken, wo er sie in Sicherheit wähnt.

## In Essos

### Jorah Mormont

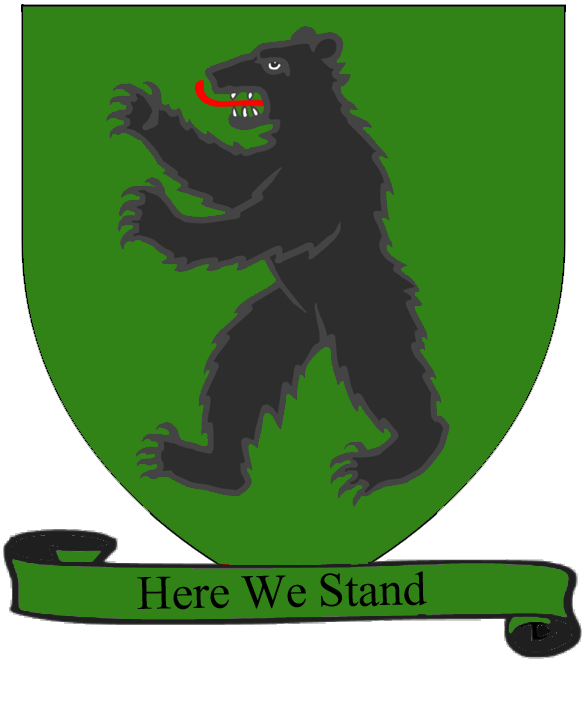
Wappen des Hauses Mormont

Ser Jorah ist der älteste Sohn Jeor Mormonts und war dessen Erbe als Lord der Bäreninsel, bevor er aufgrund von Sklavenhandel durch Eddard Stark angeklagt wurde. Er floh anschließend nach Essos. Jorah wird in den Büchern als ein großer, kräftiger Mann mittleren Alters beschrieben, der nicht besonders gutaussehend ist. Das Wappen der Mormonts zeigt einen schwarzen Bären auf grünem Feld, ihr Motto lautet Hier stehen wir.
Handlung A Game of Thrones
Ser Jorah schließt sich den Targaryens an, wobei er aber heimlich Berichte an Lord Varys sendet, da er sich eine Begnadigung erhofft. Er begleitet Daenerys bei den Dothraki und fühlt sich offenbar von ihr angezogen. Er rettet sie vor einem Attentäter und bleibt auch bei ihr, als Drogo stirbt.
Handlung A Clash of Kings
Jorah ist nun endgültig in Daenerys verliebt und sendet ab Qarth keine Berichte mehr. Bei einem Anschlag auf Daenerys wird sie von Belwas und Arstan gerettet, die sie nun begleiten.
Handlung A Storm of Swords
Jorah gesteht Daenerys seine Liebe, doch diese weist ihn ab. Auf seinen Rat hin nehmen sie Kurs auf die Sklavenstädte, um Soldaten zu erwerben. Jorah versucht Daenerys immer wieder einzureden, dass sie niemandem außer ihm trauen könne. Umso größer ist ihr Schock, als Arstan, der in Wirklichkeit Ser Barristan Selmy ist, ihr von Jorahs Verrat berichtet. Zornig verbannt sie ihn aus Meereen und warnt ihn davor, jemals zurückzukehren.
Handlung A Dance with Dragons
Jorah betrinkt sich in Volantis in einem Bordell, als er plötzlich Tyrion Lennister erblickt. Er nimmt ihn gefangen und will ihn zu Daenerys bringen, um wieder in ihrer Gunst zu stehen. Sie werden von Sklavenhändlern gefasst, die sie nach Meereen bringen. Dort bricht aber bald das Chaos aus und Daenerys wird vermisst. Sie schließen sich dem Söldner Ben Plumm an, wobei Mormont Tyrions Gedanken errät, der die Söldner wieder in Daenerys Lager bringen will.

### Khal Drogo
Drogo ist ein berühmter Krieger und Anführer (Khal) der größten Horde (Khalasar) des Reitervolks der Dothraki. Er wurde nie in einer Schlacht besiegt und gilt als ein ausgezeichneter Krieger, der aber wie alle Dothraki nicht vor extremer Gewalt zurückschreckt.
Handlung A Game of Thrones
Magister Illyrio Mopatis aus Pentos arrangiert seine Hochzeit mit Daenerys Targaryen. Drogo und Daenerys entwickeln mit der Zeit auch Gefühle füreinander, doch will er nichts von ihren Plänen bezüglich Westeros wissen. Erst nach einem Attentat auf Daenerys beschließt Drogo, die Invasion von Westeros zu beginnen. Bald darauf wird er jedoch verwundet (in der Serie wird dies in Abweichung vom Buch explizit und abgewandelt gezeigt); die Behandlung durch die gefangene heilkundige Priesterin Mirri Maz Duur verschlimmert alles nur. Drogos Männer verlassen ihn und Daenerys tötet ihn schließlich, damit er nicht weiter leiden muss.

### Illyrio Mopatis
Illyrio Mopatis ist ein mächtiger und reicher Händler aus Pentos. Er wuchs in Armut auf und stieg gemeinsam mit Varys zu einem reichen Mann auf. Gemeinsam mit Varys arbeitet er im Geheimen daran, die Herrschaft der Targaryens in Westeros wieder zu errichten. Seine Beweggründe dafür sind unklar.
Handlung
In A Game of Thrones leben Viserys und Daenerys Targaryen einige Zeit in seinem Haus, ehe er die Hochzeit zwischen Daenerys und Khal Drogo arrangierte. In A Dance with Dragons empfängt er Tyrion Lennister in seinem Anwesen. Er bietet Tyrion an, Rache an den Lennisters zu nehmen und Herrscher über Casterlystein zu werden, indem er Daenerys Targaryen hilft, den Thron zu besteigen.

### Xaro Xhoan Daxos
Xaro Xhoan Daxos ist ein Händlerprinz aus der Stadt Qarth und Mitglied der Dreizehn, einer Gruppe der einflussreichsten Händler Qarths. Er wird als reicher und kluger Mann mit auffälliger Kleidung beschrieben, die ihn wie einen Paradiesvogel erscheinen lässt. Außerdem trägt er, zur zusätzlichen Demonstration seines Reichtums, auffallend viel Schmuck.
Handlung
In A Clash of Kings heißt Xaro Daenerys Targaryen und ihre Dothraki-Gefolgsleute nach ihrer Reise durch die Rote Wüste in der Stadt Qarth willkommen und bietet ihr an, in seinem Palast zu wohnen. Er gibt ihr Ratschläge, wen sie in der Stadt für ihre Unterstützung gewinnen könnte, verweigert ihr jedoch eigene Hilfe in Form von Schiffen. Daenerys erfährt später, dass Xaro in erster Linie auf seine eigenen Vorteile bedacht ist. Durch eine Heirat mit Daenerys will Xaro versuchen, einen ihrer Drachen in seinen Besitz zu bringen. Sie lehnt jedoch seinen Antrag ab. An Daenerys selbst scheint Xaro bei seinen Heiratsgedanken keinerlei Interesse zu haben, da er sich in seinem Palast hauptsächlich mit jungen Männern umgibt und an Frauen nicht interessiert zu sein scheint. Nachdem Daenerys mit ihrem Drachen Drogon das Haus der Unsterblichen zerstört hat und sie abermals eines von Xaros Ansinnen zurückweist, fordert er sie auf, Qarth zu verlassen. Er erscheint später wieder in A Dance with Dragons in Meereen, wo er vor Daenerys’ Thron tritt und sie bittet, die Sklavenbucht zu verlassen und nach Westeros zu segeln, da die Abschaffung der Sklaverei in der Bucht den Sklavenhandel für Qarth und andere Städte in Essos unmöglich gemacht hat. Er bietet ihr dafür dreizehn Schiffe an. Daenerys lehnt jedoch ab. Es ist zu erwarten, dass Qarth ihr offiziell den Krieg erklärt, worauf auch schon ein Zeichen Xaros, ein blutbefleckter Handschuh, den er ihr hinterlässt, hindeutet.

### Daario Naharis
Daario Naharis ist einer der Anführer der Sturmkrähen (im Original Stormcrows), einer Söldnertruppe in Essos. Er stammt ursprünglich aus der Stadt Tyrosh und trägt seiner Herkunft entsprechend sein Haar und seinen Bart lang und blau gefärbt. Er wird als gutaussehend beschrieben und ist wie viele Söldner skrupellos und brutal. Außerdem ist er geschickt mit dem Arakh, einer ursprünglich dothrakischen Waffe.
Handlung
Daario Naharis tritt zum ersten Mal in A Storm of Swords in Erscheinung, wo er, gemeinsam mit anderen Offizieren der Sturmkrähen und ihren Truppen, angeheuert wurde, um die Stadt Yunkai gegen die Armee Daenerys Targaryens zu verteidigen. Daario jedoch ermordet die anderen Anführer der Söldnertruppe und läuft, nun mit den Sturmkrähen unter seinem alleinigen Kommando, zu Daenerys über. Nach dem Weiterzug nach Meereen und der Einnahme der Stadt in A Dance with Dragons wird Daario Daenerys’ Geliebter. Er ist nicht begeistert von Daenerys’ Vorhaben, sich mit dem meereenischen Adligen Hizdahr zo Loraq zu verheiraten. Daario schlägt ihr sogar vor, bei der Hochzeit ein Blutbad unter den illoyalen Adligen Meerens zu veranstalten. Daenerys lehnt jedoch ab. Während ihrer Hochzeit weilt Daario mit anderen Getreuen Daenerys’ in Yunkai, das kriegerische Absichten gegen Meereen im Sinn hat. Daario und die anderen wurden von Daenerys als Zeichen ihres guten Willens nach Yunkai geschickt. Nach Daenerys’ Verschwinden verlangen die Herrscher Yunkais den Tod der beiden verbliebenen Drachen als Austausch für die Freilassung Daarios und ihrer anderen Gäste.

### Hizdahr zo Loraq
Hizdahr zo Loraq stammt aus einer der großen ghiscarischen Adelsfamilien in Meereen. Er wird als großer dürrer Mann mit roten Haaren beschrieben, der Klugheit und Ehrgeiz besitzt. Hizdahrs Motive und politische Standpunkte bleiben trotz vieler Beteuerungen seinerseits meist unklar.
Handlung A Dance with Dragons
Hizdahr zo Loraq erscheint das erste Mal, nachdem Daenerys Targaryen die Stadt Meereen erobert und alle Sklaven befreit hat. Als Wortführer der adligen Oberschicht Meereens macht er es sich zur Aufgabe, sie von der Notwendigkeit alter meereenesischer Sitten zu überzeugen. So spricht er mehrmals bei ihr vor, um sie zu bewegen, die Kampfarenen wieder zu eröffnen, die sie nach ihrer Ankunft hat schließen lassen. Als angesichts der Bedrohungen innerhalb Meereens (unter anderem ausgelöst durch die radikalen Söhne der Harpyie) Daenerys’ Herrschaft ins Wanken gerät, beschließt sie, Hizdahr zu heiraten, um ihrer Verbundenheit mit der einheimischen Bevölkerung Meereens Ausdruck zu verleihen und die Gewalt auf den Straßen zu beenden. Anlässlich der Hochzeit werden auch, von Hizdahr angeregt, die Kampfarenen wieder eröffnet. Während der Arenakämpfe bietet Hizdahr seiner neuen Gattin gewürzte Heuschrecken an, die diese jedoch ablehnt. Ein Getreuer Daenerys’, der Starke Belwas, nascht jedoch davon und stirbt beinahe daran. Dabei ist unklar, ob es Hizdahr war, der die Heuschrecken vergiften ließ. Kurz darauf taucht Drogon auf, Daenerys’ schwarzer Drache. Sie reitet im entstandenen Durcheinander auf ihm davon. Nach ihrem Verschwinden regiert zunächst kurzzeitig das Chaos. Hizdahr, nun alleiniger König, versucht, die Kontrolle zurückzugewinnen, doch Barristan Selmy kerkert ihn ein und übernimmt die Regierungsgeschäfte. Er vermutet Hizdahr hinter den vergifteten Heuschrecken und will ihn gefangenhalten, bis seine Schuld bewiesen ist.

### Jon Connington
Jon Connington war ehemals Lord von Greifenhorst, einer Festung südlich von Sturmkap in den Sturmlanden. Er war ein enger Freund von Rhaegar Targaryen. Kurze Zeit war er während des Bürgerkriegs die Hand von König Aerys II. Targaryen. Nachdem Connington jedoch eine Schlacht verloren hatte, wurde er in die Verbannung geschickt.
Handlung A Dance with Dragons
In Essos kümmert sich Jon um die Ausbildung von Aegon Targaryen, dem angeblichen Sohn von Rhaegar Targaryen, der das Massaker in der Hauptstadt überlebt haben soll. Er nimmt Kontakt zur Goldenen Kompanie auf, der größten und besten Söldnerkompanie in Essos, die sich für eine Rückkehr der Targaryens an die Macht einsetzt. Mit ihr segelt er nach Westeros, erobert dort unter anderem seinen Stammsitz Greifenhorst und plant einen Angriff auf Sturmkap.

## Andere Personen

### Barristan Selmy
Ser Barristan Selmy stammt aus den Sturmlanden. Schon in früher Jugend nahm er anonym an Turnieren teil und bewies seinen großen Mut. Er erhielt vom erstgeborenen Sohn König Aegons V. den Beinamen der Kühne, da der Kronprinz Barristans Mut würdigte, sich in früher Jugend auf einem Turnier beweisen zu wollen. Unter König Jaehaerys II. – Vater des späteren Königs Aerys II. – wurde Barristan in die Königsgarde aufgenommen. Ebenjenen Sohn rettete er während dessen Regentschaft während einer Geiselnahme, die über mehrere Monate ging. In der Schlacht am Trident wurde er schwer verwundet und anschließend von Robert zum Lord Kommandant der Königsgarde ernannt. Selmy ist ein sehr auf seine Ehre bedachter Ritter, der auch lange Zeit als einer der besten Soldaten des Reiches galt, wenngleich er inzwischen ein recht hohes Alter (er ist am Anfang der Handlung ca. 60 Jahre alt) erreicht hat.
Handlung
In A Game of Thrones wird Barristan nach der Thronbesteigung Joffreys entlassen, woraufhin er mit Unverständnis und Zorn reagiert und beschließt, nur noch dem rechtmäßigen Herrscher zu dienen. In A Clash of Kings trifft er in Qarth auf Daenerys und vereitelt einen Attentatsversuch auf sie. Unter dem falschen Namen Arstan Weißbart schließt er sich ihr an. In A Storm of Swords begleitet Barristan Daenerys und dient ihr als Ratgeber, immer noch unter falscher Identität. Er will sie erst näher kennenlernen, bevor er sich vollends in ihre Dienste begibt. Daenerys gegenüber sagt er, er habe von ihrem Großvater einst eine Geschichte gehört: Immer wenn ein neuer Targaryen geboren wird, würfen die Götter eine Münze und die Welt hielte den Atem an, um zu sehen, ob Wahnsinn oder Größe das Resultat sei. Nachdem er sich aber von Daenerys’ Charakter und geistiger Zurechnungsfähigkeit überzeugt hat, enthüllt er ihr bei der Belagerung Meereens seine wahre Identität. Daenerys nimmt ihn in ihre Dienste, wobei er ihr oft von ihren Vorfahren, vor allem ihrem Bruder Rhaegar, berichtet. In A Dance with Dragons ist Barristan Lord Kommandant der Königinnengarde und beginnt, junge Männer als Ritter auszubilden. Er drängt Daenerys dazu, Meereen zu verlassen und nach Westeros zu gehen, doch sie will zuerst alles in der Stadt regeln. Barristan steht ihr weiterhin loyal zur Seite. Als sie nach ihrer Hochzeit von ihrem Drachen Drogon getötet worden sei, wie viele berichten, glaubt er dem nicht und hält daran fest, dass sie noch lebt. Er schützt ihre Interessen in Meereen und regiert schließlich an der Spitze eines Rates über die Stadt, bis Daenerys wieder zurückkehrt.

### Roose Bolton

Wappen des Hauses Bolton in Das Lied von Eis und Feuer

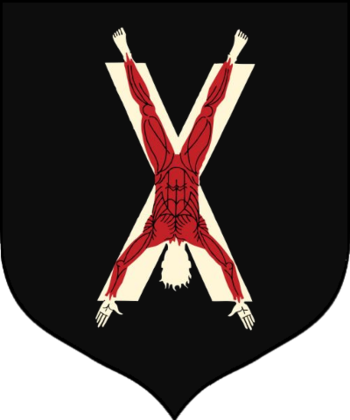
Wappen des Hauses Bolton in der Fernsehserie Game of Thrones

Roose Bolton ist der Lord von Grauenstein (im Original Dreadfort) und einer der mächtigsten Vasallen der Starks. Vor der Eroberung von Westeros durch Aegon I. Targaryen waren die Boltons mehrere Jahrhunderte lang Rivalen der Starks um die Herrschaft im Norden, wobei sie ihre Gegner oft häuteten. Haus Bolton unterwarf sich schließlich nach zahlreichen Kämpfen den Starks und erkannte sie als Könige des Nordens an. Das Banner der Boltons zeigt einen gehäuteten Mann auf einem pinkfarbenen Feld (in der TV-Serie einen gehäuteten Mann kopfüber auf einem X-förmigen Kreuz auf dunkelblauen Grund), ihr Motto lautet Unsere Klingen sind scharf (im Original Our blades are sharp).
Roose Bolton ist ein eher durchschnittlicher Mann mittleren Alters, der sehr blasse Augen hat und häufig Blutegel nutzt. Er wird als kaltblütiger, distanzierter und intelligenter Mann beschrieben, der sich stets alle Optionen offen hält.
Handlung
In A Game of Thrones ernennt Robb Stark Bolton zum Kommandeur der Truppen, die Lord Tywin aufhalten sollen. Bolton verliert zwar die Schlacht, kann sich aber geordnet zurückziehen. In A Clash of Kings gelingt es ihm, die Kontrolle über Harrenhal zu gewinnen. Er heiratet eine Tochter Lord Walder Freys. Nach der Niederlage Stannis Baratheons am Schwarzwasser und der Bildung der Lennister-Tyrell-Allianz ordnet Roose einen sinnlosen Vorstoß auf Dämmertal an; Ziel war vermutlich, wie sich später herausstellt, die Stark-Loyalisten in seinem Heer bluten zu lassen. In A Storm of Swords wird deutlich, dass er heimlich in Kontakt mit Tywin Lennister steht; nachdem Winterfell gefallen ist und sich die Lage im Süden geändert hat, sieht Roose nun eine Möglichkeit, davon zu profitieren. Zusammen mit Walder Frey, der sich von Robb hintergangen fühlt, plant Roose die „Rote Hochzeit“ und tötet Robb persönlich. Von Joffrey wird Roose daraufhin zum neuen Wächter des Nordens ernannt und marschiert in A Dance with Dragons zurück nach Norden. Die Details seines Verrats versucht er oberflächlich zu vertuschen, da er sich im Klaren darüber ist, dass die Lords im Norden zwar die Boltons fürchten, die Starks aber lieben. Gleichzeitig verrät er Theon Graufreud, dass er sich keine Illusionen macht, was für ein Mensch sein Bastardsohn Ramsay ist. In Winterfell organisiert er die Hochzeit Ramsays mit der angeblichen Arya Stark, doch die Lage unter den anwesenden Lords bleibt angespannt. Roose erfährt von dem Vormarsch Stannis Baratheons auf Winterfell und plant, ihn dort zu erwarten, während der Winter hereinbricht.

### Ramsay Schnee
Ramsay Schnee ist der Bastardsohn von Roose Bolton. Er wurde bei einer Vergewaltigung einer Müllersfrau durch Roose gezeugt. Ramsay sieht sich trotz seiner Herkunft als Bolton und korrigiert gewaltvoll diejenigen, die ihn als Bastard bezeichnen. Ramsay ist, obgleich gut gekleidet, ein hässlicher Mensch. Er wird als ein Mann mit großen Knochen beschrieben und hat eine Fleischigkeit, die darauf hindeutet, dass er in seinem späteren Leben dick sein wird. Außerdem hat er ein schiefes Kreuz und eine pickelige Haut. Ramsay ist ein sehr grausamer und rücksichtsloser Mensch, dem es Freude bereitet, seine Feinde und alle die, die ihm unterlegen sind, körperlich und verbal zu quälen und zu foltern.
Handlung
Ramsay ist der älteste Sohn von Roose Bolton. Der eheliche Sohn von Roose, Domeric Bolton, starb, als er Ramsay Jahre später aufsuchte, um seinen älteren Halbbruder kennenzulernen. Roose geht davon aus, dass Ramsay ihn vergiftet hat. Dennoch holt er Ramsay nach Domerics Tod nach Grauenstein, da er einen Erben braucht, Ramsay nun sein einziger lebender Sohn ist und er sich die Möglichkeit offen halten will, ihn zu seinem Erben zu machen. In Grauenstein fungiert Ramsay als Kastellan. Bisher hat sich Roose geweigert, Ramsay als Erben anzuerkennen, da er seinen Charakter für tollkühn und verdorben hält. Um einen neuen ehelichen Sohn zu zeugen, heiratet Roose Walda Frey, eine Enkelin von Walder Frey, dem Oberhaupt des Hauses Frey.

### Jon Umber
Lord Jon „Großjon“ Umber (im Original oft „Greatjon“ genannt) ist einer der Vasallen Winterfells und ein erfahrener Krieger. Die Umbers sind die Lords vom Letzten Herd (im Original Last Hearth), ihr Wappen zeigt einen dunkel behaarten, brüllenden Riesen in Fellhäuten mit gesprengten Ketten auf hellrotem Grund (in der TV-Serie vier silberne Ketten, mit einem verbindenden Ring im Zentrum auf dunkelrotem Grund).
Handlung
Als Robb Stark in A Game of Thrones nach Süden aufbricht, fordert Umber das Kommando über die Vorhut und es kommt zu einem Streit, bei dem Robbs Schattenwolf ihm einige Finger abbeißt. Umber erweist sich anschließend aber als loyaler Gefolgsmann Robbs. Er ruft nach einer Rede Robb auch zum König des Nordens aus.
In A Clash of Kings und A Storm of Swords bleibt Umber ein wichtiger Berater und Kommandeur Robbs, der seinem König bedingungslos folgt. Bei der „Roten Hochzeit“ wird einer seiner Söhne getötet und er selbst gefangen genommen. In A Dance with Dragons wird mehrfach betont, dass nur die Gefangennahme Großjons die anderen Umbers daran hindert, im Norden Rache für ihn zu nehmen. Dennoch bleiben die Umbers, wie mehrere andere Häuser im Norden, auch unter den dort nun regierenden Boltons insgeheim Stark-Loyalisten.

### Rodrik Cassel
Ser Rodrik Cassel ist der Waffenmeister Winterfells und hat viele der Stark-Soldaten ausgebildet. Er ist den Starks gegenüber absolut loyal.
Handlung
In A Game of Thrones begleitet er Lady Catelyn auf ihrer Reise in den Süden. In A Clash of Kings reist Ser Rodrik wieder nach Winterfell. Als die Männer der Eiseninseln in den Norden einfallen, versucht er sie weiter im Süden bei Torrhenschanze zu stellen. Nachdem jedoch Winterfell von den Eisenmännern erobert wurde, eilt er zur Rettung von Bran und Rickon zurück. Bei Winterfell treffen Truppen unter Lord Roose Boltons Bastardsohn Ramsay ein, die aber plötzlich über die Stark-Soldaten herfallen und auch Rodrik töten. In der Serie wird er hingegen von Theon, den er nach der Eroberung Winterfells mehrmals beleidigt, eigenhändig geköpft.

### Luwin
Luwin dient dem Haus Stark auf Winterfell als Maester. Er gehört zu den wenigen Gelehrten, die Mysterien studiert haben und darf so an seiner Maesterkette ein Kettenglied aus Valyrischem Stahl tragen. Zusätzlich zu seinen anderen Aufgaben unterrichtet Maester Luwin die Stark-Kinder. Er wird als freundlicher, kleiner alter Mann beschrieben und ist dem Haus Stark treu ergeben.
Handlung
In A Game of Thrones erhält Maester Luwin einen Raben mit Nachricht aus Hohenehr von Lysa Arryn an ihre Schwester Catelyn Stark. Gemeinsam mit Catelyn wirkt er auf Eddard Stark ein, das Amt der Hand des Königs anzunehmen, um über König Robert zu wachen. Nach Robbs Abreise nach Süden in A Clash of Kings unterstützt Luwin den jungen Bran bei seinen Aufgaben als Lord von Winterfell. Als Theon Graufreud Winterfell erstürmt und einnimmt, wird Maester Luwin verletzt, es gelingt ihm jedoch noch, Raben an Verbündete zu schicken. Auf Theon wirkt er mehrmals erfolglos ein, seinen grausamen Kurs zu ändern. Bei der Einnahme und Zerstörung Winterfells durch Ramsay Snow und die Bolton-Truppen wird Maester Luwin tödlich verwundet. Die Gruppe um Bran und Rickon, die sich zuletzt in der Krypta versteckt gehalten hat, findet den sterbenden Luwin im Götterhain. Er bittet die Wildlingsfrau Osha um die Verkürzung seiner Leiden und einen schnellen Tod, den sie ihm gewährt, nachdem Bran und die anderen ihn verlassen haben.

### Hodor
Hodor ist ein Stallbursche auf Winterfell. Er ist überdurchschnittlich groß – die Wildlingsfrau Osha vermutet Riesen unter seinen Vorfahren – und besitzt ein gutmütiges Wesen. Er ist geistig zurückgeblieben und kann nichts als das Wort Hodor sagen, was ihm seinen Rufnamen einbrachte. Die Alte Nan, seine Urgroßmutter, offenbart, dass in Wirklichkeit Walder (in der TV-Serie Willis) sein Name sei.
Handlung
Hodor fungiert nach Brans Unfall in A Game of Thrones als Träger für den Jungen. Später konstruiert Maester Luwin einen Korb, in dem Hodor Bran auf seinem Rücken transportieren kann. Nach der Eroberung Winterfells durch Theon Graufreud in A Clash of Kings bleibt er gemeinsam mit Bran, Rickon, den Reets und Osha in der Gruft von Winterfell. Nach Oshas und Rickons Weggang begleitet er die Gruppe in A Storm of Swords und A Dance with Dragons bis zu ihrem Ziel nördlich der Mauer. Bran entdeckt inzwischen seine Wargfähigkeiten und kann neben dem Geist von Wölfen auch in den Geist von Hodor eindringen und ihn kontrollieren, was Hodor jedoch stark verunsichert. Als die Gruppe die Höhle der Dreiäugigen Krähe erreicht, werden sie von Untoten angegriffen. Bran benutzt Hodor, um gegen sie zu kämpfen und sie in die Flucht zu schlagen. In der Höhle übernimmt Bran öfter Hodors Geist (der sich langsam daran zu gewöhnen scheint), um das Höhlensystem zu erkunden.

### Melisandre
Melisandre ist eine Priesterin des „Roten Gottes“ R’hllor. Sie stammt aus der Stadt Asshai im fernen Osten von Essos. Melisandre ist eine mysteriöse, schöne Frau mit langen roten Haaren, die sich stets in lange rote Gewänder kleidet. Sie dient R’hllor mit großer Leidenschaft und greift dabei auch zu extremen Mitteln. Melisandres wahre Absichten bleiben meist rätselhaft. Insbesondere bedient sie sich häufig magischer Rituale, um ihre Ziele zu erreichen. Es sind hierbei Parallelen zum Grand Grimoire erkennbar, einem der bedeutendsten Zauberbücher der Neuzeit, dessen eigentlicher Titel Der Rote Drache ähnlich dem Wappen des Hauses Targaryen ist.
Handlung A Clash of Kings
Melisandre dient Stannis Baratheon auf Drachenstein, den sie für den wiedergeborenen Azor Ahai hält, einem legendären Helden, der als Streiter für den Gott R’hllor auftritt. In besonderem Maße kann sie Selyse Baratheon, Stannis’ Frau, beeindrucken und bekehrt sie bald zu ihrem Glauben. Mehrere R’hllor-Gläubige unter Stannis’ Männern nennen sich deshalb die „Männer der Königin“. Einige von Stannis’ Anhängern, die noch dem Glauben der Sieben angehören, sehen Melisandres wachsenden Einfluss am Hofe allerdings mit Besorgnis. Der Versuch Maester Cressens auf Drachenstein, Melisandre zu vergiften, um Stannis ihrem Einfluss zu entziehen, schlägt fehl. Bald darauf lässt Melisandre Stannis in einer Zeremonie ein Schwert aus dem Feuer ziehen und verkündet, er sei der wiedergeborene Azor Ahai. Als sich Stannis’ Bruder Renly ebenfalls zum König erklärt, gebiert Melisandre vor der scheinbar unvermeidbaren Schlacht einen Schatten, der Renly tötet. Dessen Anhänger werden daraufhin zerstreut und laufen teilweise zu Stannis über. Auch Courtney Fünfrosen, der verzweifelt versucht, Sturmkap gegen Stannis zu halten, wird von einem von Melisandres Schatten getötet. Während der Schlacht am Schwarzwasser befindet sich Melisandre wieder auf Drachenstein.
Handlung A Storm of Swords
Als Davos Seewert wieder auf Drachenstein eintrifft, erkennt Melisandre bald, dass er plante, sie zu ermorden und lässt ihn einkerkern. Melisandre möchte mit „königlichem Blut“ Stannis zur Herrschaft über Westeros verhelfen. Sie bittet Stannis, Edric Sturm, einen Bastardsohn König Roberts opfern zu dürfen, doch erhält sie nicht mehr als ein wenig Blut, das von Egeln aufgesaugt wurde. Diese Egel ließ sie Stannis verbrennen und dazu die Namen der „falschen Könige“ Balon Graufreud, Robb Stark und Joffrey Baratheon aufsagen; alle drei Könige starben bald darauf. Melisandre begleitet Stannis nach Norden an die Mauer, um die Nachtwache zu unterstützen.
Handlung A Feast for Crows
Auf der Schwarzen Festung bittet Melisandre Stannis darum, Manke Rayders neugeborenen Sohn opfern zu dürfen, da sie sich immer noch die Macht, die im Königsblut ist, zunutze machen möchte. Jon Schnee lässt jedoch im Geheimen den Säugling mit dem etwa gleichaltrigen Sohn von Goldy austauschen und schickt Sam und Goldy mit Mankes Kind auf die Schiffsreise nach Altsass.
Handlung A Dance with Dragons
Als Stannis mit seinen Truppen nach Winterfell aufbricht, um gegen die Boltons zu kämpfen, bleibt Melisandre auf der Schwarzen Festung. Sie hat mehrere Visionen, unter anderem sieht sie Jon Schnee, umringt von Dolchen. Sie warnt Jon, der allerdings nicht viel auf ihre Visionen gibt. Sie sieht außerdem in den Flammen ein Mädchen auf die Schwarze Festung zureiten, die sie für Arya Stark hält. Es stellt sich jedoch heraus, dass es sich dabei um Alys Karstark handelt, die Zuflucht vor einer unerwünschten Vermählung sucht. Vor Manke Rayders geplantem Feuertod wirkt sie auf Manke und einen anderen Wildling, Rasselhemd, einen Illusionszauber, der die Gestalt der beiden vertauscht. Anstelle von Manke wird also Rasselhemd verbrannt, was Jon Schnee erst später erfährt. Manke Rayder wird von Melisandre später nach Winterfell geschickt, um die vermeintliche Arya Stark zu retten. Als Melisandre Jon später von einer Vision über einen Wildlingsangriff auf Ostwacht an der See erzählt, lässt Jon eine Expedition nach Hartheim nördlich der Mauer vorbereiten, da er inzwischen Melisandre und ihre Zauber ernst nimmt. Sie drängt Jon jedoch, von seinem Vorhaben abzulassen, da sie außerdem gesehen hat, dass keines der ausgeschickten Schiffe zurückkehren wird.

### Davos Seewert

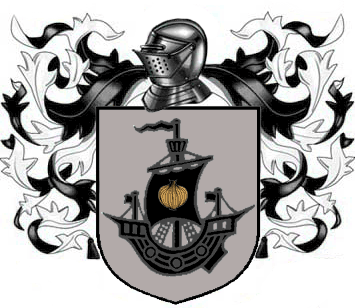
Wappen von Davos Seewert

Lord Davos Seewert (im Original Davos Seaworth), auch „Zwiebelritter“ genannt, ist ein ehemaliger Schmuggler und ein getreuer Gefolgsmann Stannis Baratheons. Er wird als schlichter und unauffälliger Mann beschrieben. Während Robert Baratheons Rebellion hatte er Nahrungsmittel – darunter hauptsächlich Zwiebeln, wofür er später seinen Beinamen erhielt – in die von Königstreuen belagerte Festung Sturmkap geschmuggelt und so Stannis und seine Besatzung vor dem Hungertod gerettet. Für seine Dienste erhielt er von Stannis den Ritterschlag, für den Schmuggel bestrafte er ihn jedoch mit dem Entfernen der vordersten Fingerglieder der linken Hand außer dem Daumen. Als Wappen nahm sich Davos eine Zwiebel auf grauem Feld, in Anlehnung an die vielen Zwiebeln, die er nach Sturmkap geschmuggelt hatte. Davos ist außerdem der Kapitän der Schwarzen Betha.
Handlung A Clash of Kings
Davos unterstützt Stannis Baratheon, der nach Roberts Tod Anspruch auf den Eisernen Thron erhebt. Er befindet sich zu Beginn des Buches auf Drachenstein bei Stannis und seiner Familie. Der R’hllor-Priesterin Melisandre gegenüber hegt Davos großes Misstrauen, da er – selbst ein gläubiger Anhänger der Sieben Götter – ihren Fanatismus und ihre Methoden für gefährlich hält. Davos wird von Stannis mehrmals ausgeschickt, um Unterstützer zu finden; Erfolg hat er beim lysenischen Piraten Salladhor Saan, jedoch sucht er vergeblich um Gehör bei den meisten Lords der Sturmlande. Er wird außerdem ausgesendet, um die Nachricht über die Enthüllung von Cerseis Kindern als Bastarde mit ihrem Bruder Jaime zu verbreiten. Davos stößt beim Feldzug gegen Sturmkap wieder zu Stannis’ Truppen. Nach Renly Baratheons Tod wird Davos beauftragt, Melisandre unter Sturmkap zu bringen, wo er Zeuge von ihrer Schattenmagie wird, die den Kastellan der Burg, Ser Cortnay Fünfrosen, tötet und die Festung ohne Anführer zurücklässt. Stannis kann daraufhin Sturmkap ohne Verluste einnehmen. Bei der folgenden Schlacht auf dem Schwarzwasser gegen Joffrey Baratheon hat Davos den Befehl über die Schwarze Betha. Er überlebt nur mit Mühe den Angriff mit Seefeuer und versucht sich inmitten des sich ausbreitenden Chaos außer Gefahr zu bringen.
Handlung A Storm of Swords
Nach der Schlacht auf dem Schwarzwasser findet sich Davos auf einer kleinen Insel in der Bucht von Königsmund wieder. Nach mehreren Tagen findet ihn ein Schiff seines Freundes Salladhor Saan, das ihn zurück nach Drachenstein bringt. Da er Melisandre für das Unglück auf dem Schwarzwasser verantwortlich macht und den Plan ausarbeitet, sie zu töten, wird er kurz nach seiner Ankunft eingekerkert. Er wird jedoch nach kurzer Zeit wieder von Stannis freigelassen, der ihn zum Lord vom Regenwald und zur Hand des Königs ernennt. Davos hegt jedoch weiterhin Misstrauen gegen Melisandre und entzieht Robert Baratheons Bastardsohn Edric Sturm ihrem Zugriff, indem er ihn heimlich von Drachenstein wegbringen lässt. Er hofft, mit dieser Tat Edrics Opferung für R’hllor verhindert zu haben. Als Davos von dem Hilferuf der Nachtwache erfährt, rät er Stannis, nach Norden zu segeln und der Nachtwache zu Hilfe zu eilen, was dieser später tut.
Handlung A Feast for Crows
Während Stannis an der Mauer weilt, reist Davos mit einem Bündnisgesuch zu Lord Wyman Manderly nach Weißwasserhafen. Da Wymans Sohn und Erbe sich jedoch in Gefangenschaft der Lennisters befindet, die für dessen Freilassung den Tod Davos Seewerts fordern, findet bald ein Gerücht den Weg nach Königsmund, nach dem Davos’ Kopf und Hände abgeschlagen wurden und nun die Mauern Weißwasserhafens zieren. Den tatsächlichen Ereignissen in A Dance with Dragons wird hier, da aus Cersei Lennisters Perspektive eigentlich zeitgleich mit den Geschehnissen erzählt, vorgegriffen.
Handlung A Dance with Dragons
Davos macht sich gemeinsam mit dem Piraten Salladhor Saan und seiner Flotte auf den Seeweg nach Weißwasserhafen. Mehrere Stürme machen jedoch den Schiffen zu schaffen; ein Teil der Flotte sinkt, weshalb Salladhor Saan seine Meinung ändert, sein Bündnis mit Stannis aufgibt und den Plan entwickelt, nach Essos zu segeln. Er bietet Davos an, mit ihm zu kommen, was dieser jedoch ablehnt. Davos segelt weiter nach Weißwasserhafen, strandet jedoch vorher bei der Inselgruppe der Schwestern, wo er kurzzeitig gefangengehalten, aber bald wieder freigelassen wird. In Weißwasserhafen angekommen, wird er mit der Anwesenheit der Freys konfrontiert und von Wyman Manderly eingekerkert und zum Tode verurteilt. Bevor es jedoch zur Vollstreckung des Urteils kommt, lässt Lord Wyman einen anderen Gefangenen den Platz von Davos einnehmen und an seiner Stelle hinrichten. Dessen Hände, denen wie bei Davos teilweise die vordersten Fingerglieder entfernt wurden, lässt Manderly mit dem Kopf des Mannes an den Mauern von Weißwasserhafen anbringen, um die Freys und Lennisters von seiner Loyalität zu überzeugen und seinen Sohn freizukaufen. Nachdem Wymans Sohn Wylis wieder wohlbehalten zurückgekehrt ist, verspricht Lord Wyman Davos, Stannis die Treue zu schwören. Zunächst jedoch soll Davos Rickon Stark, der auf der Insel Skagos vermutet wird, zu ihm in Sicherheit bringen.

### Bronn
Bronn ist ein Söldner und einige Zeit im Dienst Tyrion Lennisters. Er stammt aus niedrigen Verhältnissen, ist meistens absolut gewissenlos und ein fähiger Kämpfer.
Handlung
Bronn taucht in A Game of Thrones das erste Mal auf. Er gehört zu den Männern, die im Auftrag Catelyn Starks Tyrion gefangen nehmen. Auf Hohenehr stellt sich Bronn als Tyrions Kämpfer im Rechtsduell zur Verfügung; er siegt und verlässt mit Tyrion die Burg. Tyrion verspricht Bronn eine hohe Belohnung und fortan bleibt dieser in Tyrions Diensten. In A Clash of Kings dient er als Tyrions Leibwächter in Königsmund und beteiligt sich erfolgreich an der Abwehr von Stannis’ Angriff auf die Hauptstadt. Er wird zum Ritter geschlagen und arbeitet auch in A Storm of Swords für Tyrion. Als dieser wegen Mords an König Joffrey angeklagt wird, stellt sich Bronn jedoch nicht als Kämpfer im Duell gegen Ser Gregor Clegane zur Verfügung. Er heiratet Lollys Schurwerth, eine Adelige, die bei einem Aufstand in Königsmund etliche Male vergewaltigt wurde und nun schwanger ist, der Vater lässt sich jedoch nicht feststellen. Als Ausweg wird sie mit dem eigentlich überhaupt nicht standesgemäßen Söldner Bronn verheiratet. In A Feast for Crows nennt Bronn das Kind seiner Frau jedoch Tyrion, was Cersei darin bestärkt, dass Bronn an der Ermordung Joffreys und Tyrions Flucht beteiligt war. Cersei überzeugt einen niederen Adeligen, dass Bronn sterben müsse. Der Plan scheitert jedoch, als Bronn den Adeligen zu einem Lanzenstechen herausfordert und seinen Gegner tötet.

### Shae
Shae ist eine junge, hübsche Prostituierte und einige Zeit Geliebte Tyrion Lennisters.
Handlung
In A Game of Thrones wird sie Tyrion durch Bronn zugeführt. Tyrion verspricht ihr ein gutes Leben, solange sie ihm gegenüber treu bleibt. Er nimmt sie in A Clash of Kings sogar, entgegen Tywins Anweisung, mit nach Königsmund, besorgt ihr ein Haus und Diener und sorgt dafür, dass sie dort sicher ist. Nachdem Tyrion in A Storm of Swords aus politischen Gründen Sansa Stark heiratet, ist Shae als deren Bedienstete weiter in Tyrions Nähe. Wenngleich Tyrion im Innersten weiß, dass er ihr nicht völlig vertrauen darf, scheint er Shae aufrichtig zu lieben. Nach Tyrions Anklage sagt Shae jedoch gegen ihn aus. Als Tyrion mit Varys’ Hilfe aus dem Kerker ausbricht und sich in Tywins Gemächer begibt, trifft er dort Shae an, die sich nun Lord Tywin zugewandt hat. Enttäuscht über den Verrat tötet Tyrion sie.

### Gendry
Gendry ist ein Schmiedelehrling, der in der Schmiede von Tobho Mott in Königsmund arbeitet. Zu Beginn der Handlung ist er etwa 14 Jahre alt. Er wird als für sein Alter großer und kräftiger Junge beschrieben. Von seinem Vater soll er sein markantes dickes schwarzes Haar geerbt haben.
Handlung
In A Game of Thrones sucht Eddard Stark während seiner Ermittlungen bezüglich Jon Arryns Tod Tobho Motts Schmiede auf. Er trifft dort auf Gendry, den er sofort als Roberts Bastardsohn erkennt. Nach Eddards Inhaftierung und Hinrichtung befindet sich Gendry in der Gruppe um den Nachtwachen-Bruder Yoren, der Rekruten zur Schwarzen Festung bringen soll. Auch Arya Stark befindet sich in der Gruppe, die in A Clash of Kings nach Norden zieht. Nach einem Überfall durch Lennister-Soldaten und Yorens Ermordung werden die Kinder nach Harrenhall verschleppt, wo Gendry wieder in einer Schmiede arbeiten kann. Nach der Übernahme Harrenhalls durch die Nordmänner unter Lord Bolton arrangiert Arya die Flucht, der sich auch Gendry und ein Bäckerjunge namens „Heiße Pastete“ anschließen. Sie versuchen, Schnellwasser zu erreichen, werden jedoch in A Storm of Swords von der Bruderschaft ohne Banner gefangen genommen. Gendry, beeindruckt von der Gruppe, beschließt, sich der Bruderschaft anzuschließen und wird von Beric Dondarrion zum Ritter geschlagen. In A Feast for Crows jedoch trifft Brienne von Tarth Gendry im Gasthaus am Kreuzweg, wo er mit einigen Kindern lebt und wieder als Schmied arbeitet. Er hilft Brienne, Rorge und Beißer zu töten, zwei ehemalige Gefangene, die sich ebenfalls in Yorens Gruppe befunden hatten.

### Rickard Karstark

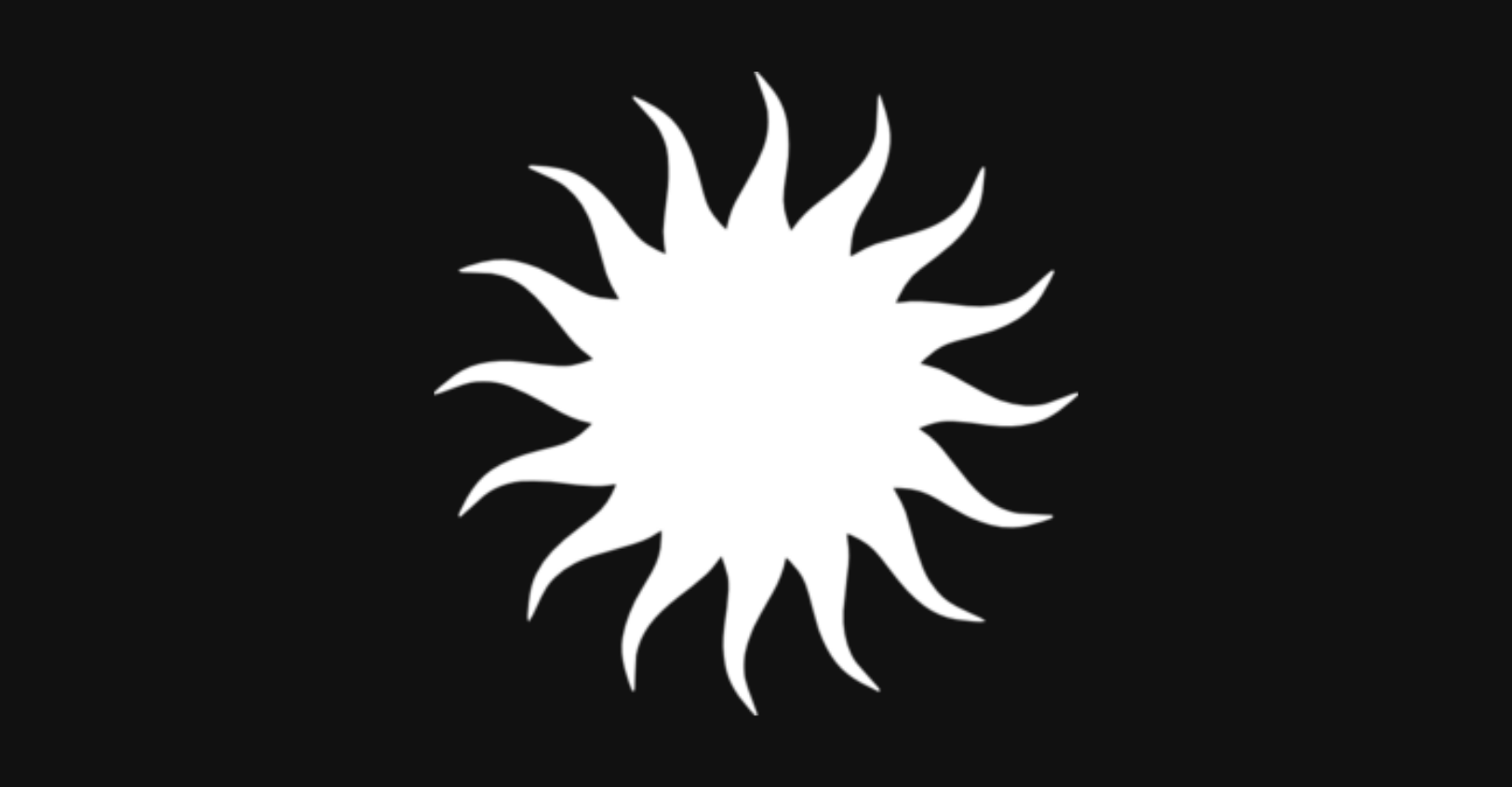
Wappenbanner des Hauses Karstark

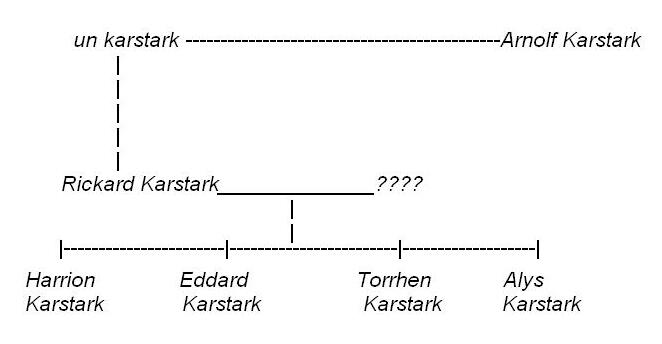
Stammbaum des Hauses Karstark

Lord Rickard Karstark ist ein Vasall der Starks und auch weitläufig mit ihnen verwandt. Sein Sitz ist die Burg Karholt (im Original Karhold). Karlon Stark, ein Vorfahre Lord Rickards, war ein jüngerer Bruder des damaligen Lords von Winterfell und bekam für einen erfolgreichen Kampf gegen die Boltons eine Burg und das Recht, ein eigenes Haus zu gründen. Im Laufe der Jahrhunderte wurde aus den „Karholt-Starks“ das Haus Karstark. Das Wappen der Karstarks zeigt eine weiße Sonne auf schwarzem Feld, ihr Motto lautet Die Sonne des Winters.
Handlung
In A Game of Thrones begleiten Lord Karstark und seine Truppen Robb Stark nach Süden. Zwei Söhne Lord Karstarks werden von Jaime Lennister getötet. Karstark sinnt auf Rache und tötet in A Storm of Swords zwei gefangene Söhne von Kevan Lennister. Er wird aus diesem Grund von Robb persönlich hingerichtet. Karstarks Truppen verlassen Robb daraufhin, was ihn deutlich schwächt. Außerdem unterstützen die Karstarks im Norden später (während der Handlung von A Dance with Dragons) die Boltons.
Sein dritter Sohn Harrion sowie seine Tochter Alys sind noch am Leben.

### Beric Dondarrion

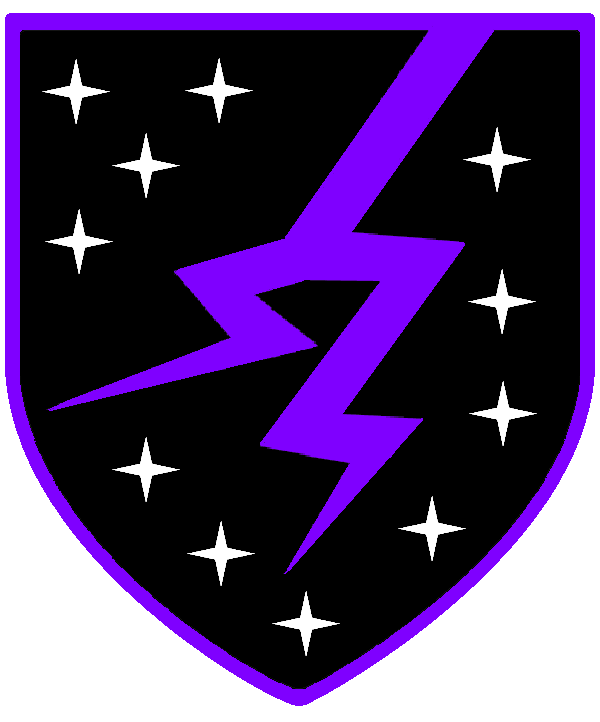
Wappen des Hauses Dondarrion

Beric Dondarrion ist ein recht junger Mann und Lord von Schwarzhafen (im Original Blackhaven) in den Sturmlanden. Er ist später Mitglied und Anführer der Bruderschaft ohne Banner. Das Wappen des Hauses Dondarrion zeigt einen lilafarbenen verästelten Blitz mit vierzackigen Sternen auf schwarzem Grund.
Handlung
Als junger, freier Ritter will Beric Dondarrion in A Game Of Thrones am Turnier der Hand in der Hauptstadt teilnehmen und dieses gewinnen, scheidet aber bereits in der Vorrunde aus. Später wird er mit anderen Rittern von Eddard Stark dazu berufen, eine Strafexpedition gegen Gregor Clegane zu führen, als dieser die Flusslande plündert. Diese verschwindet jedoch spurlos. Erst in A Storm of Swords erfährt man, dass Clegane die Truppe angriff und Beric dabei ums Leben kam. Er konnte von Thoros von Myr wiederbelebt werden, einem Priester des „Roten Gottes“. Als dieser für seinen Freund die traditionellen Worte seiner Religion sprach, mit denen ein Toter geehrt wird, schlug Beric die Augen wieder auf. Beric, Thoros und der Rest der Truppe flohen und sammelten eine Truppe von Deserteuren, freien Kriegern, Bauern und Handwerkern um sich, die unter der Bezeichnung Bruderschaft ohne Banner versuchen, die Bevölkerung von Westeros vor der Willkür und den Plünderungen der kriegsführenden Parteien zu beschützen. Bei einem ihrer Streifzüge treffen sie in A Storm of Swords auf Arya Stark und deren Begleiter und nehmen sie gefangen. Der ebenfalls gefangene Sandor Clegane kann Beric während eines Gerichtskampfes zwar töten, dieser wird von Thoros jedoch sofort wiederbelebt und lässt Clegane gehen. Diesem gelingt es kurz darauf, Arya zu verschleppen.
Nach der „Roten Hochzeit“ findet die Bruderschaft die Leiche von Catelyn Stark im Trident treibend. Thoros weigert sich, sie wiederzubeleben, da sie schon zu lange tot sei. Also spricht Beric dieselben magischen Worte. Catelyn kehrt ins Leben zurück, aber Beric verliert dadurch sein Leben endgültig. Von da an leitet Catelyn die Bruderschaft ohne Banner und führt Racheaktionen gegen Lennister-Truppen und deren Verbündete durch, insbesondere gegen das Haus Frey.

### Thoros von Myr
Thoros von Myr ist ein Priester des „Roten Gottes“ R’hllor. Er wird als großer, korpulenter und humorvoller Mann beschrieben, der gerne trinkt. Er wird später Mitglied der Bruderschaft ohne Banner.
Handlung
In A Game of Thrones nimmt Thoros am Turnier der Hand in Königsmund teil und schafft es, beim Tjost Beric Dondarrion aus dem Sattel zu werfen. Er gehört zu den Männern unter Berics Kommando, die Eddard Stark ausschickt, um Gregor Clegane für seine Plünderungen in den Flusslanden zur Strecke zu bringen. In A Storm of Swords wird bekannt, dass Gregor die Männer angegriffen hat, wobei Beric Dondarrion tödlich verwundet wurde. Ein Bestattungsritual aus dem Glauben des „Roten Gottes“, das Thoros ausführt, erweckt Beric wieder zum Leben. Sie gründen unter Berics Kommando die Bruderschaft ohne Banner. Thoros muss Beric mehrere Male wiederbeleben; ein letztes Mal gelingt es ihm während des Zweikampfes zwischen Beric und Sandor Clegane. Als Beric nach der „Roten Hochzeit“ Catelyn Starks Leichnam von ihm wiederbeleben lassen will, weigert sich Thoros und so vollführt Beric das Ritual selbst, was ihn das Leben kostet. Thoros verzichtet darauf, Anspruch auf die Führung der Bruderschaft zu erheben und lässt die wiederbelebte Catelyn Stark das Kommando übernehmen.

### Brienne von Tarth
Brienne von Tarth ist die einzige Tochter von Lord Selwyn von Tarth, der über die gleichnamige Insel herrscht, die zu den Sturmlanden gehört und östlich Sturmkap vorgelagert ist.
Handlung A Clash of Kings
Brienne wird in die Leibgarde von Renly Baratheon aufgenommen, den sie heimlich verehrt, was auch auf ein Ereignis aus der Vergangenheit zurückgeht. Nach Renlys Ermordung – für die sie zuerst verantwortlich gemacht wird – flieht sie mit Lady Catelyn Stark in die Flusslande und leistet ihr einen Eid, der sie an Catelyn bindet. Sie ermöglicht zusammen mit Catelyn Jaime Lennister die Flucht aus Schnellwasser, nachdem Catelyn diesem den Eid abgerungen hat, ihr ihre Töchter zu schicken.
Handlung A Storm of Swords
In der Folge willigt Brienne zudem ein, Jaime im Austausch für Catelyns beide Töchter nach Königsmund zu eskortieren. Nachdem Brienne und Jaime zunächst feindselig miteinander agieren, entwickelt sich im Laufe ihrer Reise eine gewisse Freundschaft. Auch ist es Jaime, der sie aus den Fängen der Tapferen Kameraden befreit, nachdem er sie eigentlich vorher schon verlassen hat. Nach der Ankunft der beiden in Königsmund wird sie von Jaime beauftragt, die verschwundene Sansa Stark zu suchen.
Handlung A Feast for Crows
Auf dieser Reise wird sie von Podrick Payn begleitet. Die Reise durch die Flusslande und Kronlande bleibt lange ergebnislos, bis sie von einer Gruppe der ehemaligen Bruderschaft ohne Banner gefangen genommen werden, der auch die wiederbelebte Catelyn Stark (Lady Steinherz) angehört, die ihr keinen Glauben schenkt, Sansa nicht für die Lennister zu suchen. Lady Steinherz befiehlt daraufhin, Brienne und ihre verbliebenen Begleiter zu hängen. Ihr weiteres Schicksal – auch ihr Tod – ist bislang unklar.

### Areo Hotah
Areo Hotah ist der Hauptmann der Wache in der dornischen Hauptstadt Sonnspeer, begleitet Fürst Doran aber auch auf seinen Reisen, beispielsweise in die nahen Wassergärten. Als jüngstes von sechs Kindern einer Familie aus der Freien Stadt Norvos wurde er früh an die Bärtigen Priester verkauft, die seine Erziehung und Ausbildung übernahmen. An deren Ende wurde er rituell mit einer Langaxt vermählt, die er stets bei sich trägt. Er kam gemeinsam mit seinem Fürsten und Mellario von Norvos, der Ehefrau Dorans, nach Dorne. Früher dunkelhaarig, ist Areo inzwischen ergraut, seine Kampfkraft hat er aber nicht eingebüßt.
Handlung
Areo weilt gemeinsam mit Fürst Doran in den Wassergärten bei Sonnspeer, der sich in der dornischen Hauptstadt ob seiner Gichterkrankung, die ihn schwächt, nicht zeigen möchte. Nach dem Tod Oberyn Martells drängt eine dessen Töchter den Fürsten, Vergeltung für ihren Vater zu üben. Der Fürst erbittet sich Bedenkzeit und kehrt am nächsten Tag mit seinem Maester und Areo nach Sonnspeer zurück. Nach und nach treten weitere Töchter des Bruders des Fürsten – die Sandschlangen – an diesen heran. Doran befiehlt Areo in der Folge, sämtliche sich in Sonnspeer befindliche Töchter seines Bruders in Gewahrsam nehmen zu lassen, weil er einen Putsch fürchtet; Areo leistet Folge. Einige Zeit später entführt Arianne Martell, die älteste Tochter des Fürsten, gemeinsam mit Untergebenen die Schwester des Königs, Myrcella Baratheon, um diese zur Königin zu krönen und einen Krieg mit Königsmund zu provozieren. Der Fürst jedoch erfährt früh von diesen Plänen und schickt Areo und weitere Wachen aus, um sie zurückzuholen. Dabei tötet Areo den Königsgardisten Arys Eichenherz, der an der Verschwörung beteiligt ist. Arianne wird nach der Rückkehr nach Sonnspeer unter Arrest gestellt und erst nach mehrtägigem Flehen schließlich von Areo zu ihrem Vater gelassen.

### Arys Eichenherz

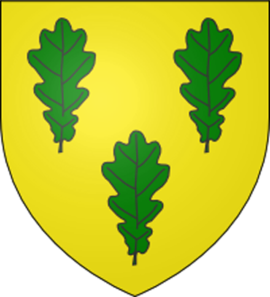
Wappen des Hauses Eichenherz

Arys Eichenherz (im Original Arys Oakheart) stammt aus Alteich, dem Sitz seiner Familie in der westlichen Weite. Er wurde während der Herrschaft Robert Baratheons Mitglied der Königsgarde.
Handlung A Game of Thrones und A Clash of Kings
Arys ist anwesend, als Eddard Stark im Thronsaal nach dem Tode Robert Baratheons dessen vermeintlichem Sohn Joffrey den Thronanspruch verwehren will. Auf Befehl Cerseis lässt die Königsgarde Eddard festnehmen, Arys sperrt Sansa Stark in Maegors Feste ein. Er ist der einzige Ritter der Königsgarde, der Sansa trotz der Befehle Joffreys nicht oder nur sehr leicht schlägt. Nachdem Tyrion Lennister das Amt der Hand des Königs übernommen hat, plant er, Joffreys Schwester Myrcella nach Dorne zu schicken. Sie soll dort später Fürst Dorans Sohn Trystan heiraten. Arys begleitet Myrcella nach Dorne.
Handlung A Feast for Crows
Nach der Rückkehr von Doran Martell aus den Wassergärten empfängt der Fürst Arys in Sonnspeer. Doran eröffnet ihm, dass er Myrcella bald mit sich zurück in die Wassergärten nehmen wolle und Arys dieses Vorhaben niemandem mitteilen solle. Arys unterhält seit einiger Zeit jedoch eine Affäre zu Dorans ältester Tochter Arianne, der er die Pläne des Fürsten offenbart. Arianne überredet Arys, sie dabei zu unterstützen, Myrcella zur Königin der Sieben Königslande zu krönen, da sie als ältere vor ihrem Bruder Tommen – jedoch nur nach dornischem Recht – das Anrecht auf den Thron habe. Gemeinsam mit Arianne, Myrcella und weiteren Verschwörern macht sich Arys nach Westen auf, wird auf dem Weg durch die Wüste jedoch von der Wache aus Sonnspeer unter der Führung von Areo Hotah gestellt. Areo befiehlt den Verschwörern, sich zu ergeben, doch Arys weigert sich und greift die Wache an. Während des Kampfes wird er durch Areos Langaxt enthauptet.

### Ellaria Sand
Ellaria Sand ist die Geliebte von Oberyn Martell und die Mutter seiner vier jüngsten Töchter Elia, Obella, Dorea und Loreza (Bastardtöchter, die wie Oberyns Töchter aus früheren Beziehungen Sandschlangen genannt werden). Sie ist eine Bastardtochter des dornischen Adligen Harmen Uller von Höllhain. Sie wird als eindrucksvolle, exotische Frau mit schwarzem Haar beschrieben, die über Klugheit und ein gutes Wesen verfügt.
Handlung
Sie kommt in A Storm of Swords mit Oberyn nach Königsmund und wohnt Joffreys Hochzeit bei. Nach Oberyns Tod kehrt sie in A Feast for Crows nach Dorne zurück, wo sie für einige Zeit in Isolation lebt. Sie sorgt sich um ihre Töchter und fürchtet, dass sie nach dem Vorbild ihrer Halbschwestern Obara, Nymeria und Tyene (die drei ältesten Sandschlangen) bald ebenfalls auf Rache für ihren Vater Oberyn sinnen werden. Ellaria selbst übt sich in Geduld und scheint, ebenso wie Doran Martell, größere Entwicklungen im Blick zu haben.

### Die Sandschlangen
Als Sandschlangen werden alle Bastardtöchter Oberyn Martells bezeichnet, die er mit verschiedenen Geliebten gezeugt hat. Die Bezeichnung Sandschlangen ist eine Anlehnung an Oberyns Beinamen Die Rote Viper. Insgesamt gibt es acht Sandschlangen. Die vier jüngsten Mädchen sind Oberyns Töchter mit seiner langjährigen Geliebten Ellaria Sand. Als Bastarde des Hauses Martell tragen sie alle den Nachnamen „Sand“.
Nach dem Tod ihres Vaters Oberyn in Königsmund sinnen die älteren Sandschlangen Obara, Nymeria und Tyene, die enge Freundschaft zu ihrer Cousine Arianne Martell pflegen, auf Rache für ihren Verlust.

#### Obara Sand
Obara ist die älteste Tochter Oberyn Martells. Sie ist die Tochter einer Prostituierten aus Altsass und wird als wenig ansehnlich beschrieben. Obara ist eine Kriegerin, die hervorragend mit dem Speer und der Peitsche umgehen kann.

#### Nymeria Sand
Nymeria ist die Tochter einer Adeligen aus Volantis. Oft Lady Nym genannt, setzt sie ihre beträchtliche Schönheit und Intelligenz ein, um ihre Ziele zu erreichen.

#### Tyene Sand
Tyene unterscheidet sich sowohl optisch als auch von ihrer Herkunft von den anderen Sandschlangen. Sie ist die Tochter einer Septa und selbst sehr gläubig. Sie hat langes blondes Haar und besitzt ein eher stilles Wesen. Wie ihr Vater kennt sie sich bestens mit Giften aus. Sie pflegt eine besonders enge Freundschaft zu ihrer Cousine Arianne.

#### Sarella Sand
Sarella ist die Tochter einer Frau von den Sommerinseln. Zu Beginn der Handlung in Dorne befindet sie sich außer Landes. Es wird vermutet, dass sie unter dem falschen Namen Alleras an der Zitadelle von Altsass studiert.

#### Elia Sand
Elia ist die älteste Tochter Ellaria Sands. Sie erhielt ihren Namen zum Gedenken an Oberyns ermordete Schwester Elia Martell. Für ritterliches Treiben wie das Reiten und den Tjost scheint sie besondere Begeisterung zu hegen.

#### Obella Sand
Obella ist die zweite Tochter Ellaria Sands. Gemeinsam mit ihren Schwestern und ihrer Mutter befindet sie sich in A Feast for Crows in den Wassergärten außerhalb von Sonnspeer.

#### Dorea Sand
Dorea ist die dritte Tochter Ellaria Sands. Sie befindet sich während der Handlung von A Feast for Crows in den Wassergärten, wo sie mit ihrem Morgenstern Orangen von den Bäumen pflückt.

#### Loreza Sand
Loreza ist die vierte und jüngste Tochter Ellaria Sands. Als sie mit ihren Schwestern und ihrer Mutter in die Wassergärten geschickt wird, ist sie etwa sieben Jahre alt.

## Personen aus Pro- und Epilogen
Hier werden diejenigen Personen dargestellt, aus deren Sicht in den Pro- und Epilogen der Romane erzählt wird. Der im Epilog von A Dance with Dragons dargestellte Kevan Lennister wird weiter oben gelistet.

### Will
Will war ein Wilderer in den Flusslanden. Als er gefasst werden konnte, wurde ihm angeboten, der Nachtwache beizutreten, ansonsten hätte er eine Hand verloren. Er entschied sich, das Schwarz anzulegen, und trägt es bei Handlungsbeginn seit etwa vier Jahren. Nach dem Ablegen seines Schwures wurde er den Grenzern zugeordnet. Er gilt als sehr erfahren.
Der Prolog um Will ist der bisher einzige Teil der Buchreihe, in dem keine inneren Monologe oder Gedankengänge des Charakters, aus dessen Sicht erzählt wird, wiedergegeben werden.
 Handlung A Game of Thrones
Will befindet sich gemeinsam mit seinem Bruder Gared unter dem Kommando von Weymar Rois nördlich der Mauer. Die Gruppe ist mehrere Tagesritte von der Mauer entfernt und verfolgt Wildlinge. Will hat tags zuvor einige von ihnen offenbar tot aufgefunden. Während Will und Gared sich verfolgt fühlen und zur Mauer zurückkehren wollen, will sich Weymar hingegen vor Ort von den Toten überzeugen. Als es schon Nacht ist, erreicht die Gruppe das Lager der toten Wildlinge. Während Gared die Pferde bewachen soll, geht Will gemeinsam mit Weymar ins Lager und entdeckt, dass die Körper der Wildlinge verschwunden sind. Weymar macht sich darüber lustig und verlangt, dass Will auf einen Baum steigen und nach Rauch von Lagerfeuern Ausschau halten solle. Will entdeckt jedoch nur einen weißen Schatten, der schnell wieder verschwunden ist. Seine Angst steigt und er will Weymar warnen, ihm versagt jedoch die Stimme. Weymar spürt nun selbst, dass etwas nicht stimmt. Als er nach Will ruft, taucht eine unheimliche Gestalt mit eisblauen Augen und in einer in der Farbe ständig wechselnden Rüstung auf. Weymar stellt sich ihr zum Kampf. Da tauchen weitere fünf dieser Gestalten auf und stellen sich zum Zusehen hin. Nach kurzer Zeit des Kampfes kann die Gestalt Weymar schwer verwunden. Als dieser noch einmal angreift und sein Schwert gegen das blau scheinende seines Gegners schlägt, zerbirst Weymars Stahl. Als Weymar tot ist, kommen auch die anderen fünf Gestalten auf die Leiche zu und stechen ihre Klingen mehrfach in ihn. Will schließt in der Folge die Augen und betet. Als er sich traut, sie wieder zu öffnen, sind die Gestalten verschwunden. Er steigt vom Baum herunter, will nach Gared suchen und Weymars zerborstenes Schwert als Beweis zum Lord Kommandanten bringen. Als Will sich umdreht, ist Weymar wieder aufgestanden und sein eines, unbeschädigtes Auge strahlt eisblau. Er legt seine eiskalten Hände an Wills Hals.

### Cressen
Maester Cressen dient auf Drachenstein den Baratheons. Zuvor war er Maester in Sturmkap unter dem Vater von Robert, Stannis und Renly gewesen und hatte nach dem Tod der Eltern die Erziehung der Söhne übernommen, fühlt sich aber am ehesten Stannis verbunden. Nach der Krönung Roberts erhielt Stannis als dessen damaliger Thronfolger Drachenstein und der Maester folgte ihm. Cressen ist etwa 80 Jahre alt, war zwei Jahre vor Beginn der Handlung schwer gestürzt und hatte sich die Hüfte gebrochen. Im Jahr darauf erkrankte er so schwer, dass die Zitadelle in Voraussicht mit Pylos schon einen neuen Maester schickte, doch erholte sich Cressen wieder, sodass seither zwei Maester auf Drachenstein dienen; Cressen empfindet Pylos jedoch für seine Nachfolge insgeheim als ungeeignet. Ein besonders gutes Verhältnis pflegt Cressen zu Stannis’ Tochter Sharin, für die er jedoch auch großes Mitleid ob ihres bisherigen Lebens empfindet.
Handlung A Clash of Kings
Auf Drachenstein trifft ein Weißer Rabe aus der Zitadelle ein, der die Nachricht vom Ende des Sommers überbringt. Cressen wird von Prinzessin Sharin und Hofnarr Flickenfratz besucht, die das Tier in Augenschein nehmen möchten. Nachdem Cressen von Pylos erfahren hat, dass Davos Seewart nach Drachenstein zurückgekehrt sei, eilt er sofort zum König. Auf dem Weg trifft er auf Davos, der berichtet, dass Stannis keine nennenswerte Unterstützung für seinen Thronanspruch in den Sturmlanden erhoffen dürfe, da viele große Häuser sich für seinen jüngeren Bruder Renly erklärt hätten. Als Cressen auf Stannis trifft, lässt sein König ihn spüren, dass er auf den Rat des Maesters nicht unbedingt angewiesen ist: Cressens Vorschläge nach Bündnissen sowohl mit Renly als auch mit Robb Stark lehnt Stannis vehement ab; auch einer Heirat von Sharin mit Robert Arryn für ein Bündnis mit dem Grünen Tal ist er abgeneigt. Als Königin Selyse zu dem Gespräch stößt und einen möglichen Tod Renlys in Aussicht stellt – den die Rote Priesterin Melisandre in ihren Visionen gesehen habe –, protestiert Cressen scharf, doch Stannis schickt ihn weg. Nach der Rückkehr in seine Gemächer wägt Cressen seine Möglichkeiten ab. Da die gesamte Königsfamilie durch Melisandre beeinflusst werde, entschließt sich Cressen, die Priesterin während des nächsten Essens zu vergiften. Nachdem er das Gift geholt hat, möchte er sich kurz schlafen legen; er wacht jedoch erst nach Stunden auf. Als er den Speisesaal erreicht, hat die Gesellschaft mit dem Mahl schon begonnen. Auf dem Weg zu seinem Platz wird Cressen von Flickenfratz gestoßen und fällt. Da er nicht alleine wieder aufstehen kann, wird ihm geholfen – von Melisandre. Danach erlaubt sie sich einen Scherz mit dem Maester und setzt ihm den Eimer aufs Haupt, den Flickenfratz als Helm nutzt, und stellt ihn damit bloß. Als Cressen seinen Platz erreicht, stellt er fest, dass dieser von Pylos besetzt ist. Cressen erfährt, dass Stannis darauf bestanden habe, nicht nach ihm zu schicken, da er nicht gebraucht werde und Pylos nun seine Aufgaben übernehmen solle. Tief getroffen von diesen Worten bittet er um einen Platz am Tisch; Davos bietet seinen eigenen an. Von dort ist Cressen zu weit entfernt, um Melisandre das mitgebrachte Gift zuzuführen. Als er seinen König ein weiteres Mal bittet, sich mit Robb oder den Arryns zu verbünden, wird er von der Königin und Melisandre verspottet und Flickenfratz setzt ihm wieder seinen Helm auf. Cressen erkennt in der Situation die Gunst der Stunde und täuscht einen Sinneswandel vor: Er erkennt Melisandres Vorgehensweise an und möchte mit ihr einen Becher Wein teilen, den er sich von Davos borgt. Dieser merkt, dass Cressen etwas in den Wein getan hat und will ihn stoppen, jedoch wird er vom Maester ignoriert. Auch Melisandre eröffnet ihm die Möglichkeit zur Umkehr, doch auch dies schlägt er aus und beide leeren den Kelch. Während Melisandre vom Genuss des Weines unbeeindruckt scheint und auf die Macht ihres Gottes anspielt, bricht Cressen zusammen und erstickt.

### Chett
Chett stammt aus Hexensumpf (Hag’s Mire im Original), einem Dorf am Blauen Arm des Tridents in den Flusslanden. Er hat kein Handwerk erlernt. Sein Gesicht ist übersät mit Pickeln und Furunkeln, die ihn schon seit seiner Kindheit gezeichnet haben, weswegen er von Gleichaltrigen gemieden wurde. Auch eine Prostituierte verweigerte ihren Dienst an ihm, die er anschließend im Zorn erstach. Nach der Tat flüchtete er, wurde aber gestellt und der Nachtwache übergeben. Dort arbeitet er als Kämmerer in Diensten von Maester Aemon und übt dort niedere Tätigkeiten aus, bis Samwell Tarly seinen Platz beim Maester einnimmt. Anschließend wird Chett zu den Hundezwingern abkommandiert. Er ist Teil von Lord Kommandant Mormonts Expedition nördlich der Mauer, die sich auf der Faust der Ersten Menschen befindet.
Handlung A Storm of Swords
Chett hat es nicht überwunden, dass Samwell seinen Posten bei Maester Aemon übernommen hat, und hegt deswegen einen Groll auf Samwell und Jon Schnee, welcher sich für Samwell zuvor eingesetzt hat. Es liegen Berichte vor, wonach die Wildlinge unter Manke Rayder mit 20.000 bis 30.000 Menschen in Richtung der Mauer marschierten und bald an der Faust vorbeizögen. Während Chett der Meinung ist, die Expedition müsse so schnell wie möglich zur Mauer zurückkehren, möchte sich der Lord Kommandant auf der Faust verteidigen, was Chett ob der viel geringeren Mannstärke (ca. 300) als aussichtslos erachtet. Aus diesem Grund schmiedet er gemeinsam mit wenigen weiteren Brüdern den Plan, den Lord Kommandanten und weitere Brüder zu töten sowie sich von der Expedition abzusetzen. Die Verschwörer – die bei Nacht zuschlagen wollen – haben folglich alle wichtigen Posten besetzt, von denen aus sie die Aktion ausführen können. Auf einer Besprechung des Lagers am Abend erklärt der Lord Kommandant seinen neuen Plan, am nächsten Morgen mit der gesamten Expedition weiter nach Norden zu marschieren und das Wildlingsheer von hinten anzugreifen. Chett sieht seine Verschwörung nun gefährdet, auch ein plötzlich einsetzender Schneefall treibt seine Verzweiflung an. So möchte er wenigstens Samwell töten, der in seinem Zelt schläft. Als Chett das Messer bereits gezückt hat, ertönt ein Horn. Chett denkt zuerst an die Rückkehr seiner Brüder, als das Horn ein zweites Mal erklingt: Er eröffnet dem gerade erwachten Samwell, dass sie nun wohl von Wildlingen getötet werden. Dann ertönt ein dritter Hornstoß, der einen Angriff der Anderen ankündigt; Chett bemerkt anschließend, dass er sich eingenässt hat.
Im weiteren Verlauf des Buches wird beschrieben, dass Chett von den Anderen getötet und als Wiedergänger wiedererweckt worden ist. Er ist unter jenen Wiedergängern, die Samwell und Goldy auf ihrer Rückkehr zur Mauer angreifen.

### Pat
Pat (Pate im Original) stammt aus den Westlanden. Er kam im Alter von 13 Jahren zur Citadel nach Altsass, um dort das Handwerk eines Maesters zu erlernen. Nach nun fünf Jahren (zu Beginn von A Feast for Crows) als Novize hat er noch kein Glied für seine Maesterkette geschmiedet; in zwei Handwerken wurde er vom jeweiligen Maester abgewiesen, beim dritten Versuch stellte sich spät heraus, dass der Maester geistig nicht mehr in der Lage war, Pat etwas beizubringen. Auch sonst hat er in Altsass einen schweren Stand: So wurde er von einem vierten Maester des Diebstahls bezichtigt, jedoch stellte sich dies als Irrtum heraus; das Image des Diebes haftet ihm bei einigen Leuten seither aber weiter an. Pat ist schwer verliebt in ein Schankmädchen namens Rosi, jedoch hat deren Mutter einen Golddrachen auf ihre Jungfräulichkeit ausgesetzt, welchen Pat bisher nicht aufwenden kann.
Handlung A Feast for Crows
Pat sitzt mit seinen Freunden in dem Schankhaus, in dem Rosi arbeitet. Sie feiern dort einen von Pats Freunden, der ein Glied für seine Maester-Kette erlangt hat. Im selben Schankhaus hat Pat einen mysteriösen Mann getroffen, der ihm angeboten hat, für einen Citadel-Generalschlüssel eines Maester einen Golddrachen zu zahlen, womit Pat den Preis für Rosi bezahlen könnte. Inzwischen hat er den Schlüssel gestohlen und möchte sich an diesem Tag im Schankhaus mit dem Mann treffen. Nach einiger Zeit taucht Leo Tyrell, ein Verwandter des Lords von Rosengarten, auf und provoziert die Gruppe; darunter auch Pat, der Leo verprügeln möchte, jedoch rechtzeitig abgehalten wird. Leo berichtet von einer neu brennenden Glaskerze im Raum von Maester Merwyn, doch die anderen Novizen glauben ihm nicht, da Glaskerzen eigentlich nicht entzündet werden können, doch Leo besteht auf seiner Darstellung. Nachdem bereits der Tag angebrochen und der mysteriöse Mann nicht aufgetaucht ist, verlässt Pat nach seinen Freunden enttäuscht das Lokal und geht zurück zur Citadel. Auf dem Weg kommt der mysteriöse Mann auf ihn zu und offenbart ihm, dass er schon die ganze Zeit im Lokal gewesen sei, aber ob Pats Freunden auf ein Bemerkbarmachen verzichtet habe. Nachdem der Mann Pat nach dem Schlüssel gefragt hat, bittet er Pat, ihm zu folgen. In einer Seitengasse findet schließlich die Übergabe statt: Pat erhält zuerst die Goldmünze, danach fragt der Mann nach dem Schlüssel, jedoch zögert Pat und fragt nach den Motiven des Mannes, doch dieser verweigert ihm die Antwort. Da Pat das Gesicht des Mannes, das bisher stets verhüllt gewesen ist, nicht kennt, verlangt er, dass dieser seine Kapuze abnehmen solle; der darunter zum Vorschein kommende junge Mann ist Pat unbekannt und er übergibt ihm den Schlüssel. Kurz nachdem Pat die Gasse verlassen hat, scheinen die unter ihm verlegten Pflastersteine nachzugeben und er stürzt. Er artikuliert laut, dass er nicht verstehe, warum er falle und was mit ihm geschehe, und eine unbekannte Stimme erklärt ihm, dass er das auch nie werde.
Am Ende von A Feast for Crows trifft Samwell Tarly, nachdem dieser in Altsass eingetroffen ist, in den Gemächern von Maester Merwyn – der Samwell die entfachte Glaskerze vorführt – einen Novizen namens Pat an. Es ist nicht klar, ob es sich um denselben Pat aus dem Prolog handelt.